# Jérusalem
Cette page contient des caractères spéciaux ou non latins. S’ils s’affichent mal (▯, ?, etc.), consultez la page d’aide Unicode.
Pour les articles homonymes, voir Jérusalem (homonymie) et Al-Qods.
Jérusalem (prononciation française /ʒe.ʁy.za.lɛm/), en hébreu : יְרוּשָׁלַיִם, Yerushaláyim (dénomination israélienne officielle) ; en arabe : القدس, al Quds  ou اورشليم, Ûrshalîm (dénomination israélienne officielle en arabe), est une ville du Proche-Orient ; sa vieille ville occupe une place centrale dans les religions juive et chrétienne, et une place importante dans la religion musulmane ainsi que dans le conflit en cours depuis la création d'Israël en 1948.
En 1947, dans son plan de partage de la Palestine mandataire, l'ONU dote Jérusalem d'un statut international, mais la guerre israélo-arabe de 1948-1949 aboutit à un partage de la ville entre occupation israélienne (Jérusalem-Ouest) et jordanienne (Jérusalem-Est). Le 31 janvier 1950, le gouvernement israélien proclame Jérusalem capitale de l'État d'Israël et y transfère les organes de l'État (le gouvernement en 1949 puis dans les années 1950 la Knesset et la Cour suprême), mais la plupart des pays maintiennent leur ambassade à Tel Aviv-Jaffa, internationalement reconnue comme capitale.
Après la guerre des Six Jours (1967), Israël occupe la totalité de la ville (ainsi que la Cisjordanie et la bande de Gaza) et prononce unilatéralement l'annexion de Jérusalem-Est en 1980, mesure non reconnue internationalement.
Chef-lieu du district de Jérusalem, la ville est donc aujourd'hui aussi de facto la capitale d'Israël, tandis que sa partie Est est la capitale proclamée et revendiquée par l'État de Palestine. La ville abrite également les territoires enclavés du domaine national français en Terre sainte.
La municipalité de Jérusalem s’étend sur 125,1 km2 pour une population de 966 346 habitants en janvier 2022. Cette population est très variée, avec des religions, des origines et des conditions socio-économiques diverses. La vieille ville, d'une superficie de moins de 1 km2, est historiquement composée de quatre quartiers : un quartier musulman, un quartier arménien, un quartier chrétien et un quartier juif. Ces quartiers sont entourés de remparts dont la partie visible aujourd'hui a été construite entre 1535 et 1538. Cependant, les recherches menées par Vincent Lemire montrent le caractère exogène (apportée par les pèlerins et les visiteurs) de cette cartographie tardive (XIXe siècle) qui met de côté la complexité des dynamiques de peuplements des différentes parties de la vieille ville.
Située à environ 800 m d'altitude, Jérusalem est éloignée de 33 km de la mer Morte, dont l'altitude est de 400 m au-dessous du niveau de la mer.

## Mentions antiques, étymologie, autres noms

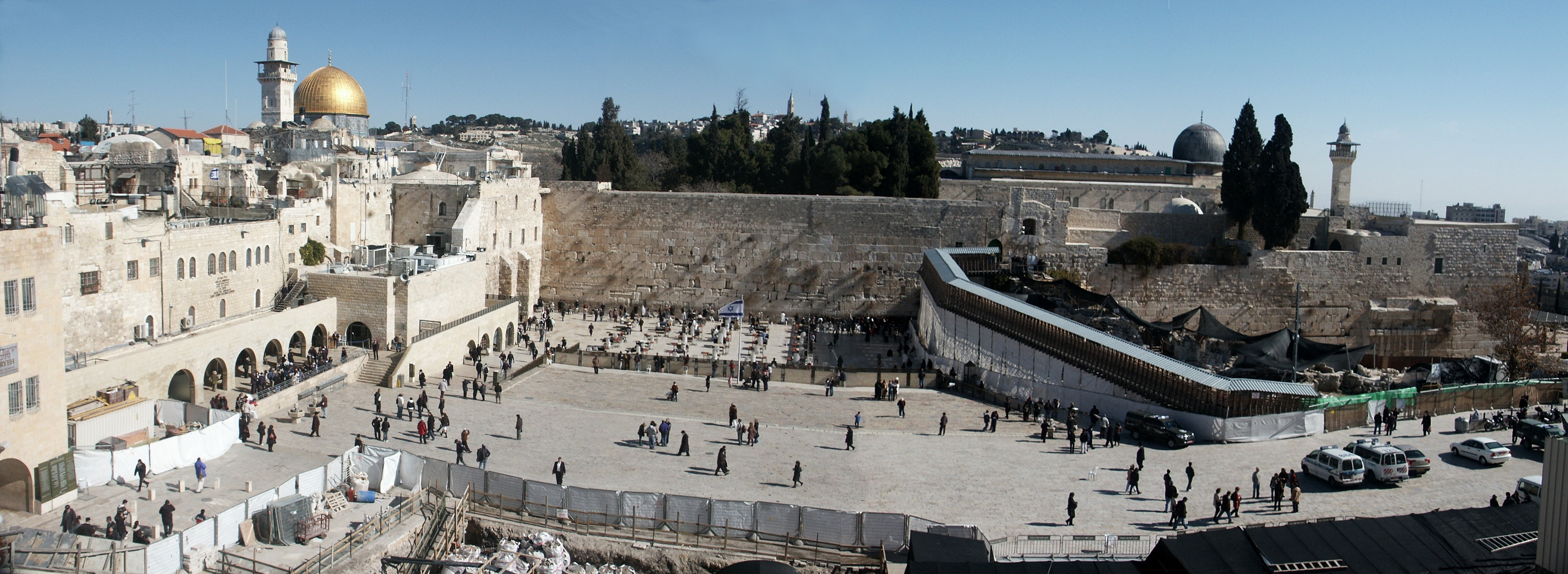
Vieille ville : panorama du mur des Lamentations surmonté du dôme du Rocher et de la mosquée al-Aqsa.

### Mentions dans les textes antiques
Jérusalem est mentionnée pour la première fois dans des textes égyptiens dits « d'exécration », datant des XXe et XIXe siècles av. J.-C., période durant laquelle Canaan est vassal de l'Égypte pharaonique. La prononciation exacte de son nom ne ressort pas clairement des hiéroglyphes : on trouve Rushalimu, Urushalimu ou d'autres variantes,.
Par la suite, le nom de Jérusalem (Yeroushalayim) apparaît dans la Bible hébraïque, dans des textes grecs (dont le Nouveau Testament chrétien) et dans des textes latins, païens ou chrétiens. [réf. nécessaire]

### Étymologies proposées par les spécialistes
On peut supposer[réf. nécessaire] que le nom de la ville évoque le culte du dieu Shalim (ou Shalimu), car il était courant alors d'appeler les cités du nom de la divinité locale,. Le nom de « Jérusalem » renvoie donc probablement au culte de ce dieu cananéen, populaire dans le panthéon ouest-sémitique, divinité de la création, de l'exhaustivité[pas clair] et du soleil couchant. Le début du mot « Jérusalem » vient de uru, qui signifie « fondation » ou « ville fondée par », le sens primitif du nom est donc « ville fondée par Shalem » ou « sous la protection de Shalem »,,.
Une étymologie détaillée a été donnée en 1859 par Nathaniel Philippe Sander et Isaac Léon Trenel : le nom de « Yeru-Shalem » provient selon eux de deux racines chaldéennes, YeRu (« ville », « demeure ») et ShLM, qui a donné les mots shalom en hébreu et salaam en arabe. Cette racine trilitère ShLM signifie aujourd'hui « paix », mais le sens initial était celui de la complétude, de l'achèvement,, d'où dérive ultérieurement la notion de paix.

### Changements de nom sous l'Empire romain
En 130 après J.-C., l'empereur Hadrien donne à Jérusalem le nom romain d'« AElia Capitolina », Aelius étant le nom de gens d'Hadrien et Capitolinus en hommage au dieu Jupiter capitolin et procède à une refondation rituelle de la ville. Le nom couramment utilisé est Aelia.
Devenue païenne, elle est la seule ville de l'Empire romain à être interdite aux Juifs, mesure qui reste en vigueur jusqu'à la conquête musulmane (638).
En 325, l'empereur Constantin lui rend son nom, mais la christianise.

### Après la conquête musulmane (638)
Après la conquête de la région par l'armée musulmane du calife Omar en 638, elle devient en arabe Iliya (إلياء) ou Bayt al-Maqdis (« Maison du Sanctuaire »), équivalent de l'hébreu Beit ha-Mikdash (« Maison sainte »), expressions désignant le temple de Jérusalem ou la mosquée al-Aqsa (الاقصى), lieu du départ de l'ascension de Mahomet, située sur l'emplacement du temple juif détruit en 70,.

## Histoire
La frise chronologique ci-dessous présente la succession des principales puissances ou dynasties qui ont administré Jérusalem.

## Géographie

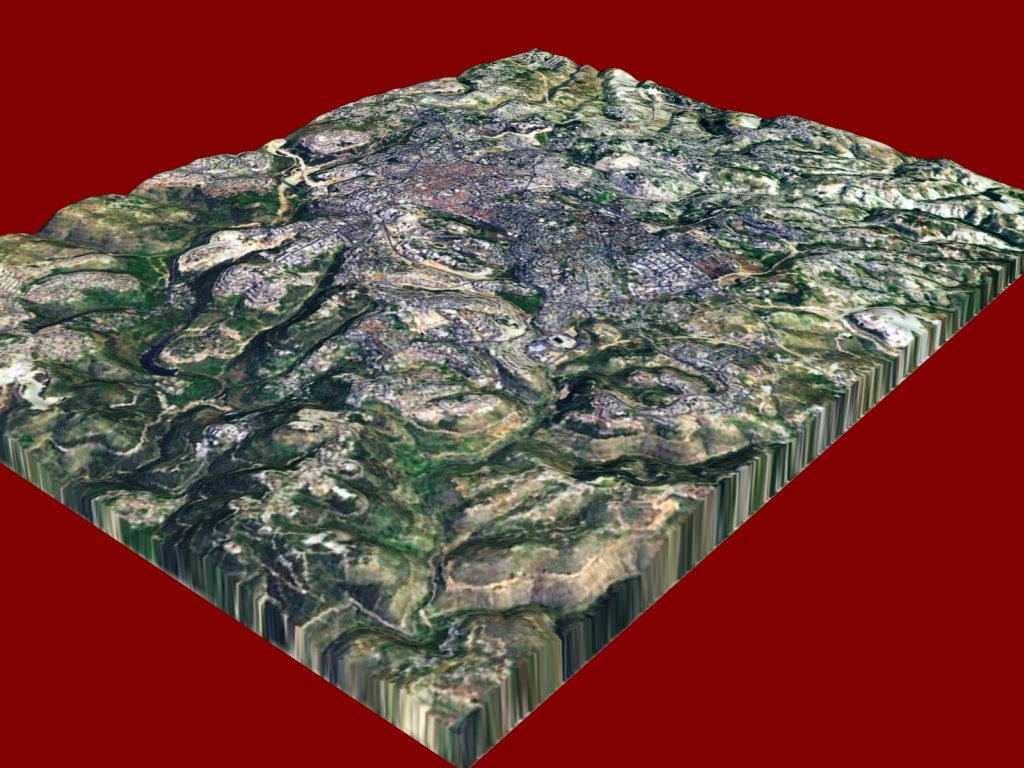
Reconstitution 3D de la topographie de Jérusalem à partir des données SRTM.

### Topographie
Jérusalem, couvrant 126 km2, est localisée entre la mer Méditerranée (à 52 km) et la mer Morte (à 22 km), sur l'extrémité d'un plateau calcaire des monts de Judée (dont le mont Sion) à 745 m d’altitude moyenne, avec de fortes variations entre monts et vallées (de 700 à 800 m environ). Le mont Scopus culmine à 826 m au nord-est et la vallée du Cédron descend sous les 600 m.

#### Monts
Le point le plus élevé est le mont Herzl à l'ouest, avec 834 m.
Les sept collines de Jérusalem sont une région vallonnée des montagnes de Judée, dont les longues extensions se poursuivent vers la plaine côtière à l'ouest et la vallée du Jourdain à l'est. En leur centre, Jérusalem est construite à quelque 700 mètres d'altitude sur cette série de collines : l'Ophel avec les monts Moriah, Herzl (הר הרצל) à l'ouest, des Oliviers (har HaZeitim) s'étendant sur plus de trois kilomètres avec les monts Sion, Scopus (הַר הַצּוֹפִים, har HaTsofim) au nord-est… Ces collines lui ont servi de défense naturelle par le passé et ont joué un rôle dans son développement au cours des siècles. Elles figurent actuellement des sortes de frontières invisibles entre les divers quartiers de Jérusalem.

#### Vallées
La cité est entourée de toutes parts de plusieurs vallées, parmi lesquelles celles au nord, proches du plateau, sont moins prononcées que celles situées dans les autres directions. Les deux principales se trouvent au nord-ouest de la ville actuelle.
À l'est de l'ancien Temple, la vallée de Josaphat descend une partie de la ville pour devenir vallée du Cédron (nahal Kidron, נחל קדרון) ; elle sépare la Vieille ville du mont des Oliviers. La vallée Beth Zeita part du nord de la vieille ville actuelle et suit presque en parallèle la vallée du Cédron qu'elle rejoint au pied de l'extrémité nord-est de l'esplanade du Temple ; on y trouve des piscines (de Bethesda, d'Israël) alimentées par les pluies que charrie la vallée. À l'ouest, se trouve l'étroite vallée de la Géhenne (Guei Hinnom, גיא הנום) qui débute près de la porte de Jaffa où ici, elle prend parfois le nom de « vallée de Mamilla », se poursuit vers le sud puis bifurque vers l'est pour rejoindre la vallée transversale (débutant vers la porte de Jaffa et allant d'est en ouest) et celle de Kidron. Entre Kidron et Hinnom, et à l'ouest du mont Moriah, la fine vallée transversale du Tyropéon qui a été en partie comblée (et en partie par l'actuelle rue King David), commence au nord de la porte de Damas, entre dans la Vieille ville et continue sa route pour rencontrer la vallée latérale jusqu'à la Porte des Maghrébins (dite aussi « des Immondices »). Ces trois grandes vallées se rejoignent au sud de l'Ophel, notamment au niveau de l'actuelle piscine de Siloé, pour s'unir en Cédron qui s'élargit et poursuit sa course plus loin au sud-est, vers le désert de Judée et la mer Morte.

### Climat
Jérusalem possède un climat méditerranéen et dans une moindre mesure montagnard. Il est marqué par une forte chaleur et une forte aridité en été. Seuls quelques mois en hiver sont humides, en particulier février, où tombe plus de la moitié des précipitations totales annuelles. La neige survient une année sur trois, particulièrement en février ; certaines tempêtes ont fait beaucoup de dégâts, notamment en janvier 1992, avec 50 cm de neige, et en 1920, avec 97 cm.
| Mois                                | jan.  | fév.  | mars | avril | mai  | juin | jui. | août | sep. | oct. | nov. | déc.  | année |
| ----------------------------------- | ----- | ----- | ---- | ----- | ---- | ---- | ---- | ---- | ---- | ---- | ---- | ----- | ----- |
| Température minimale moyenne (°C)   | 6,4   | 6,4   | 8,4  | 12,6  | 15,7 | 17,8 | 19,4 | 19,5 | 18,6 | 16,6 | 12,3 | 8,4   | 13,5  |
| Température moyenne (°C)            | 9,1   | 9,5   | 11,9 | 17,1  | 20,5 | 22,7 | 24,2 | 24,5 | 23,4 | 20,7 | 15,6 | 11,2  | 17,5  |
| Température maximale moyenne (°C)   | 11,8  | 12,6  | 15,4 | 21,5  | 25,3 | 27,6 | 29   | 29,4 | 28,2 | 24,7 | 18,8 | 14    | 21,5  |
| Record de froid (°C)                | −6,7  | −2,4  | −0,3 | 0,8   | 7,6  | 11   | 14,6 | 15,5 | 13,2 | 9,8  | 1,8  | 0,2   | −6,7  |
| Record de chaleur (°C)              | 23,4  | 25,3  | 27,6 | 35,3  | 37,2 | 36,8 | 40,6 | 44,4 | 37,8 | 33,8 | 29,4 | 26    | 44,4  |
| Précipitations (mm)                 | 133,2 | 118,3 | 92,7 | 24,5  | 3,2  | 0    | 0    | 0    | 0,3  | 15,4 | 60,8 | 105,7 | 554,1 |
| Nombre de jours avec précipitations | 12,9  | 11,7  | 9,6  | 4,4   | 1,3  | 0    | 0    | 0    | 0,3  | 3,6  | 7,3  | 10,9  | 62    |

| Diagramme climatique                                  |              |             |              |             |           |         |           |             |              |              |            |
| J                                                     | F            | M           | A            | M           | J         | J       | A         | S           | O            | N            | D          |
| 11,86,4133,2                                          | 12,66,4118,3 | 15,48,492,7 | 21,512,624,5 | 25,315,73,2 | 27,617,80 | 2919,40 | 29,419,50 | 28,218,60,3 | 24,716,615,4 | 18,812,360,8 | 148,4105,7 |
| Moyennes : • Temp. maxi et mini °C • Précipitation mm |              |             |              |             |           |         |           |             |              |              |            |

## Démographie
Religions à Jérusalem en 2022
- Juifs (59,4 %)
- Musulmans (37,7 %)
- Chrétiens ou autres (2,9 %)

On appelle Hiérosolymitains les habitants de Jérusalem.
En 1947, il y a 205 000 habitants dont 105 000 Arabes (51 %) et 100 000 Juifs (49 %) et autres dans le territoire incluant Jérusalem et les villes et villages proches dont Ein Kerem, Abu Dis, Bethléem et Shuafat. En 1967, il y a 263 307 habitants dont 195 700 Juifs (74 %) et 54 963 Arabes (21 %). En 2004, on compte 706 000 habitants dont 458 000 Juifs (65 %) (dont 200 000 à l’est) et 225 000 Arabes (32 %). En 2022, 59,4 % des habitants de Jérusalem sont juifs, 37,7 % musulmans et 1,3 % chrétiens.
La population chrétienne de Jérusalem est actuellement d'environ 16 000 personnes, soit moins de deux pour cent de la population de la ville, alors qu'elle représentait un quart de la population un siècle plus tôt.
En 2005, le taux de fécondité des populations juives et arabes de Jérusalem est identique pour la première fois avec 3,9 enfants par femme — conséquence de la baisse significative de la natalité arabe enregistrée depuis quelques années. Depuis cette date, la fécondité des populations juives (4,4 enfants par femme en 2022) a même largement dépassé celle des populations musulmanes (2,9 enfants par femme en 2022).
Un autre aspect démographique est le déficit migratoire de la ville, puisque chaque année, les habitants quittant la ville sont de 6 000 ou 7 000 plus nombreux que ceux qui viennent s'y installer. La majorité part habiter dans la proche banlieue de Jérusalem où les coûts du logement sont nettement inférieurs.

## La ville «trois fois sainte»

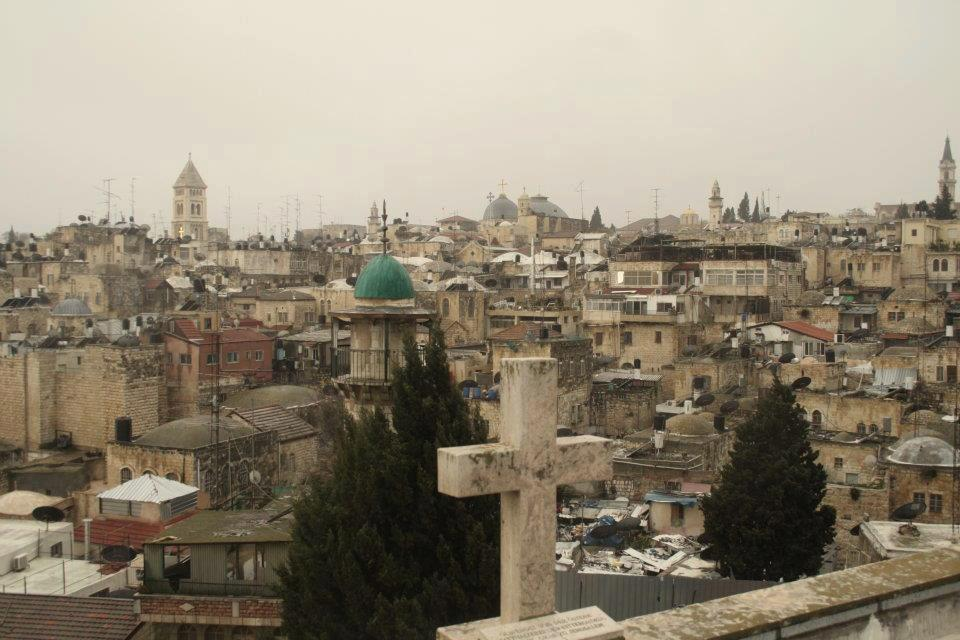
Vue sur la vieille ville depuis l'hospice autrichien sur la Via Dolorosa.

La ville de Jérusalem est considérée comme « trois fois sainte » car il s'y trouve les lieux les plus sacrés des religions juive et chrétienne et le troisième lieu saint de l'islam. Au total, on dénombre 56 lieux saints et une centaine d'autres de moindre importance, en majorité situés à Jérusalem-Est.
Les trois lieux saints les plus célèbres sont :
- le mur, vestige du temple d'Hérode, appelé « mur occidental » par les juifs (HaKotel HaMa'aravi, en abrégé HaKotel) et « mur des Lamentations » par les chrétiens ;
- l'église du Saint-Sépulcre où est situé, selon la tradition chrétienne, le tombeau du Christ ;
- le mont du Temple[Note 9], jadis site du temple de Jérusalem disparu et où se trouve aujourd'hui l'esplanade des Mosquées[Note 10], (Haram al-Sharif[pas clair]) avec le dôme du Rocher et la mosquée al-Aqsa.

Jérusalem est donc un site exceptionnel pour les trois religions monothéistes.

### Pour les Juifs

Demi-sicle d'argent, Judée, v. 68-9 ap. J.-C. Inscription : « Jérusalem-la-Sainte ».

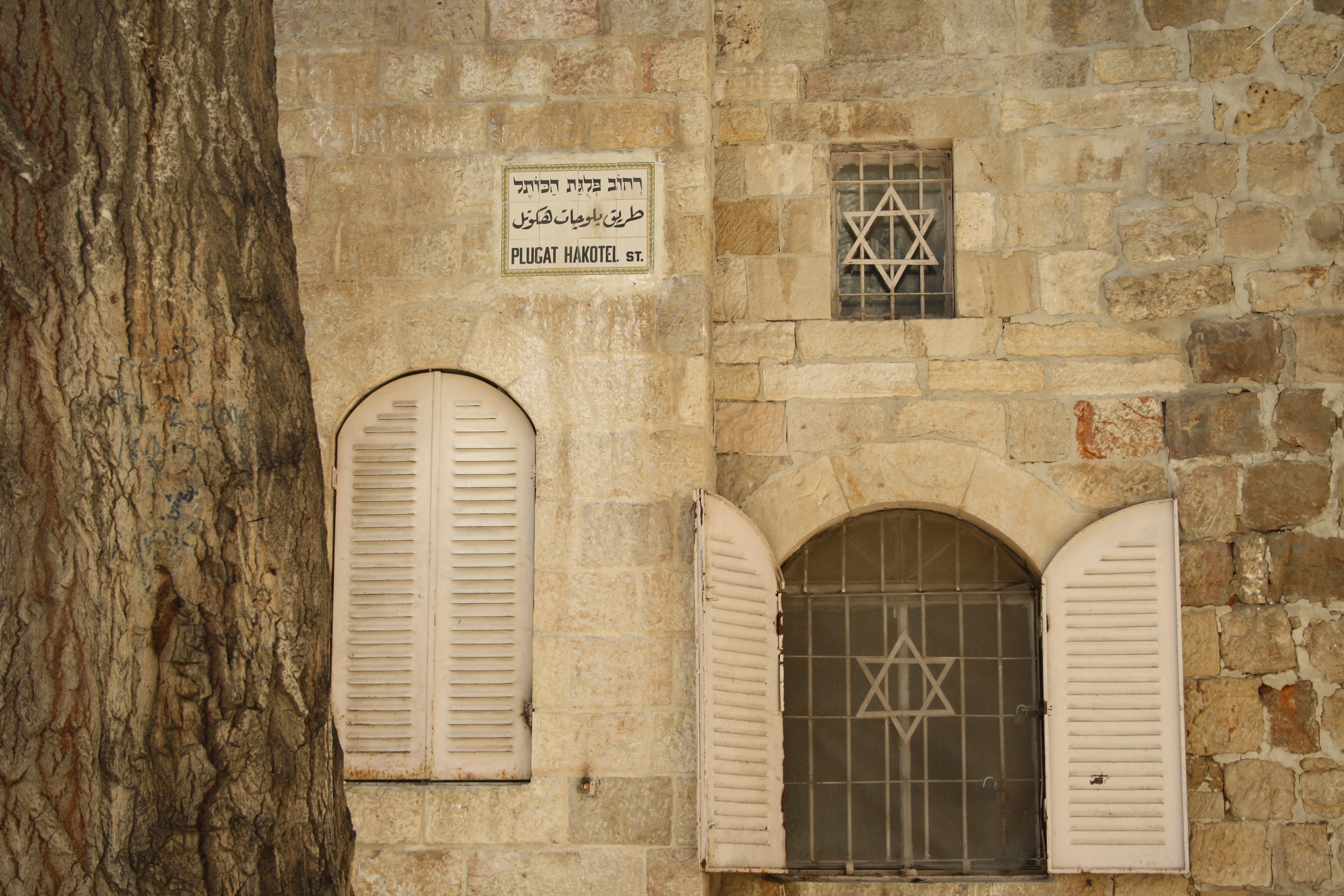
Plaque de la rue du Kotel (mur) dans le quartier juif de la vieille ville de Jérusalem.

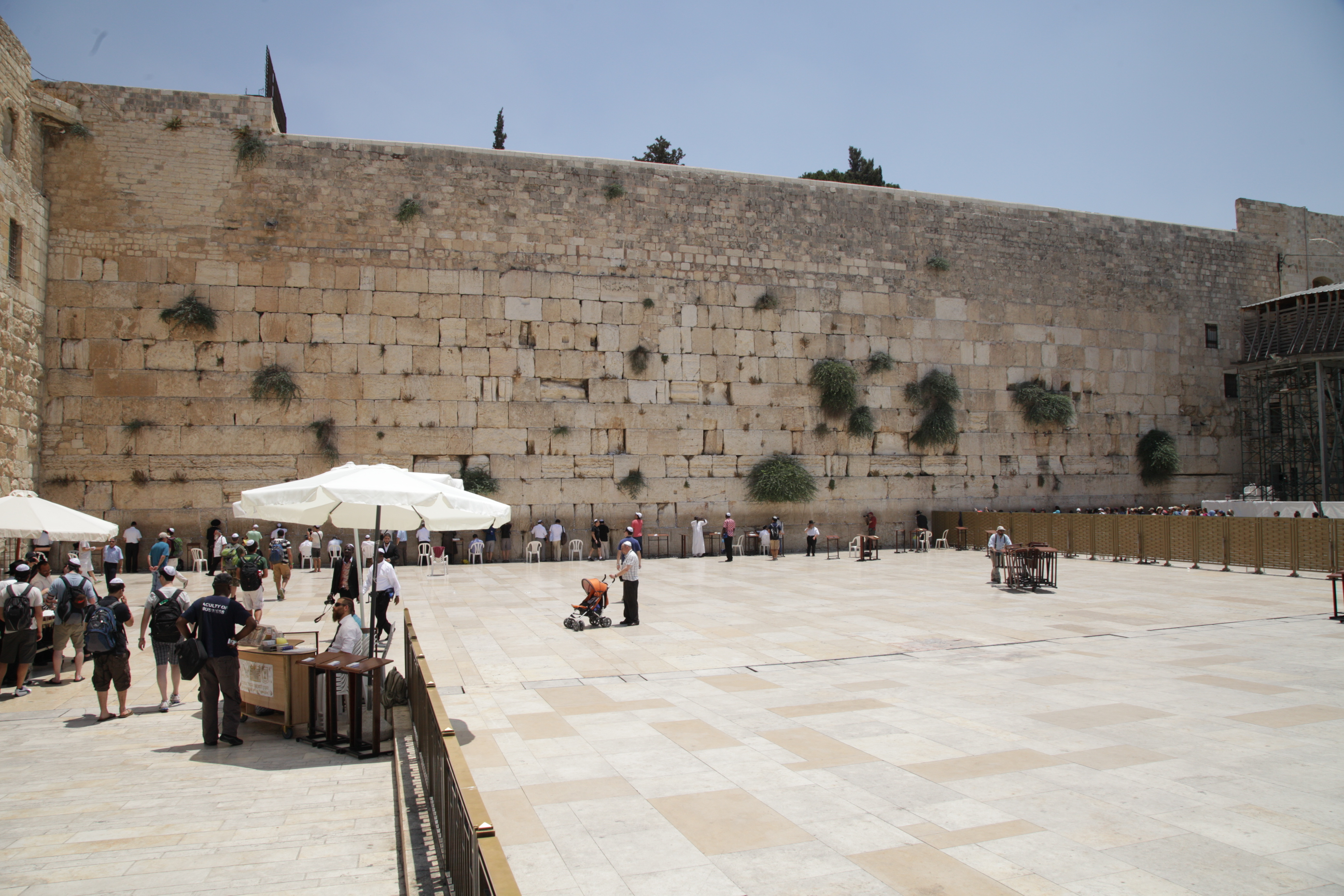
Le mur des Lamentations, vestige du temple de Jérusalem.

Jérusalem est importante pour les juifs depuis plus de 3 000 ans. Son nom est mentionné dans la Bible hébraïque 660 fois sous la forme habituelle et 158 fois sous la forme « Sion », nom d'une colline de Jérusalem employé métonymiquement pour la ville entière.
Jérusalem est en effet à la fois un lieu important dans les pérégrinations des patriarches racontées dans la Bible ; la capitale politique du royaume d'Israël de David et de Salomon, puis celle du royaume de Juda, plus tard celle du royaume hasmonéen ; le lieu de culte unique du Dieu unique, jusqu'à la destruction du temple de Jérusalem par les Romains.
C'est à Jérusalem exclusivement que le culte officiel (notamment sous la forme de sacrifices effectués par les prêtres) avait lieu à l'époque des deux temples. Depuis la destruction de 70, il n'y a plus de sacrifices dans le judaïsme, le culte s'est totalement transformé avec l'apparition des synagogues.
Après la destruction du temple de Jérusalem en 587 av. J.-C. par Nabuchodonosor, durant l'exil à Babylone (en Mésopotamie) qui a suivi, le psaume 137 évoque fortement Jérusalem (« Si je t'oublie, Jérusalem, que ma main se dessèche... »). Dans ce cas, le retour a pu avoir lieu à la suite de la conquête perse et le temple a pu être reconstruit. Mais après la destruction effectuée en 70 sur ordre de l'empereur Vespasien, les juifs subissent une dispersion (« exil de Rome ») dans tout l'Empire romain. L'identité juive, constamment et intimement liée au souvenir de Jérusalem, la « fille de Sion », se maintient grâce à la transmission de l'héritage biblique et historique enseigné de génération en génération dans les communautés juives, jusqu'à l'apparition du mouvement sioniste à la fin du XIXe siècle.
C'est à Jérusalem que, selon les textes, les Juifs devront attendre l'arrivée du Messie.
Du temple de Jérusalem, il ne reste aujourd'hui debout qu'un mur de soutènement (kotel) couramment appelé mur des Lamentations, vestige du temple d'Hérode, devenu un lieu de prières juives, adossé au mont du Temple, devenu un haut lieu de l'islam (Esplanade des Mosquées.
Jérusalem est un lieu de pèlerinage à l'occasion des trois fêtes de pèlerinage (Pessa'h/Pâque, Chavouot, Souccot). Durant la Pâque juive, les mots « L’an prochain à Jérusalem » sont prononcés à la fin de chaque cérémonie.
Après chaque repas, la prière du Birkat HaMazon (bénédiction de la nourriture) mentionne Jérusalem.

Partout dans le monde, la prière quotidienne du Juif pieux est toujours adressée en se tournant vers Jérusalem et bénit la construction de cette ville, tout en appelant au retour des exilés. « Puisse nos yeux voir votre retour dans la miséricorde à Sion », Amida.
« Pour l’amour de Sion, je ne garderai pas le silence, pour Jérusalem je n’aurai point de repos », Is. 62:1.

### Pour les chrétiens

#### Jésus à Jérusalem

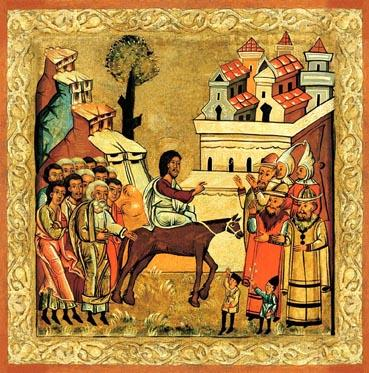
L'entrée de Jésus à Jérusalem. Icône ukrainienne, vers 1570.

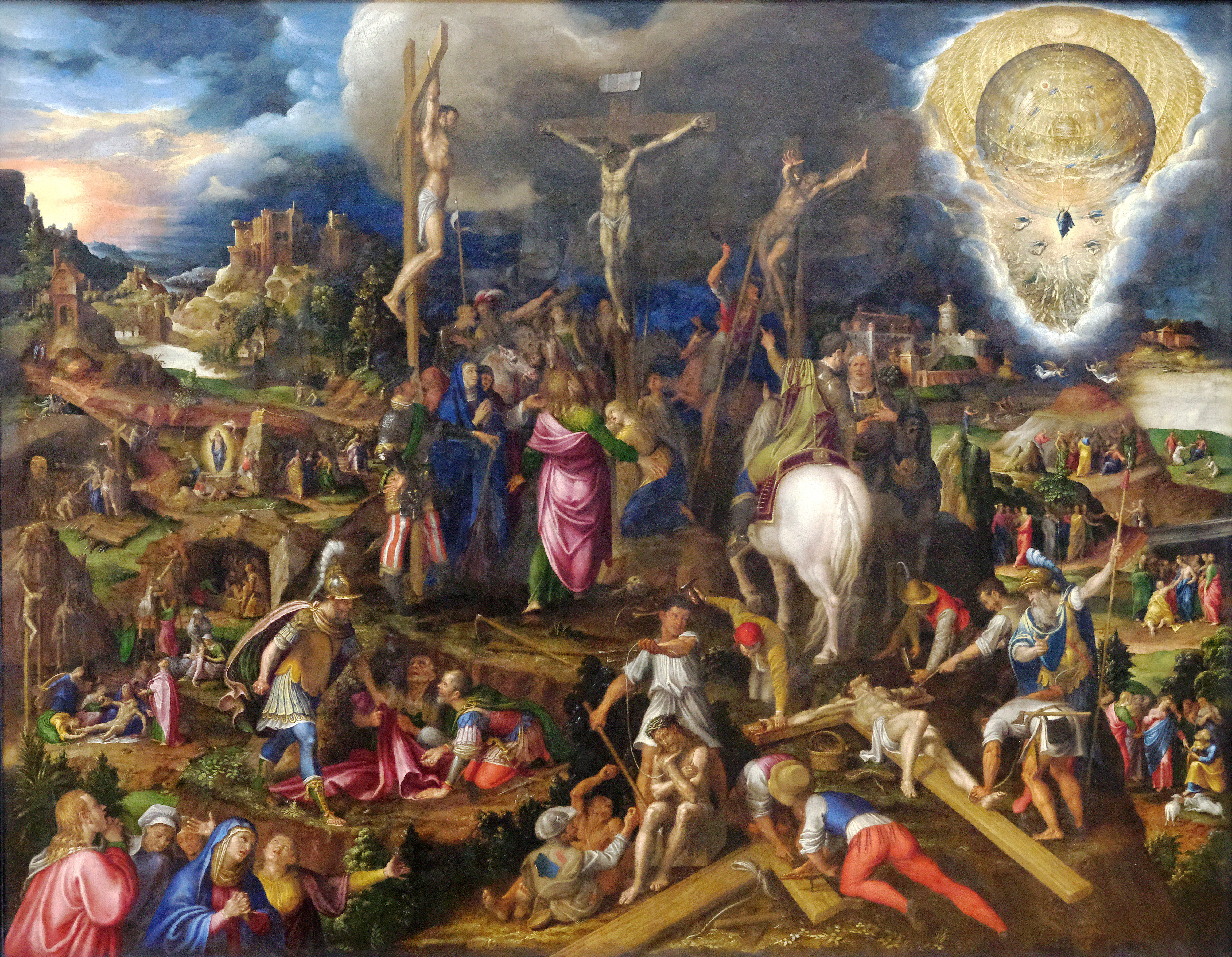
Les mystères de la Passion, de la Résurrection et de l'Ascension du Christ. Antonio Campi, 1569. Musée du Louvre.

Depuis le Ier siècle, les récits de la vie de Jésus, notamment les Évangiles, font de Jérusalem le théâtre des derniers jours de Jésus lors de la Pâque juive, de sa venue au temple dont il expulse les marchands, de sa Passion, depuis son arrestation à sa crucifixion, puis de sa résurrection, point central des doctrines chrétiennes.
Dans certaines traditions, Jérusalem, précisément le mont des Oliviers, est l'endroit où a eu lieu l'ascension du Christ et c'est là que les chrétiens attendent son retour au jour du Jugement dernier.

#### Lieux saints chrétiens
En conséquence, on trouve à Jérusalem différents lieux de la Passion : le Cénacle (lieu du dernier repas avec les apôtres), la via Dolorosa (chemin suivi vers le lieu de la crucifixion), le jardin de Gethsémani (lieu de l'arrestation) au pied du Mont des Oliviers où se trouve l'église de l'Ascension, lieux de pèlerinage.
On y vénère aussi des souvenirs de la vierge Marie, de saint Étienne et de saint Jacques le Juste qui y ont été martyrisés, etc.
Sainte Hélène, mère de l'empereur Constantin (IVe siècle), puis les empereurs romains d'Orient et les empereurs byzantins y ont construit de somptueux sanctuaires sur les lieux saints, notamment sur le tombeau de Jésus.

#### Jérusalem dans l'histoire du christianisme

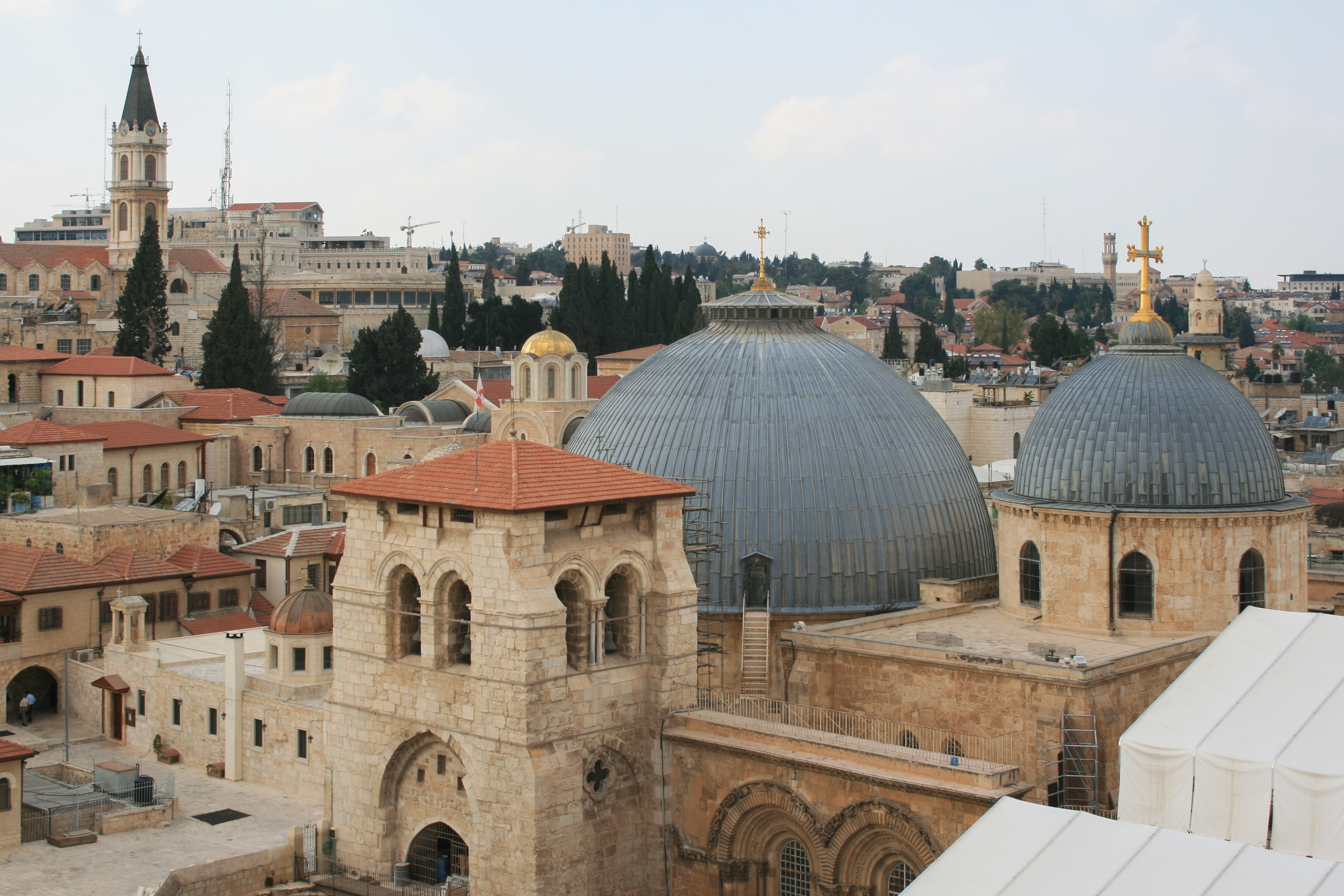
Dôme extérieur du Saint-Sépulcre.

Très tôt apparait le concept de « Jérusalem céleste » (Livre de l'Apocalypse), repris notamment par Augustin d'Hippone au Ve siècle dans La Cité de Dieu.
Jérusalem est aussi le siège d'un des patriarcats historiques du christianisme, aux côtés de Rome, d'Antioche, d'Alexandrie et de Constantinople).
Elle devient très tôt un lieu de pèlerinage, le plus important du monde chrétien. L'irruption des musulmans au VIIe siècle pose un problème majeur aux chrétiens : les lieux saints sont désormais sous le contrôle de gouvernants non chrétiens, les califes de Damas, puis de Bagdad, puis d'autres dynasties régnant à partir de l'Égypte.
Le lien très fort entre les chrétiens et Jérusalem aboutit à la fin du XIe siècle à l'épisode historique majeur des croisades en Terre sainte. En 1099 (première croisade), Jérusalem devient pour neuf décennies la capitale du royaume latin de Jérusalem. La ville est reconquise le 2 octobre 1187 par le sultan d'Égypte et de Syrie Saladin. Une troisième croisade est lancée en 1189, mais elle ne réussit pas à reprendre Jérusalem. La dernière croisade, la neuvième, a lieu en 1271-1272 : c'est un nouvel échec. Par la suite, l'idée de croisade persiste jusqu'à la fin du Moyen Âge, mais aucune expédition en Terre sainte ne peut être mise sur pied.

### Pour les musulmans

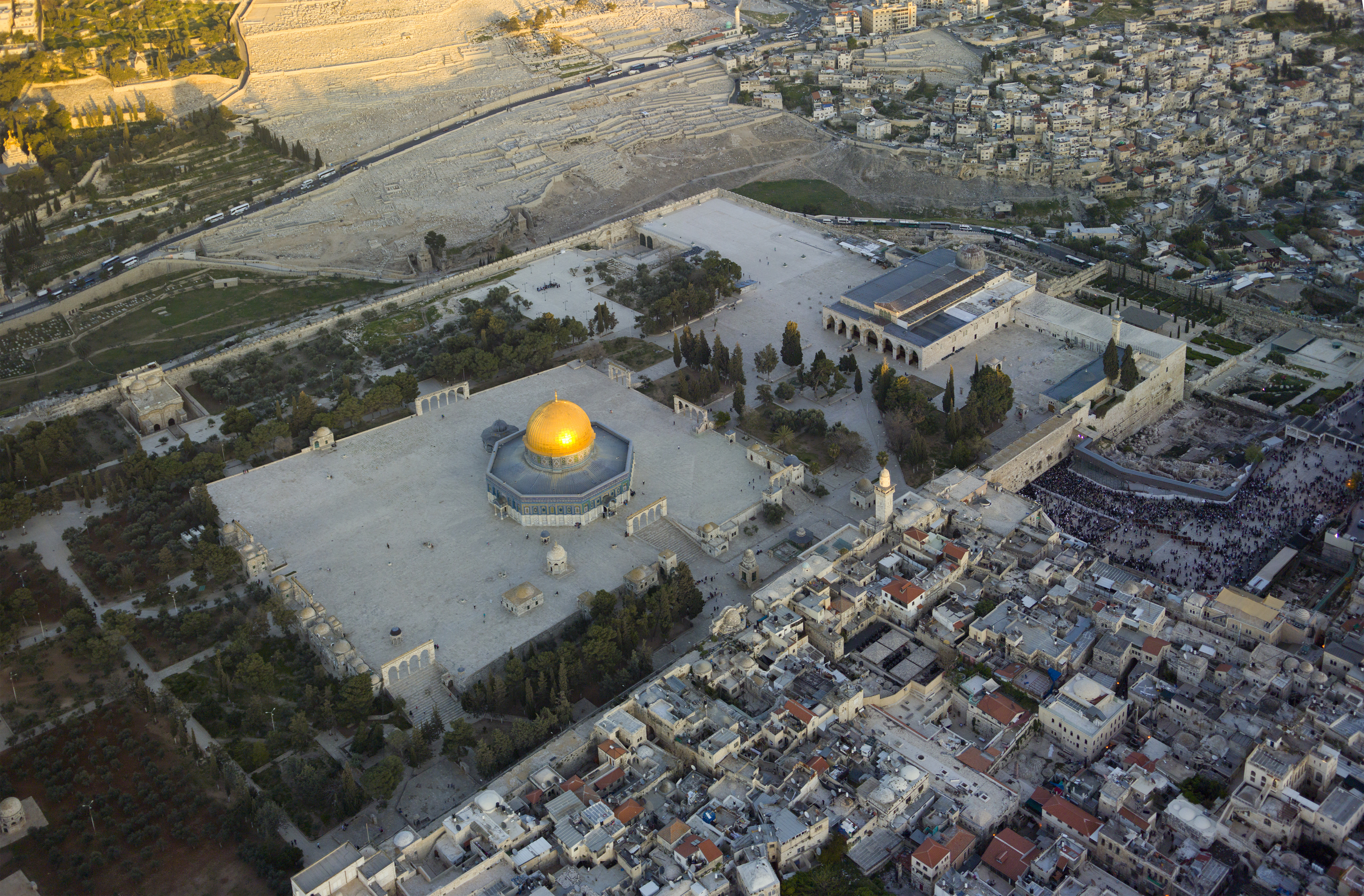
Haram al Sharif, Esplanade des mosquées, troisième lieu saint de l'islam, avec le Dôme du Rocher au centre et la mosquée al-Aqsa à droite.

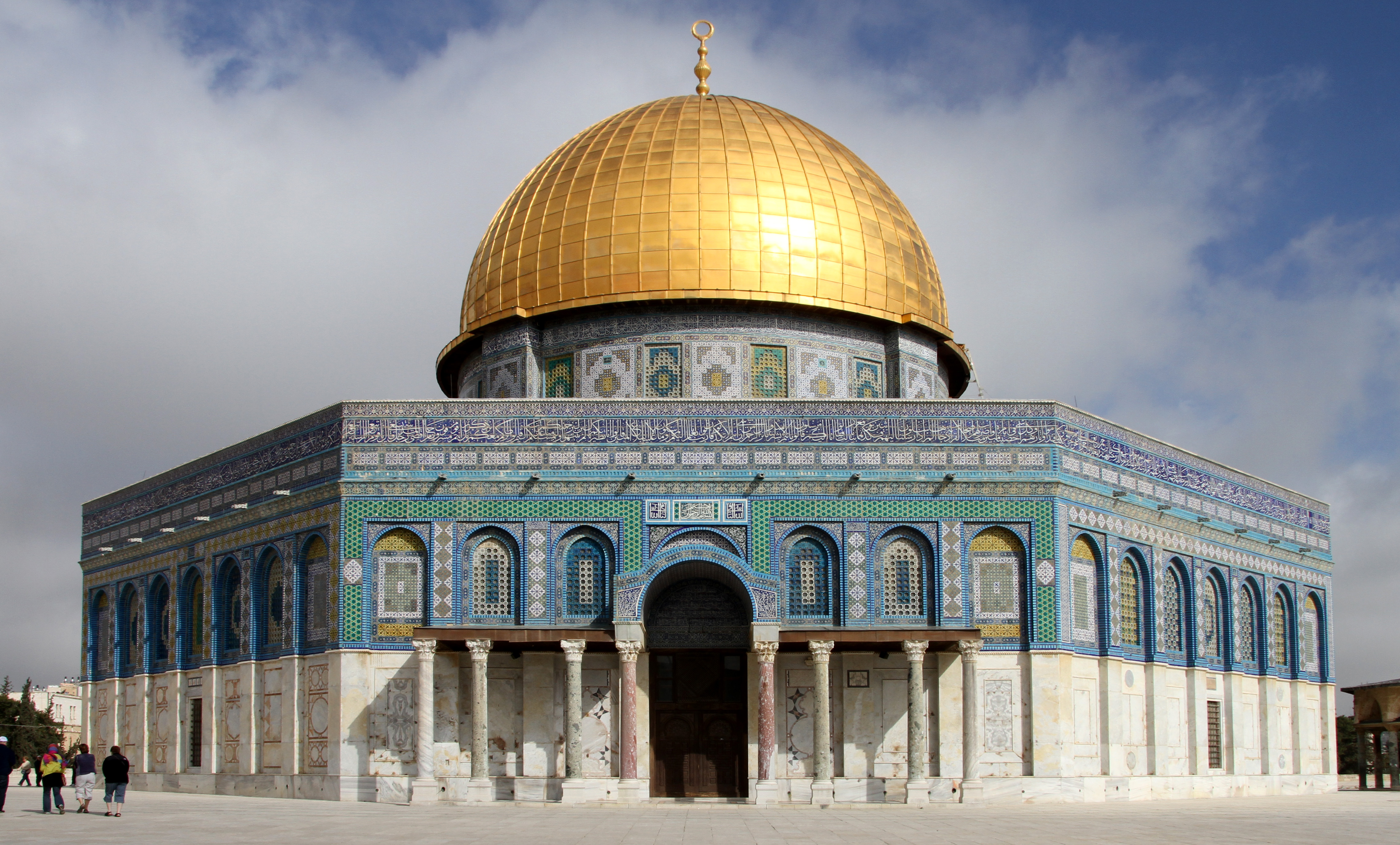
Le dôme du Rocher surmonté de sa coupole.

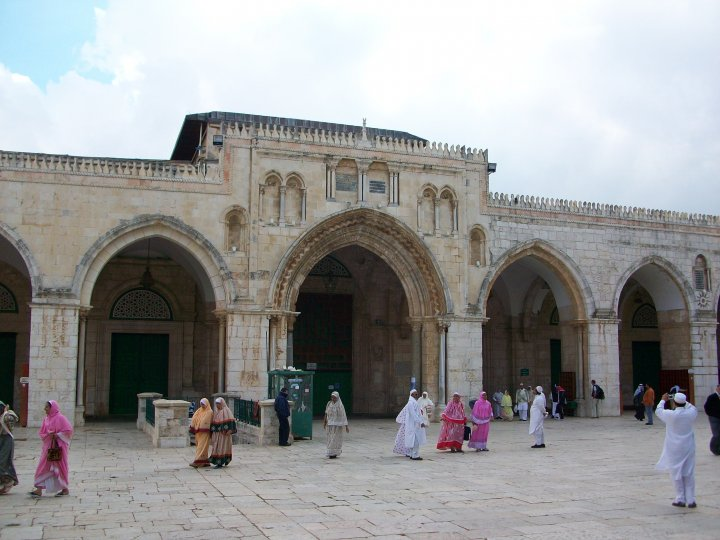
La mosquée al-Aqsa.

Pour les musulmans, la sainteté de la ville provient de toutes les raisons précédemment citées et surtout à partir du XIIe siècle, du fait que selon la tradition, le prophète de l'islam Mahomet y aurait effectué son voyage nocturne (Isra) en 620 ap. J.-C.
Le Coran ne mentionne pas explicitement le nom de la ville de Jérusalem mais les traditions l'associent à quelques passages du texte coranique. Le premier est le récit de la montée au ciel de Mahomet (al Mi'raj : l'ascension), accompagné par l'ange Gabriel, à l'emplacement de la « Mosquée la plus lointaine ». C'est en référence à ce récit que la mosquée de Jérusalem sur l'Esplanade des Mosquées, (al-Ḥaram aš-Šarīf, « Noble Sanctuaire ») a été appelée « al-Aqsa », ce qui veut dire « le plus éloigné », et identifiée comme telle au VIIe ou au VIIIe siècle. Absent donc du Coran, le nom de Jérusalem comme lieu du Voyage nocturne de Mahomet est, par contre, parfaitement explicite dans le récit d'Ibn Ishaq, rédigé 120 à 150 ans après l'Hégire (VIIIe siècle). Pour François Déroche, « une analyse récente fait cependant valoir que, d'après des traditions anciennes, ce voyage nocturne aurait été en direction du ciel ; c'est ultérieurement que l’exégèse classique aurait proposé de comprendre al-masjid al-Aqsâ comme le mont du Temple et fait de ce dernier le point de départ de l'ascension de Mahomet ».
De même, selon les traditions musulmanes, les premiers musulmans priaient en direction de Jérusalem - choix communément « interprété comme une tentative en vue de convertir les Juifs de Médine et des environs » ; la direction de la Ka'ba de La Mecque est établie par Mahomet plus tard, en 624. Si le texte coranique mentionne un changement de qibla, il ne cite pas la ville de Jérusalem. Enfin, s'appuyant sur des traditions juives et chrétiennes, l'islam reconnait dans l'expression « l'endroit proche », le lieu du Jugement dernier, à Jérusalem.
L'islamologue Pierre Lory indique que « la sacralité de Jérusalem était déjà présente aux premiers siècles de l’Hégire, comme en témoignent les mosquées omeyyades. Mais son poids s’est accru à partir des XIe et XIIe, et s’est encore accentué à l’ère moderne ». Pour les musulmans, Jérusalem se voit reconnaître les critères du lieu saint islamique : « nombril de la terre, haut lieu, sanctuaire privilégié ». Ces trois qualités lui étaient déjà appliquées par la tradition juive, et dès le début de l'islam, des Juifs convertis à la religion musulmane, tels Ka‘b al-Ạhbār et Wahb b. Munabbih, « introduisent dans le corpus primitif, des éléments midrashiques les attribuant à cette ville ». Quant à la notion de « mémorial prophétique », elle s'inscrit dans la tradition islamique (Jérusalem est la cité des prophètes (nabî) David (داوود, Dāwūd) et Salomon (سُلَيْمان, Sulaymān), comme le Coran les décrit), et dans le fait qu'« elle a servi de point de départ pour le mi‘rāj, l'Ascension de Mahomet au ciel » ; ainsi, elle a eu un rôle fondamental dans la piété populaire et mystique.
L'islam a déclaré Jérusalem comme étant sa troisième ville sainte, mais son statut pour l'islam « connut des hauts et des bas. ». Si les hadiths et les traditions musulmanes lui reconnaissent une place importante,, elle est très fortement critiquée dès les premiers siècles de l'islam. La dimension religieuse de Jérusalem se développe principalement à partir de 1144 et de l'apparition du religieux dans le discours politique de Zengi dans sa lutte contre les royaumes francs ; les mots masjid Al-Aqsa (« la Mosquée la plus lointaine »), issus du Coran, ne figureront sur cette même mosquée qu'au XIe siècle.
Ce changement de rapport à Jérusalem s'observe par les critiques s'élevant du monde musulman contre le démantèlement des fortifications de Jérusalem en 1219 et la cession de la ville à Frédéric II en 1229, alors que la conquête de la ville par les croisés de la Première croisade, au XIe siècle, n'avait pas créé de telles réactions,. « Cette faiblesse [de la sainteté de Jérusalem] aurait tenu tout d'abord au fait qu'une bonne partie des docteurs de la Loi s'opposait à la place d'honneur que les mystiques musulmans voulaient accorder à la ville »,.

## Administration et politique

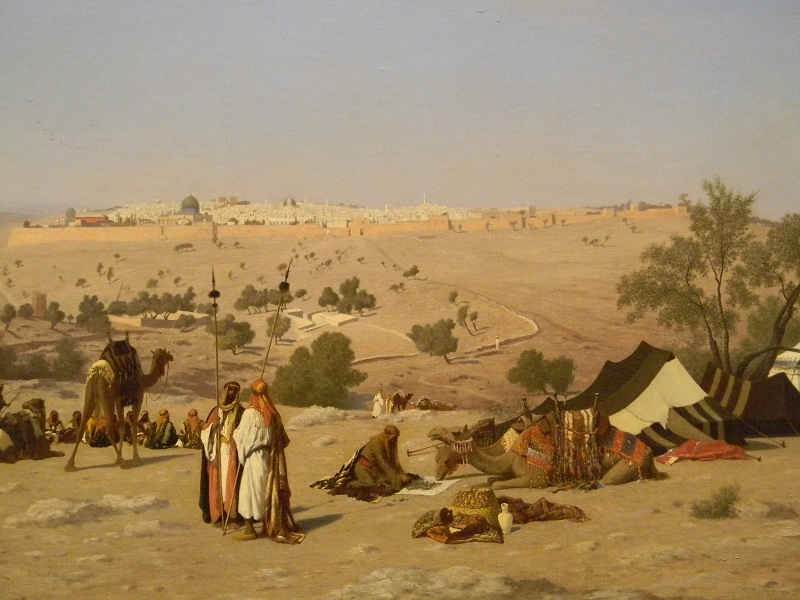
Charles-Théodore Frère, Jérusalem et ses environs, 1837.

La ville tient également une place importante dans les sentiments nationaux israélien et palestinien. L’État d’Israël a fait de Jérusalem-Ouest sa capitale en 1949 (la Jordanie occupant le reste de la ville) puis a fait de Jérusalem « réunifiée » sa capitale après la conquête de la ville en 1967. Bien que de manière générale, ce soit le pouvoir exécutif d'un pays qui choisisse sa propre capitale où siègent ses institutions fondamentales, la grande majorité des pays du monde ont depuis retiré leur ambassade de la ville, contestant à Israël ce choix de 1967. Pour la communauté internationale, Jérusalem-Est est considérée comme « occupée ».

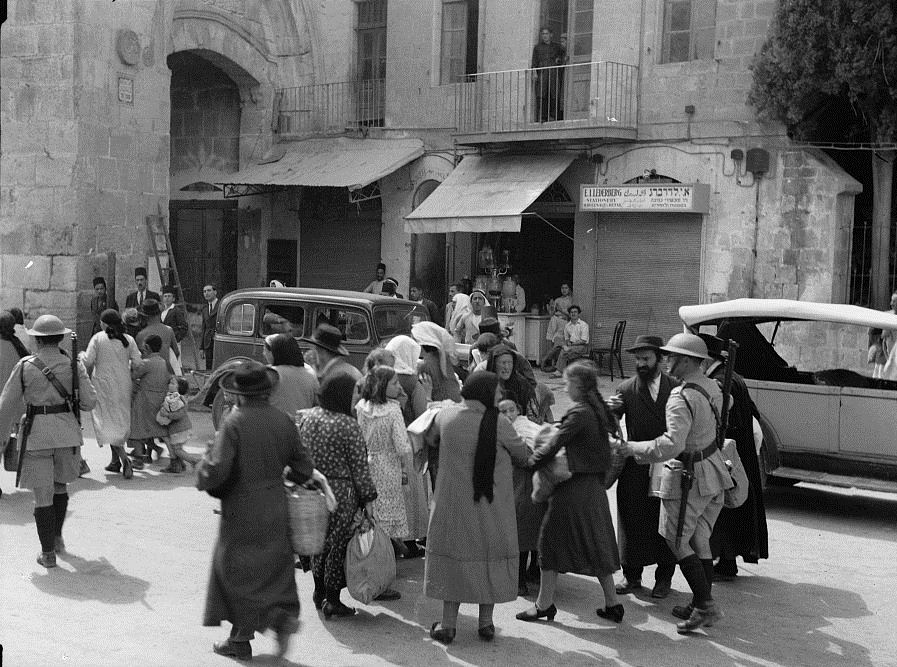
Juifs évacués de la vieille ville par l'armée anglaise en 1936.

Jérusalem a été proclamée « capitale éternelle » d'Israël en 1980 puis capitale de la Palestine en 1988, bien que l'autorité palestinienne n'y siège pas. Selon la communauté internationale, le statut de la ville doit faire l'objet de négociations entre Israéliens et Palestiniens.

### Limites administratives
La municipalité israélienne administrait 38 km2 de la ville avant la guerre des Six Jours. La municipalité jordanienne ne couvrait que les 6 km2 dont la Vieille ville. Le conseil des ministres israélien du 26 juin 1967 étend le territoire municipal à 71 km2 incluant des terres en bordure des villes d'Al-Bireh, Ramallah et Bethléem. Après la loi de Jérusalem de 1980, un amendement du 27 novembre 2000 fixe définitivement les limites de la municipalité dont la surface est en 2016 de 125 km2.

### Question du statut de Jérusalem

Extension des limites municipales de Jérusalem.

Le statut de la ville, intégralement sous administration civile israélienne depuis la guerre des Six Jours, est contesté. La « ligne verte » séparait auparavant Jérusalem-Ouest (Israël) et Jérusalem-Est (territoire occupé par la Jordanie) depuis les accords d'armistice israélo-arabes de 1949. Ces accords indiquent explicitement que la ligne d'armistice ne préjuge pas des revendications territoriales ultérieures. En particulier l'accord israélo-jordanien stipule dans son article VI.9 : « Ces lignes de démarcation sont agréées par les parties sans préjudice d'accords ultérieurs ou d'accords frontaliers ultérieurs ou de revendication ultérieures des parties ». La tentative de confirmation de ces lignes d'armistice en frontières a échoué à la conférence de Lausanne de 1949 (27 avril-12 septembre). Elle avait été convoquée par la commission de conciliation des Nations unies. Finalement les accords d'armistice n'ont pas été enregistrés par les Nations unies qui ont néanmoins contribué à leur surveillance. Ils ont fait l'objet d'une garantie par les membres occidentaux du Conseil de sécurité des Nations unies (États-Unis, France, Royaume-Uni). C'est la déclaration tripartite du 29 mai 1950. Entre-temps, la Chambre des députés jordanienne et la Chambre des notables a voté le 24 avril 1950 l'annexion de Jérusalem-Est et de la Cisjordanie.
La loi fondamentale israélienne du 30 juillet 1980 déclare que « Jérusalem unifiée [est la] capitale éternelle et indivisible d’Israël ». La résolution 476 et la résolution 478 du Conseil de sécurité de l'ONU estiment que le vote du Parlement israélien constitue « une violation du droit international » et appelle les « États qui ont établi des missions diplomatiques à Jérusalem de retirer ces missions de la Ville sainte ». Elles réaffirment que « l'acquisition de territoire par la force est inadmissible », qu'il doit être mis fin à l'occupation de Jérusalem et que « les dispositions législatives et administratives prises par Israël… n'ont aucune validité en droit et constituent une violation flagrante de la convention de Genève… ». Le Conseil de sécurité mentionne dans ses attendus la ville sainte de Jérusalem, en effet, la délimitation de la vieille ville est la seule internationalement établie.

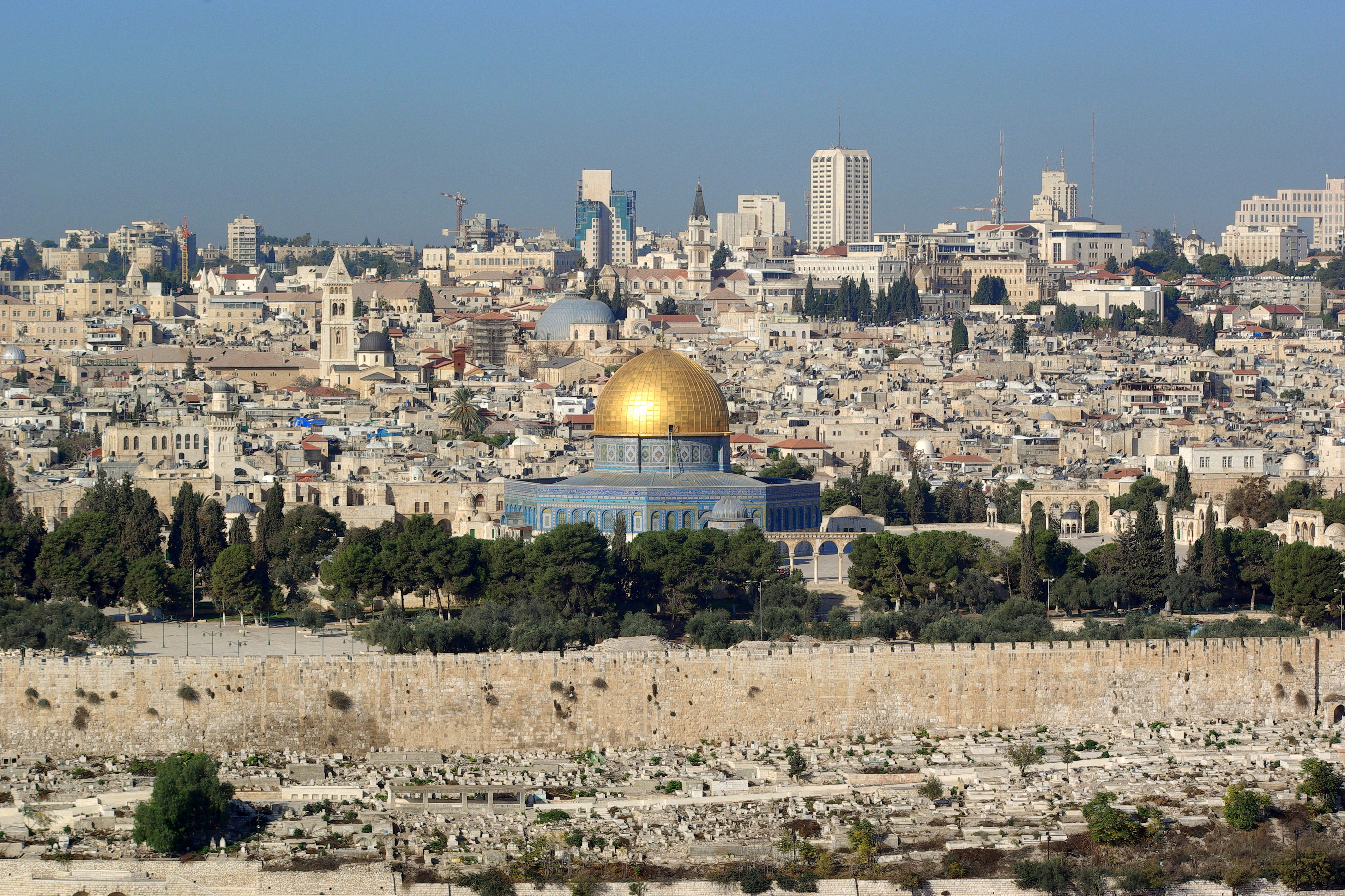
Vue générale avec le dôme du Rocher sur l'esplanade des Mosquées (Haram al Sharif), ou mont du Temple.

Le 31 juillet 1988, le roi Hussein déclare à la télévision que la Jordanie abandonne ses revendications de souveraineté sur la Cisjordanie et Jérusalem-Est à l'Organisation de libération de la Palestine. Pour autant, cette déclaration n'a pas de valeur en droit international. Le 26 octobre 1994 le Traité de paix israélo-jordanien est signé. Les frontières internationales entre Israël et la Jordanie sont fixées. Mais, le statut des territoires « …sous contrôle militaire israélien depuis 1967 », c'est-à-dire notamment Jérusalem-Est, est réservé. Il est néanmoins précisé que « le rôle spécial » du royaume de Jordanie sur les lieux de pèlerinage musulmans de Jérusalem est reconnu. Une priorité sera accordée à ce rôle historique lors des négociations sur le futur statut permanent de la ville, ceci conformément à la Déclaration de Washington du 25 juillet 1994. En 2000, l'Autorité palestinienne vote une loi établissant Jérusalem capitale d'un futur État, cette loi est ratifiée en 2002. Pour les parties en présence, le statut de Jérusalem reste une question clé de la résolution du conflit israélo-palestinien. En décembre 2003, l'Initiative de Genève, plan de paix alternatif établi par les anciens partenaires des négociations de Taba, prévoit, dans le cadre d'un règlement global du conflit israélo-palestinien, le partage de la souveraineté sur Jérusalem qui serait la capitale des deux États, les quartiers arabes et l'esplanade des Mosquées étant sous souveraineté palestinienne.
La question de la légitimité de chacune des deux parties sur Jérusalem entraîne également des débats d'ordre archéologique. Les Israéliens ont entamé depuis 1967 des recherches pour tenter d'apporter des preuves du Temple de Jérusalem. Palestiniens et Israéliens s'accusent réciproquement de mener des travaux, les uns pour détruire des preuves archéologiques de cette existence, les autres pour fragiliser les fondations des mosquées de la vieille ville. D'après les experts israéliens, les fondations des mosquées ont été fragilisées par plusieurs tremblements de terre au cours des derniers siècles. La discussion sur l'utilisation des expressions mont du Temple/esplanade des Mosquées (Haram al Sharif) est significative par rapport aux soucis des deux parties de gagner la bataille de la légitimité sur Jérusalem.

#### Position d'Israël
Après la déclaration d'indépendance de l'État d'Israël en 1948 et la guerre qui s'ensuivit, la ville se retrouve divisée entre une partie occidentale annexée par Israël et une partie orientale (comprenant toute la vieille ville) annexée par la Jordanie, séparées par un no man's land. En 1949, Jérusalem-Ouest est proclamée capitale d'Israël.
En 1967, lors de la guerre des Six Jours, Tsahal conquiert Jérusalem-Est et Israël déclare Jérusalem réunifiée, sa capitale éternelle et indivisible. Toutefois, en 1996, aucun État n'avait reconnu cette annexion et aucun n'y avait alors d'ambassade ; la situation a évolué depuis lors et plusieurs États (dont les États-Unis) ont déplacé leur ambassade à Jérusalem, car l'ONU a jugé nulle et non avenue cette modification du statut de la ville (résolutions 476 et 478 du Conseil de Sécurité). Israël a confirmé la gestion de l'esplanade qui reste depuis lors sous la juridiction d'un organisme musulman, le Waqf.
En 1980, dans une des lois fondamentales d'Israël, la Knesset déclare Jérusalem capitale éternelle et indivisible : c'est la Loi de Jérusalem. Les différents pouvoirs israéliens, législatif, exécutif, judiciaire et administratif, sont regroupés à Jérusalem.
En 2000 au sommet de Camp David II, Ehud Barak propose de donner la souveraineté palestinienne sur certains quartiers de Jérusalem comme Abou Dis (où se situe l'université al-Qods) ainsi qu'une gestion autonome des quartiers palestiniens. L'échec de ce sommet met fin à ces négociations. En 2005, la question du statut et de l'éventuel partage de Jérusalem reste au cœur du futur processus de paix mais aucune tentative de négociations n'a plus été entamée sur ce point depuis le sommet de Taba.

#### Position de l'OLP et de l'autorité palestinienne
Dès le début du Mandat britannique et tout au long de leur combat nationaliste, les Palestiniens ont revendiqué le contrôle de l'ensemble de la Palestine, avec Jérusalem pour capitale mais sans pouvoir concrétiser ses revendications.
Lors de la proclamation d'un État palestinien par l'OLP en 1988, Jérusalem est choisie comme capitale,. L'OLP de Yasser Arafat s'est souvent positionnée dans le sens de ces revendications refusant d'avoir une autre capitale que Jérusalem. L'OLP possédait à Jérusalem un siège officieux, la « Maison d'Orient », dirigée par Fayçal Husseini ; en 2001, cette institution a été fermée de force en représailles à la suite d'un attentat. Jérusalem est par ailleurs la ville d'origine de réfugiés palestiniens qui souhaitent revenir y vivre. La question du statut final de la ville est ainsi intimement liée à la question des réfugiés palestiniens.

#### Position du Saint-Siège
Le Saint-Siège n'accepte pas l'annexion de Jérusalem par Israël. Il préconise « un statut spécial, internationalement garanti et déclare moralement et juridiquement inacceptable toute décision et action unilatérale qui modifie son caractère spécifique et son statut ».

#### Position de l'ONU
La position de l'ONU concernant Jérusalem est liée à la Résolution 181 de l'Assemblée générale des Nations unies (le plan de partage de la Palestine) ainsi qu'aux résolutions de l'Assemblée générale et du Conseil de sécurité qui en découlent.
Le Conseil de sécurité, dans ses résolutions 476 et 478, déclare que la loi israélienne établissant Jérusalem capitale éternelle et indivisible est nulle et non avenue, et constitue une violation du droit international. La résolution invite les États membres à retirer leur mission diplomatique de la ville.
Dans sa dixième session extraordinaire réunie en urgence le 21 décembre 2017 après la décision du président américain Donald Trump de déplacer l'ambassade américaine à Jérusalem, l'Assemblée générale des Nations unies a demandé aux États de s'abstenir d'établir leur ambassade à Jérusalem et déclaré nulle et non avenue toute décision contraire. Malgré les pressions des États-Unis, la résolution a été largement adoptée par 128 voix pour, 9 voix contre et 35 abstentions,.

##### Première proposition de l'ONU
À l'expiration du mandat britannique, le plan de partage de la Palestine de novembre 1947 prévoyait que Jérusalem et Bethléem deviennent un corpus separatum sous contrôle international et indépendant de ce qui devait devenir un État arabe et un État juif. Cette séparation devait ainsi garantir à tous les cultes le libre accès à tous les lieux saints en sécurité. Le Comité spécial sur la Palestine avait prévu qu'après un délai de dix ans de corpus separatum, le statut définitif de Jérusalem serait fixé par la population consultée par référendum.

##### Historique des résolutions
Les résolutions suivantes ont été adoptées par le Conseil de sécurité des Nations unies. Elles concernent Jérusalem de manière tacite (résolution 252) ou explicite pour toutes les résolutions ultérieures :
- 1968 : résolution 252[61]
- 1969 : résolutions 267[62] et 271[63]
- 1971 : résolution 298[64]
- 1980 : résolutions 465[65], 476[66] et 478[67]
- 1996 : résolution 1073[68]

#### Positions internationales
- Dans le passé, avant 1973, certains pays africains, y compris l'Éthiopie et la Côte d'Ivoire, avaient des ambassades à Jérusalem. En 1973, après la guerre du Kippour, de nombreux pays africains décident de rompre leurs relations diplomatiques avec Israël[69].
- Avant la résolution 478 votée en 1980, 13 pays avaient une ambassade à Jérusalem : la Bolivie, le Chili, la Colombie, le Costa Rica, la République dominicaine, l'Équateur, le Salvador, le Guatemala, Haïti, les Pays-Bas, le Panama, l'Uruguay, le Venezuela. Suivant les termes de cette résolution, les 13 ambassades ont été déplacées à Tel Aviv. Les ambassades du Costa Rica et du Salvador ont de nouveau été déplacées à Jérusalem[70] en 1984, jusqu'en 2006 où ces deux États décident de transférer de nouveau leurs ambassades à Tel Aviv[71].

Votes à l'Assemblée générale de l'ONU le 21-12-2017.
En vert: États condamnant la décision américaine ; en rouge : approuvant ; en bleu : s'abstenant ; en gris : absents ou non membres.

- Le Congrès des États-Unis a voté le 8 novembre 1995 le Jerusalem Embassy Act qui reconnaît Jérusalem comme capitale de l'État d'Israël[72], demande que la ville demeure indivise[72] et prévoie des fonds pour y déplacer l'ambassade américaine avant le 31 mai 1999[73],[74]. Cependant le déménagement de l'ambassade a été reporté par la signature de dérogation tous les six mois, jusqu'au 6 décembre 2017, quand le président Donald Trump, revendiquant une nouvelle approche sur le conflit israélo-palestinien, officialise internationalement la reconnaissance par les États-Unis de Jérusalem comme capitale, et donne des instructions pour y transférer l'ambassade[75],[76].

La décision de Donald Trump tranchait sur la politique de la Maison-Blanche de Barack Obama dont le porte-parole, par exemple, à l'occasion de l'éloge mortuaire de Shimon Peres, corrigeait l'expression « Jerusalem, Israel » en supprimant le mot « Israel ». La décision de Trump a été condamnée par des alliés de Washington et par l'Assemblée générale des Nations Unies. Le roi saoudien a déclaré qu'elle risque de provoquer « la colère des Musulmans », trois jours après que son fils a proposé à Mahmoud Abbas de renoncer à Jérusalem-Est comme capitale.
Les États-Unis inaugurent officiellement leur ambassade à Jérusalem le 14 mai 2018, suivis par le Guatemala le 16 mai et le Paraguay le 21 mai. Toutefois, le Paraguay annule cette orientation trois mois plus tard sur décision de son nouveau président, Mario Abdo.
- Dans une déclaration au Figaro publiée le 30 novembre 2009, le ministre français des Affaires étrangères d'alors, Bernard Kouchner, déclare : « Pour nous, Jérusalem doit être, à la fois la capitale de l'État d'Israël et du futur État palestinien »[84].
- Le 8 décembre 2009, l’Union européenne appelle Israël à partager Jérusalem comme capitale conjointe de deux États hébreu et palestinien. Les Vingt-Sept assurent qu’ils « ne reconnaîtront aucun changement autre que négocié » au statut d’avant 1967[85].
- Le 15 décembre 2018, l'Australie décide de reconnaître Jérusalem-Ouest comme capitale d’Israël, mais sans procéder au transfert de son ambassade installée à Tel-Aviv. Le Premier ministre Scott Morrison conditionne le transfert de l’ambassade à la conclusion d’un improbable accord de paix et annonce projeter de n'ouvrir à Jérusalem qu'un bureau chargé de la défense et du commerce[83]. Le 18 octobre 2022, la ministre des Affaires étrangères, Penny Wong, annonce le retrait de la décision du précédent gouvernement[86].
- En septembre 2023, le Premier ministre de Papouasie-Nouvelle-Guinée James Marape fait de la Papouasie-Nouvelle-Guinée le cinquième pays (après les États-Unis, le Guatemala, le Honduras et le Kosovo) à établir son ambassade auprès d'Israël à Jérusalem. Cette décision intervient à la suite d'un lobbying dans ce sens de la part d'églises chrétiennes en Papouasie-Nouvelle-Guinée[87],[88].

### Question démographique

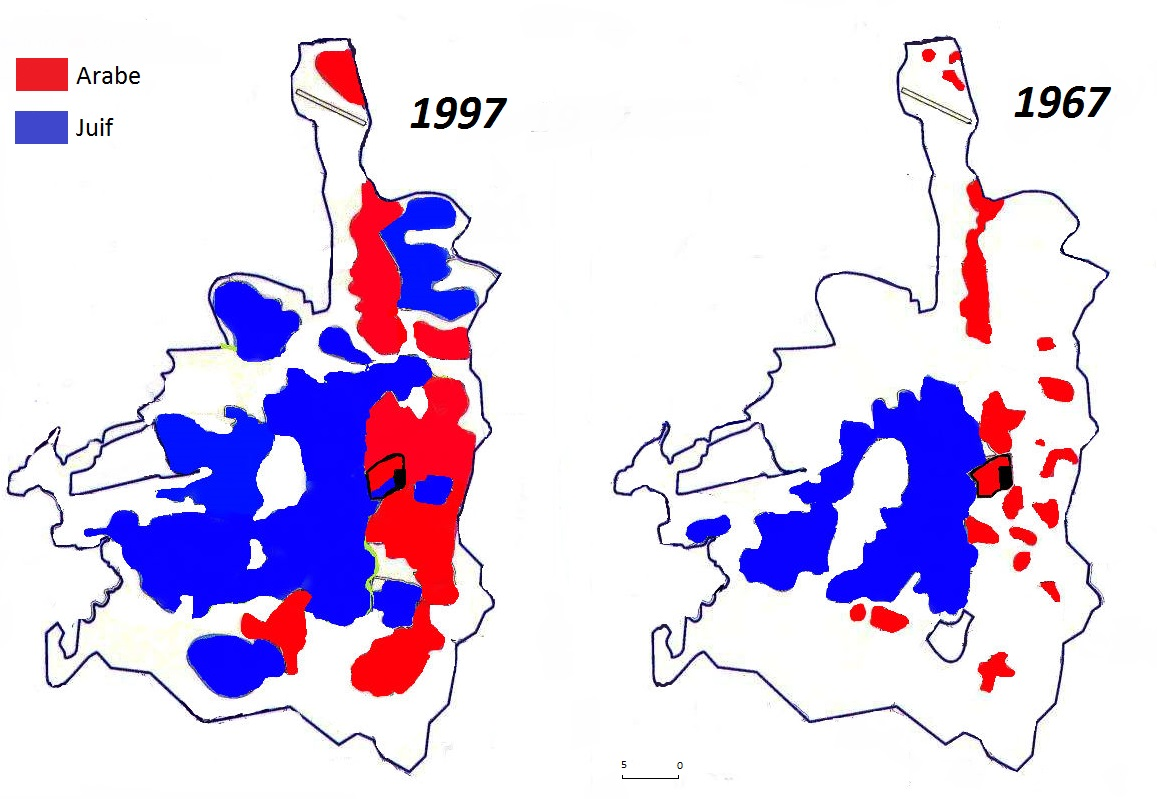
Comparaison entre les zones de population juive et arabe de « Jérusalem réunifié » en 1967 et en 1997 (Selon Institut de Jérusalem pour la recherche israélienne).

(septembre 2018).
Si vous disposez d'ouvrages ou d'articles de référence ou si vous connaissez des sites web de qualité traitant du thème abordé ici, merci de compléter l'article en donnant les références utiles à sa vérifiabilité et en les liant à la section « Notes et références ».

#### Statistiques
En 1967, les autorités israéliennes recensent 66 000 Palestiniens résidents dans le territoire annexé par Israël, dont 44 000 de Jérusalem-Est, occupée par la Jordanie. Aucun Juif ne vivait à Jérusalem-Est, du fait de l'expulsion en 1948 par l'armée jordanienne. L'ONU a critiqué Israël dans plusieurs résolutions et considère que des mesures administratives ou législatives altérant la composition démographique de la ville n'a aucune validité.
Miron Benvisti, politologue israélien et ancien adjoint à la mairie de Jérusalem, qui a longtemps écrit dans le journal « Haaretz », remarque qu'il n'y a pas de statistiques officielles et considère que la proportion démographique n'a pas changé. L'ancien secrétaire général du Congrès juif mondial (CJM) et analyste du Moyen-Orient, Dan Diker (en), critique le concept de judaïsation, entre autres, car Jérusalem était à majorité juive jusqu'à l'occupation jordanienne. Selon Diker, la population arabe de la ville est passée de 26,6 % en 1967 à 31,7 % en 2000 et le nombre de constructions dans les quartiers arabes est plus important que dans les quartiers juifs. Depuis le début des années 2010, le nombre d'enfants par femme devient plus élevé dans la population juive, en raison du nombre croissant de ménages ultraorthodoxes (250 000 habitants) et du départ des laïcs vers d'autres villes israéliennes. La population juive bénéficie en outre d'une espérance de vie nettement plus élevée (83,3 ans pour les Juifs et 73,3 ans pour les Arabes). En contrepartie,l'âge moyen de la première maternité est plus bas chez les femmes arabes que chez les femmes juives, rapprochant les générations.

#### Politique et territoires démographiques
Il existe un débat quant à la volonté politique qu'aurait Israël de modifier l'écart démographique à l’est, peuplé essentiellement par les Palestiniens en 1967.

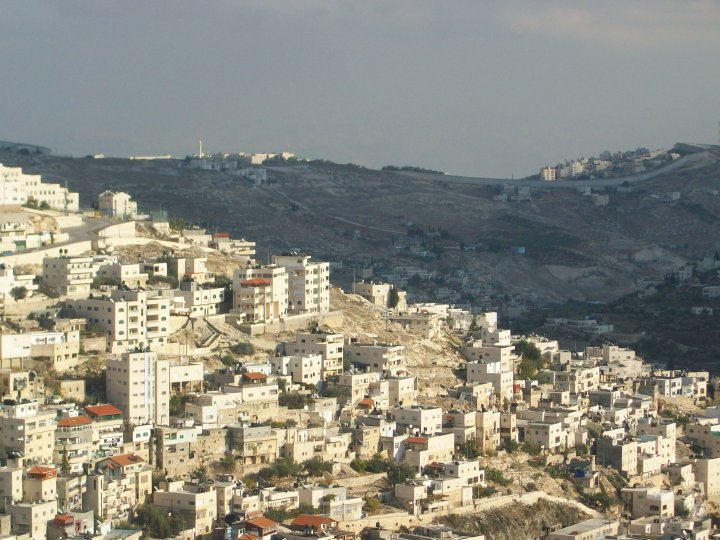
Jérusalem-Est.

En 1980, Israël passe la loi de Jérusalem proclamant Jérusalem une et indivisible et avec des frontières municipales étendues. Le politologue Frédéric Encel le comprend comme une façon de « détruire l’influence palestinienne en modifiant l’équilibre géographique de la ville »[réf. nécessaire]. Il faut ajouter à cela les colonies juives relativement proches de la ville : au nord (Giv'at Ze'ev), au sud (Kedar) et à 7 km à l’est (Ma'aleh Adumim), ce qui augmente le nombre de Juifs dans la région aux alentours de Jérusalem, d'un périmètre de 440 km2[réf. nécessaire]. De nos jours, une ceinture de colonies s'est mise en place à Jérusalem-Est pour séparer les quartiers palestiniens du reste de la Cisjordanie occupée.

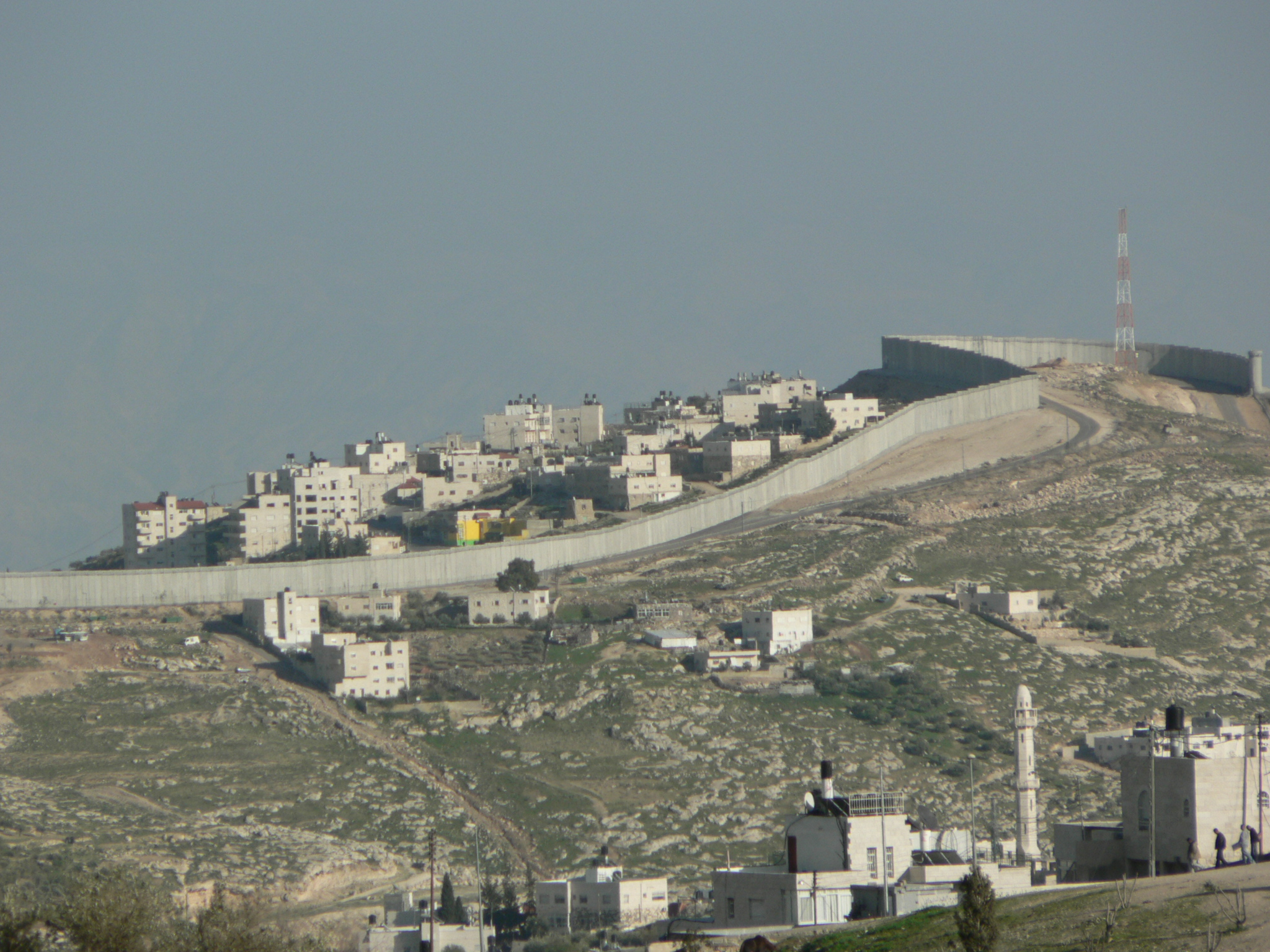
Mur de séparation à Jérusalem-Est, vu depuis la Vieille Ville. Haut de huit mètres, il isole Jérusalem de la Cisjordanie.

Les limites municipales de la ville ne reposent pas totalement sur des territoires accordés par le droit international à l’État d’Israël et la construction de la barrière de séparation impose de fait des frontières non reconnues à l’est de Jérusalem. Les quartiers arabes seraient selon certains[Qui ?], victime d'une politique d'encerclement par les limites municipales de 1967. Jérusalem-Est faisait 38 km2 en 1967, sous l'occupation jordanienne. Et par l'effet de cette limite de municipalité, 108 km2 par la construction de quartiers juifs. Cet état de fait est accentué par le tracé du projet de barrière de séparation qui pourrait encercler Maale Adoumim à 11 km à l'est de Jérusalem. La barrière est destinée, selon Israël, principalement à réduire le nombre d'attentats terroristes palestiniens. Selon l'ONG palestinienne LAW (affilée à la Commission internationale de juristes) : « Israël continue à appliquer des mesures arbitraires et incompatibles avec le droit international pour chasser les Palestiniens de Jérusalem et les remplacer par des Juifs, de façon à cimenter son autorité sur la ville. Cette politique revêt des formes diverses : confiscation des cartes d'identité, retrait des permis de résidence, système fiscal injuste, refus du permis de construire. La politique de permis de construire, que le Conseil économique et social des Nations unies et Amnesty International jugent discriminatoire envers les Palestiniens, et la destruction de maisons appartenant à des Palestiniens affectent également la population arabe de Jérusalem-Est,. ».

## Économie

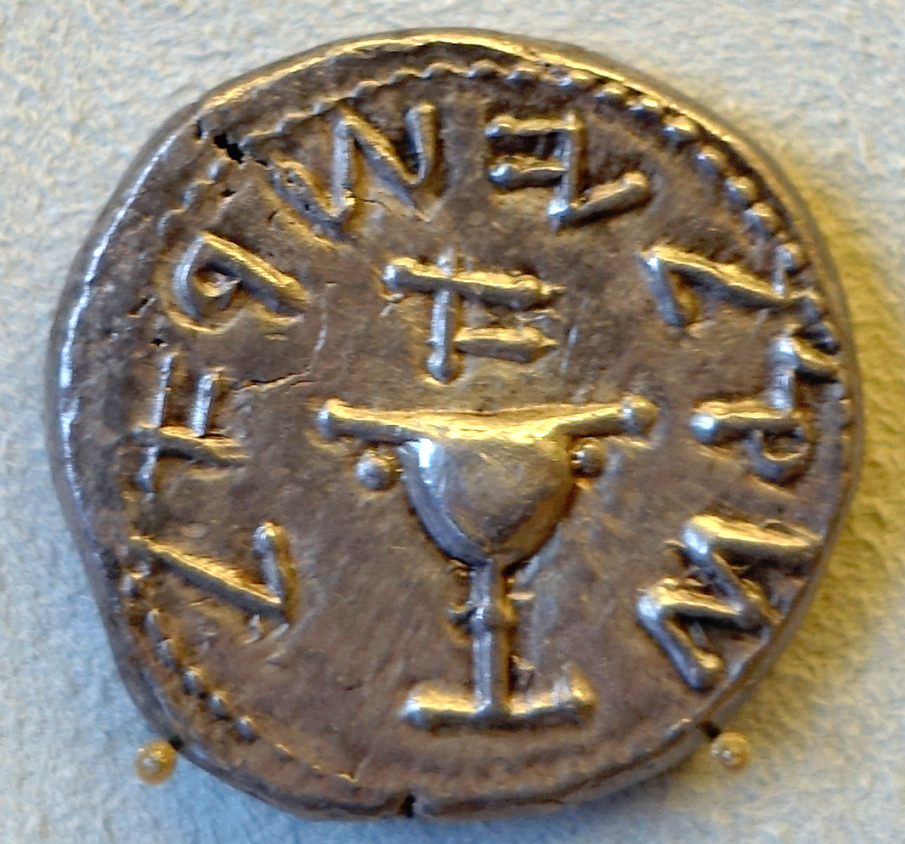
Shekel de Jérusalem avec calice à l'avers (66-67 ap. J.-C.).

Historiquement, l'économie de Jérusalem était centrée principalement sur les pèlerinages religieux et maintenant plus généralement sur le tourisme, et les entreprises publiques de l'État d'Israël,. Depuis la création de l’État d’Israël, le gouvernement est demeuré un acteur majeur dans l'économie de la ville. Il ne génère pas seulement un grand nombre d'emplois mais œuvre à offrir les conditions propices à la création d'entreprises.
Bien que Tel Aviv reste le centre financier d'Israël, un nombre grandissant de sociétés high tech quittent Tel Aviv pour Jérusalem. La zone industrielle Har Hatzvin située au nord de la ville accueille plusieurs grandes sociétés comme Intel, Teva Pharmaceutical, et ECI Telecom.
Parmi les principales industries de Jérusalem, citons les fabriques de chaussures, le textile, l'industrie pharmaceutique, les produits de métaux, et les articles imprimés. Les usines sont situées surtout dans la zone industrielle d'Atarot au nord, le long de la route de Ramallah.
Jérusalem affiche, en 2023, un taux de pauvreté de 43 %. Les disparités sont importantes entre la population juive (32 % de pauvres) et arabe (61 %). Elles se retrouvent également dans le décalage entre Jérusalem-Ouest et Jérusalem-Est, en partie lié à la surdensité de l'habitat et aux sous-investissements : seuls 10 % du budget municipal reviennent à la partie orientale de la ville, qui représente 37 % de son territoire et 40 % de sa population. Le secteur Ouest concentre par ailleurs institutions et grands centres commerciaux.

## Art et culture

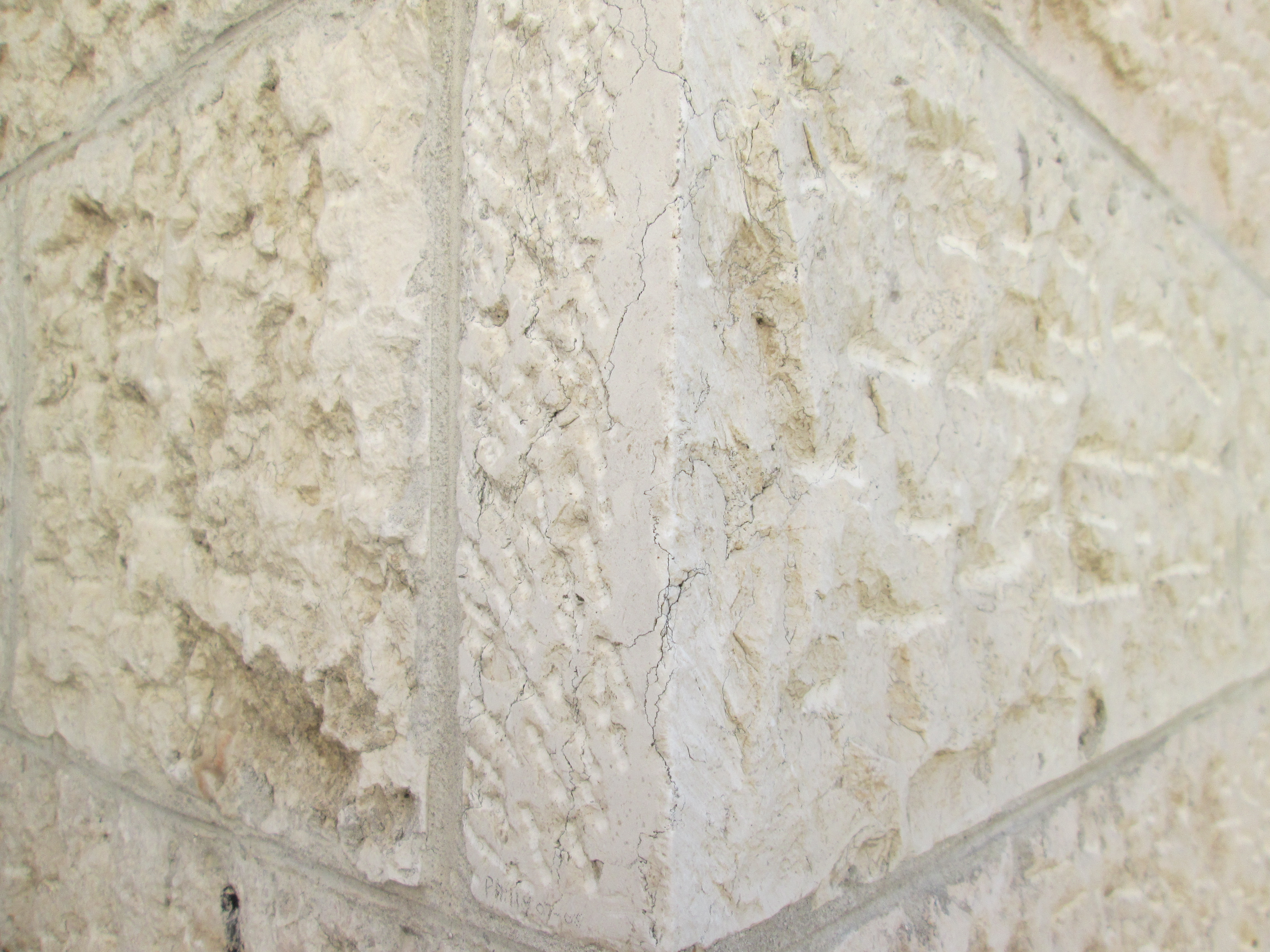
Pierre de Jérusalem.

### Pierre de Jérusalem
En application d'un décret de 1918, toutes les constructions nouvelles et les restaurations patrimoniales effectuées à Jérusalem sont réalisées essentiellement en pierre calcaire dite « pierre de Jérusalem », particulièrement la catégorie grey gold (« or gris ») issue des monts de Judée aux alentours de la capitale israélienne, utilisée déjà dans l’Antiquité — et servant encore de nos jours pour les édifices publics ou bâtiments privés.

### Monuments et archéologie

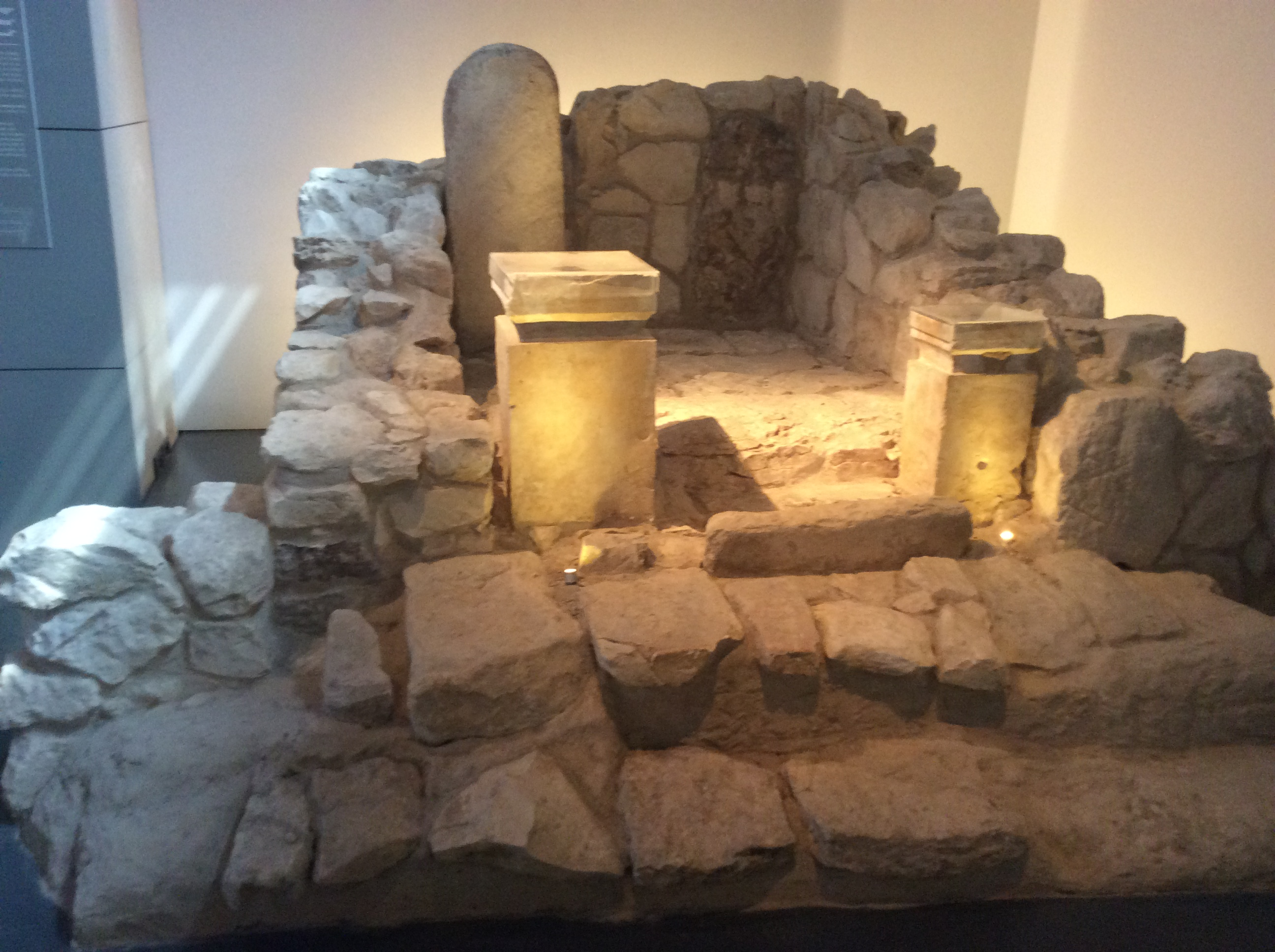
Partie centrale du seul sanctuaire du royaume de Juda retrouvé,, Musée d'Israël.

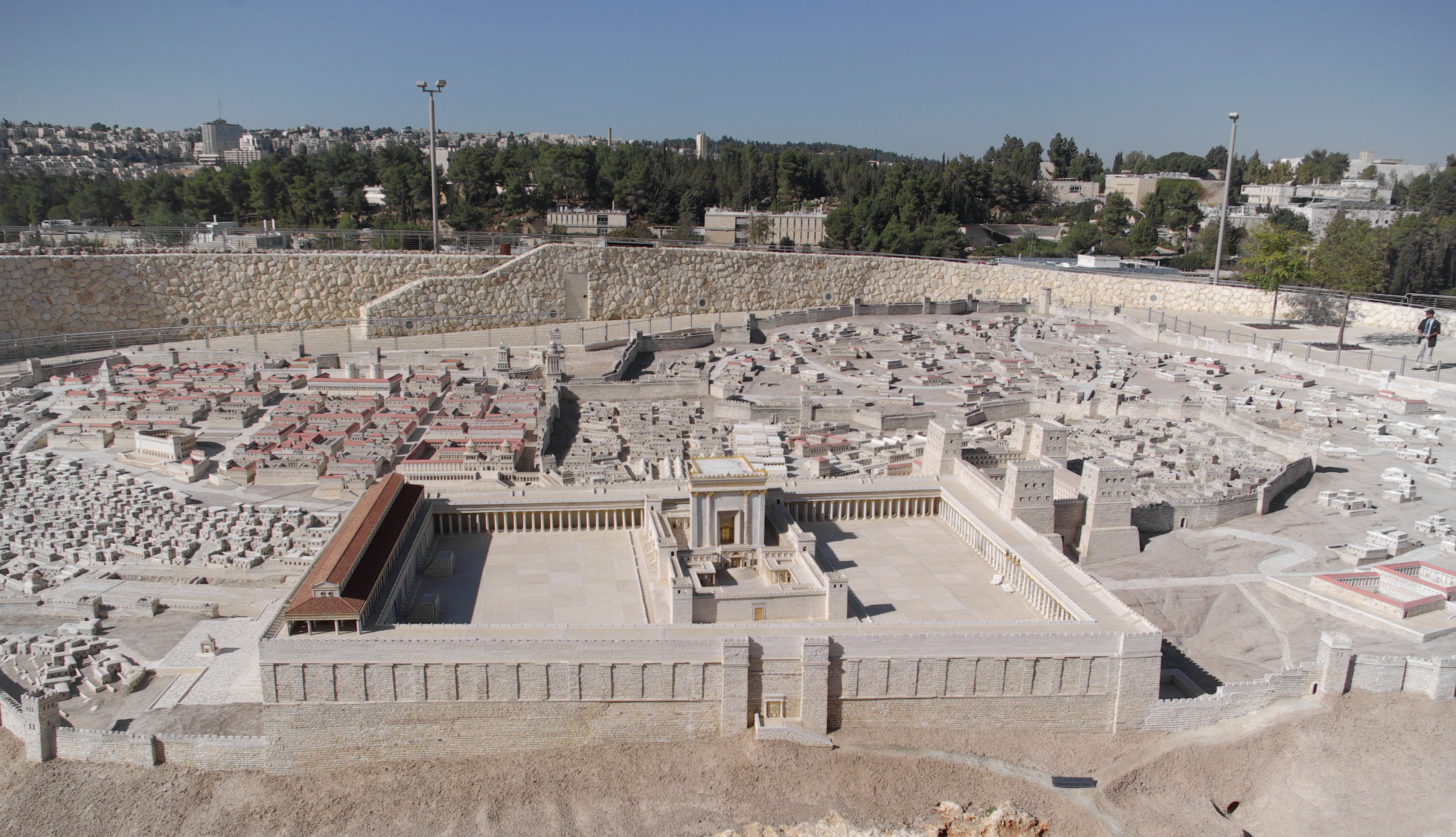
Maquette du temple d'Hérode de la Jérusalem antique, Musée d'Israël.

On trouve à Jérusalem un grand nombre de monuments religieux et historiques, comme le Mur occidental — aussi appelé mur des Lamentations — la mosquée al-Aqsa et le dôme du Rocher, l'église du Saint-Sépulcre. La Vieille Ville est complètement ceinturée de murailles qui datent du XVIe siècle. De nombreux sites archéologiques existent à Jérusalem, notamment les écuries de Salomon, la Cité de David.

### Musée national d'Israël
Fondé en 1965, le Musée national d'Israël est l'un des plus riches du Moyen-Orient avec près de 500 000 œuvres. Ce musée encyclopédique contient des collections issues de fouilles archéologiques de la préhistoire à l'époque moderne, et de dons importants provenant de tous les continents. Chacune de ses cinq ailes thématiques trouve son public : Archéologie, Beaux-arts, Judaïca (ethnologie juive), Sanctuaire du Livre (les plus anciens manuscrits bibliques au monde, dits manuscrits de la Mer morte, des grottes de Qumran), Jeunesse et médiation culturelle où certains programmes stimulent la compréhension entre jeunes juifs et arabes. Y figurent aussi la spectaculaire maquette de Jérusalem à l'époque du Second Temple (Ier siècle) avant sa destruction par les Romains, des répliques à l'identique de synagogues européennes du XVIIe siècle, et le célèbre Jardin d’art Billy Rose, conçu par le sculpteur nippo-américain Isamu Noguchi, tenu pour être l’un des plus beaux jardins d’art sculptural du XXe siècle, où se déroulent festivals, spectacles de danse ou concerts de qualité au milieu de nombreuses aires de détente. Ce vaste musée, sur un campus de plus de 80 000 mètres carrés, accueille près d'un million de visiteurs par an dont un tiers de touristes. Outre les programmes proposés sur son campus principal, le Musée d'Israël se déploie sur deux autres établissements de Jérusalem : la Maison Ticho (exposant des œuvres d'artistes de toutes disciplines) liée à l'École des beaux-arts Bezalel, institut centenaire sur le mont Scorpus, et le musée Rockefeller (archéologie de la terre d'Israël et de Palestine), édifice érigé en 1938.

### Musée des pays de la Bible
Le Musée des pays de la Bible de Jérusalem est le seul musée d'histoire au monde qui explore et retrace la civilisation et la culture de tous les peuples mentionnés dans la Bible. Ses trésors archéologiques des cultures du Proche-Orient remontent de la préhistoire jusqu'à la rédaction du Talmud, au début de l'ère chrétienne. Il dispense en outre des conférences sur tous les aspects culturels de la région. Ce musée a acquis une renommée internationale en tant que centre universel pour la programmation culturelle et éducative.

### Musée d'art islamique

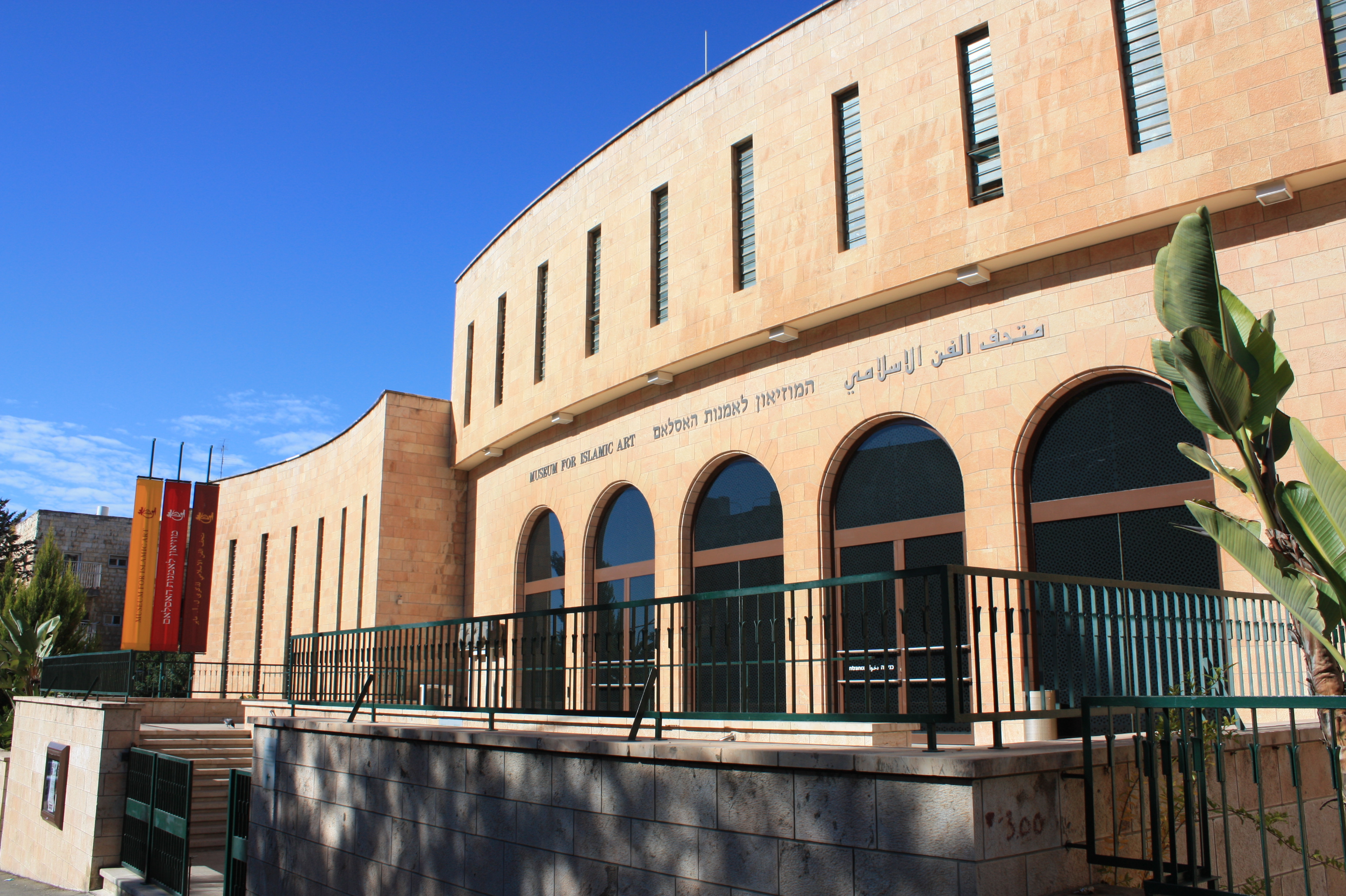
L'entrée du Musée d'art islamique à Jérusalem.

Le musée d'art islamique fondé par la mécène britannique, Lady Vera Salomons, a ouvert ses portes en 1974 et est le seul de son genre en Israël. Il contient l'une des plus importantes collections au monde d'art islamique allant du VIIe au XIXe siècle, avec plus de 3 000 pièces rares en provenance d'Égypte, Syrie, Irak, Iran, Turquie, Afghanistan, Inde ou Espagne, qui instruisent sur les raffinements du monde artistique et culturel musulman. Une collection permanente d'œuvres est présentée face à des expositions temporaires qui lui font toujours écho. En outre, le musée expose la collection Salomons de montres et horloges remarquables. Il développe aussi des partenariats culturels, éducatifs ou événementiels en Israël et à l'étranger pour établir des ponts culturels et promouvoir le dialogue entre arabes et juifs, conformément aux vœux de sa fondatrice et de son illustre famille.

### Parcs

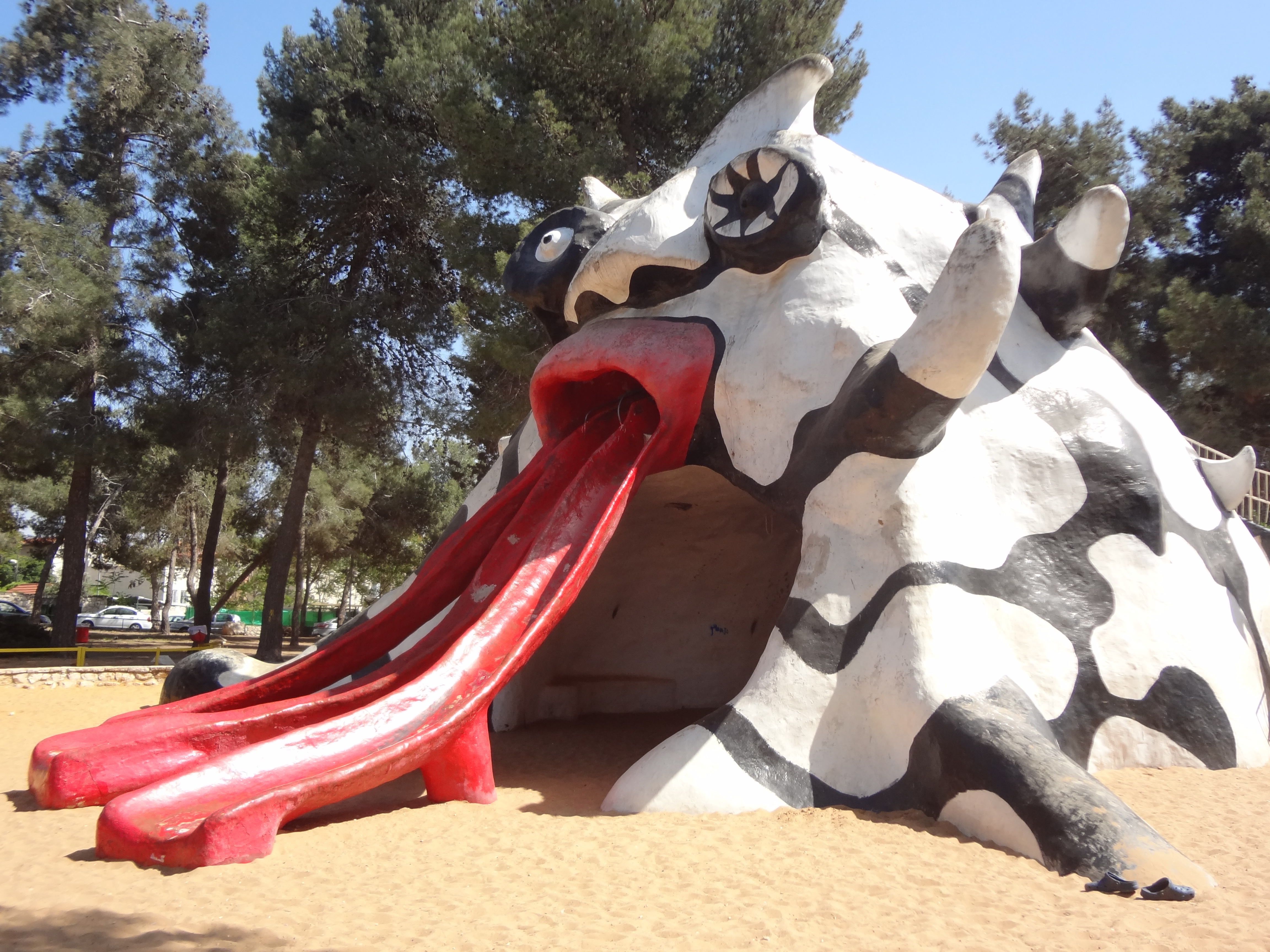
Le Golem ou Monstre, Jérusalem, N. de Saint Phalle, 1972.

Le parc Rabinovitch également désigné sous le nom de Mifletzet (Monster) Park, contient une sculpture monumentale de Niki de Saint Phalle : Le Golem commandée à l'artiste par Teddy Kollek, maire de Jérusalem en 1971, inaugurée en 1972. Ce même parc contient aussi un stabile d'Alexander Calder, réalisé en 1976/1977 sous le titre Hommage à Jérusalem, comparable à l'Araignée Rouge du même artiste.
Le Monstre et le stabile sont tous deux situés sur le mont Herzl, à l'ouest de Jérusalem.
Un autre parc intitulé le Zoo biblique de Jérusalem, contient un grand nombre de sculptures monumentales d'animaux, réalisées par Niki de Saint Phalle en 1994, que l'artiste a réunis sous le titre L'Arche de Noé.

## Vie sociale

### Religion
Jérusalem est une ville qui revêt une importance religieuse significative pour trois grandes religions monothéistes : le judaïsme, le christianisme et l'islam. Ces religions considèrent Jérusalem comme un lieu saint et sacré, ce qui en fait l'une des villes les plus contestées et les plus sensibles sur le plan religieux et politique.

### Éducation

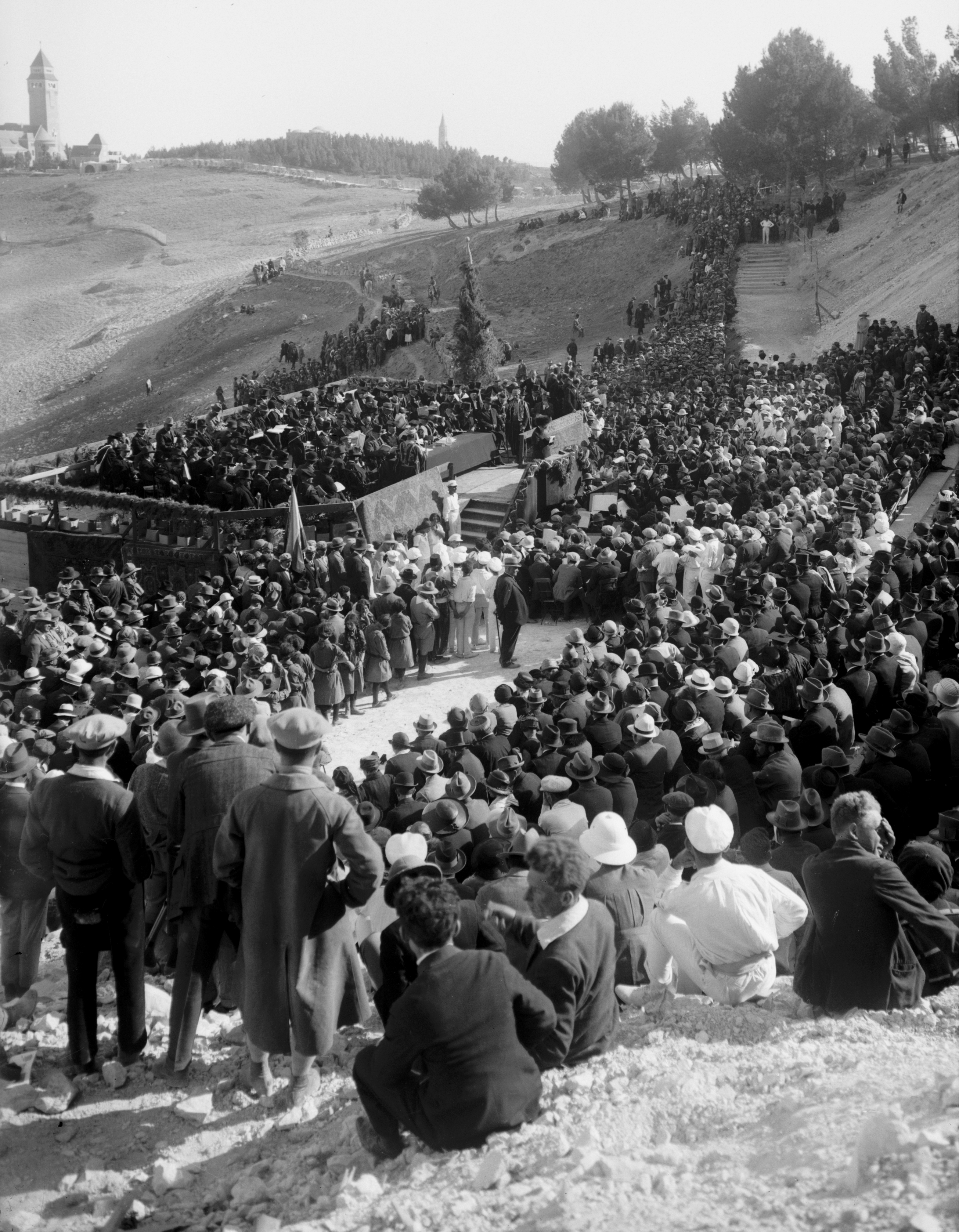
Cérémonie d'inauguration de l'université hébraïque de Jérusalem (avril 1925).

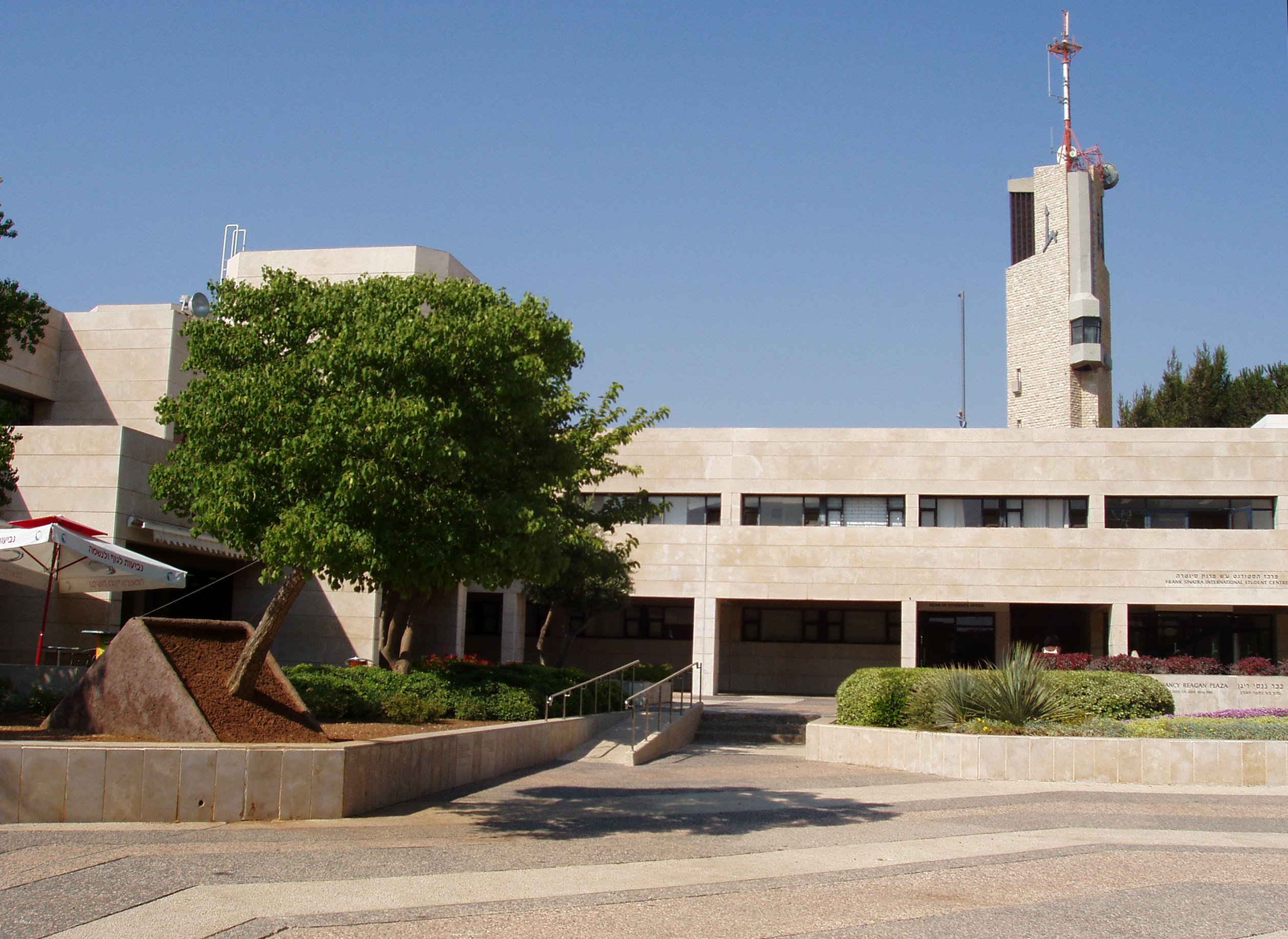
Campus de l'université hébraïque de Jérusalem sur le mont Scopus.

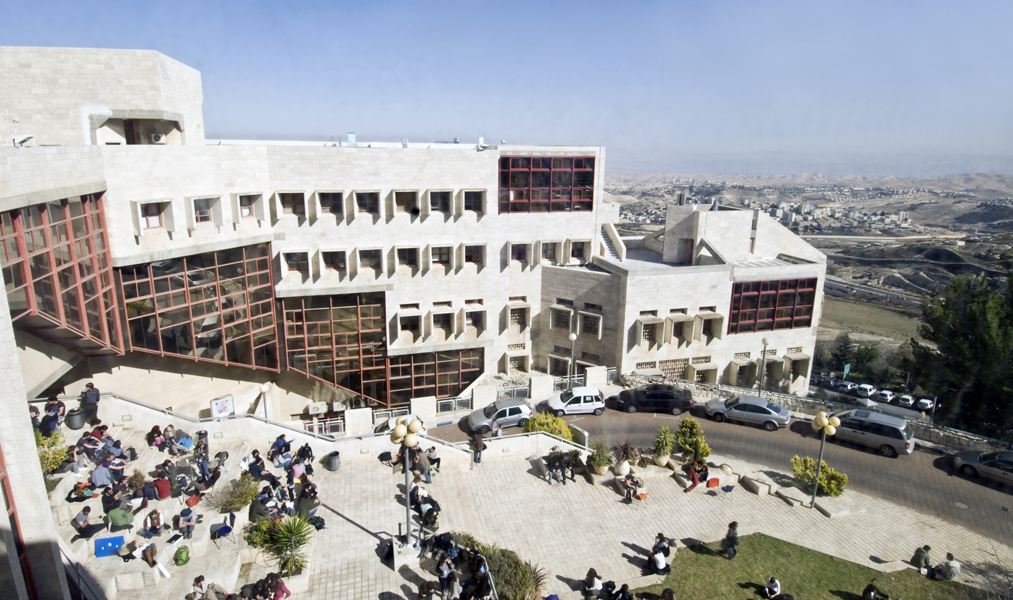
École des beaux-arts Bezalel.

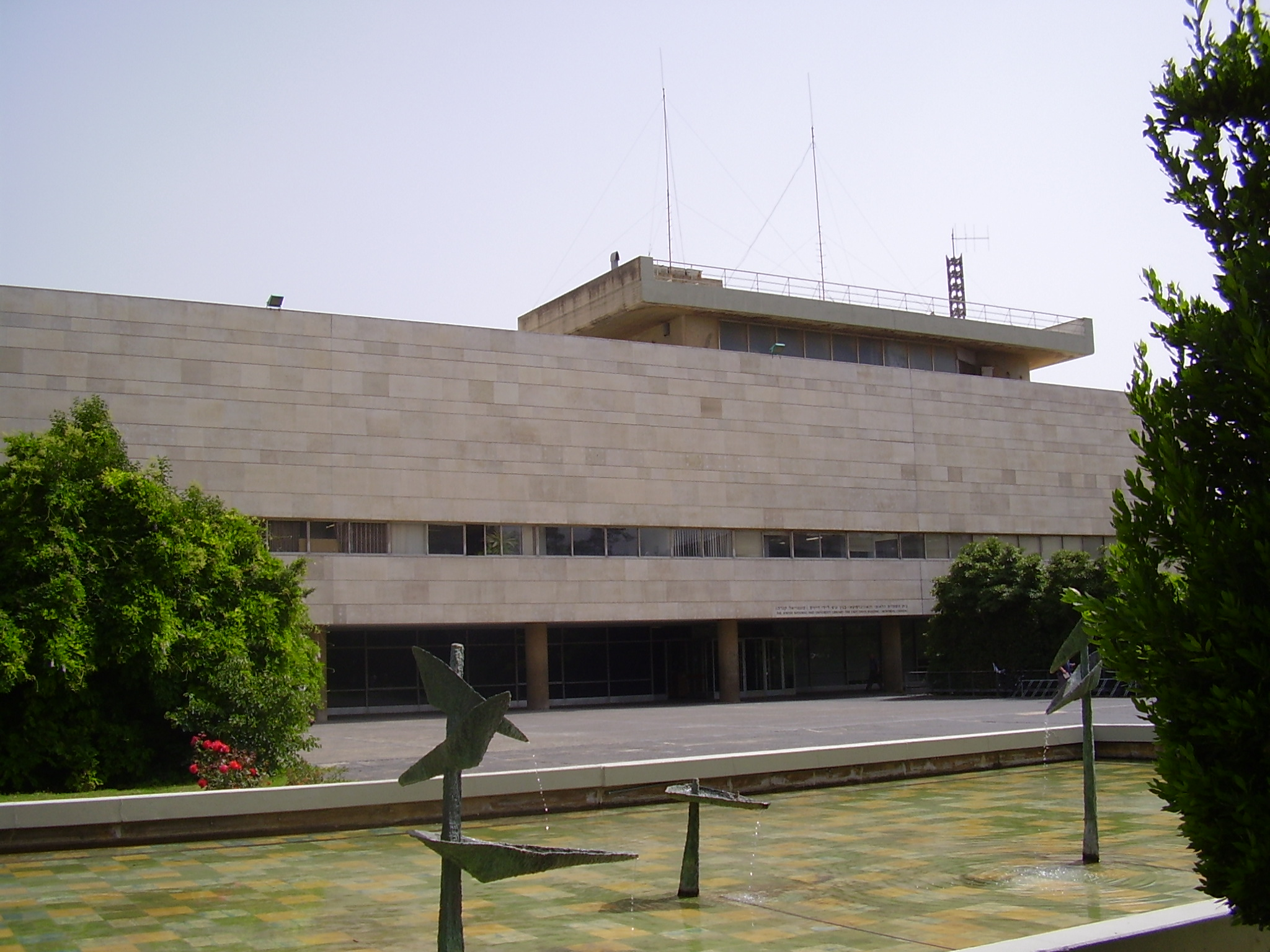
Bibliothèque nationale d'Israël sur le campus Givat-Ram.

Jérusalem accueille de nombreuses universités prestigieuses offrant des cours en hébreu, arabe et en anglais. L'université hébraïque de Jérusalem a été fondée en 1925 ; elle fait depuis partie des 100 meilleures universités du monde et accueille des professeurs et étudiants de toute confession. Albert Einstein ou Sigmund Freud ont fait partie du conseil de ses gouverneurs. L'université compte parmi ses anciens élèves quelques lauréats du prix Nobel dont les universitaires Avram Hershko, David J. Gross et Daniel Kahneman.
Le travail des étudiants et chercheurs est facilité par la bibliothèque nationale d'Israël, qui dispose de près de cinq millions de volumes. La bibliothèque a ouvert ses portes en 1892, près de trente ans avant la première université. C'est le site où figure le plus grand nombre de livres à thème hébraïque. Aujourd'hui, elle réunit la bibliothèque nationale et la bibliothèque universitaire. L'université hébraïque de Jérusalem est composée de trois campus, l'un au mont Scopus, l'autre à Guivat Ram, et le campus de médecine au centre médical Hadassah.

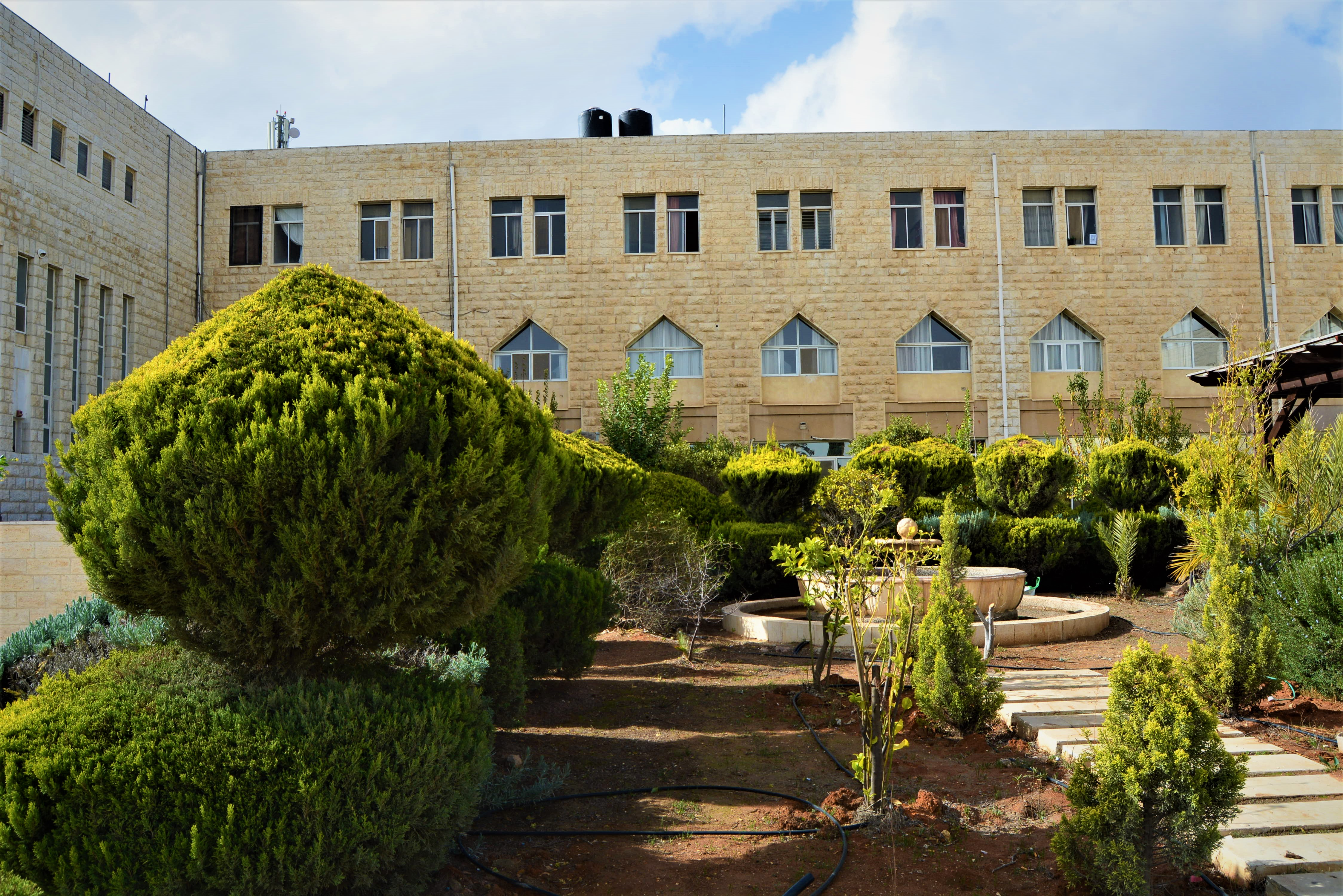
Université al-Qods en 2018.

L'université al-Qods a été fondée en 1984 et son campus principal est situé à Abu Dis (plus précisément en "zone B", sous contrôle israélien et palestinien) au sud-est de la ville, sur près de 19 hectares. Il existe quatre autres sites de l'université al-Qods développés dans l'agglomération de Jérusalem, à Jérusalem-est (Haram) à Sheikh Jarrah, Beit Hanina ou Ramallah. L'université accueille des universitaires locaux et de pays arabes  pour enseigner à 13 000 étudiants venus des régions de Jérusalem, Bethléem, Hébron, Jénine, Jéricho, Naplouse, Ramallah, Tulkarem et Qalqilya, dans les domaines des arts, sciences et technologie, ingénierie, administration, économie, éducation, médecine, para-médecine, dentisterie, santé publique, pharmacie, droit, fondements de la religion ou études coraniques et islamiques.
L'université al-Qods a fait l'objet de controverses quant à la pratique de la liberté d'expression.
D'autres instituts d'études supérieures dans Jérusalem sont l’Académie de musique et de danse de Jérusalem et l’École des beaux-arts Bezalel dont les bâtiments sont situés sur le campus de l'université hébraïque de Jérusalem.
La faculté des Technologies de Jérusalem a été fondée en 1969 et offre un enseignement d'ingénierie et de hautes technologies industrielles de réputation mondiale. Différents cursus y sont organisés, notamment en bio-informatique, en chimie numérique ainsi que des programmes spéciaux tels que Education For Ethiopians.

#### Critiques
L'enseignement pour les Arabes de Jérusalem et d'Israël est critiqué pour sa qualité inférieure à celle de l'enseignement pour les Juifs. De nombreuses écoles de l'Est de Jérusalem sont remplies à leur capacité maximum, au point qu'on enregistre des plaintes contre la surpopulation. Cependant, la municipalité de Jérusalem est en train de construire plus d'une douzaine de nouvelles écoles dans les quartiers arabes de la ville. Les écoles dans Ras el-Amud et Umm Lison ont ouvert en 2008 En mars 2007, le gouvernement israélien propose un plan sur 5 ans de construction de 8 000 nouvelles classes dans la ville, dont 40 % dans le secteur arabe et 28 % dans le secteur haredim. Un budget de 4,6 milliards de shekels a été accordé pour le projet. En 2008, un philanthrope britannique a fait un don de 3 millions de dollars américains pour la construction d'écoles dans la partie arabe de l'Est de Jérusalem. Les lycéens arabes passent le Bagrut (en), comme examen, la majeure partie de leur programme d'études est identique à celui des autres écoles secondaires israéliennes et comprend certains sujets portant sur la culture juive.
Les autorités israéliennes font fermer en mai 2025 les écoles de l'ONU destinées aux enfants palestiniens dans la partie annexée de Jérusalem. Les forces israéliennes ont expulsé les enfants présents sur les lieux et placardé un ordre de fermeture indiquant que les écoles fonctionnaient illégalement en l'absence d' « autorisation.» Le commissaire général de l’UNRWA, Philippe Lazzarini, a qualifié cette décision de « violation du droit international », rappelant que « ces écoles sont des lieux inviolables appartenant aux Nations unies ». L’Autorité Palestinienne la qualifie de « violation du droit des enfants à l’éducation ». 

### Santé

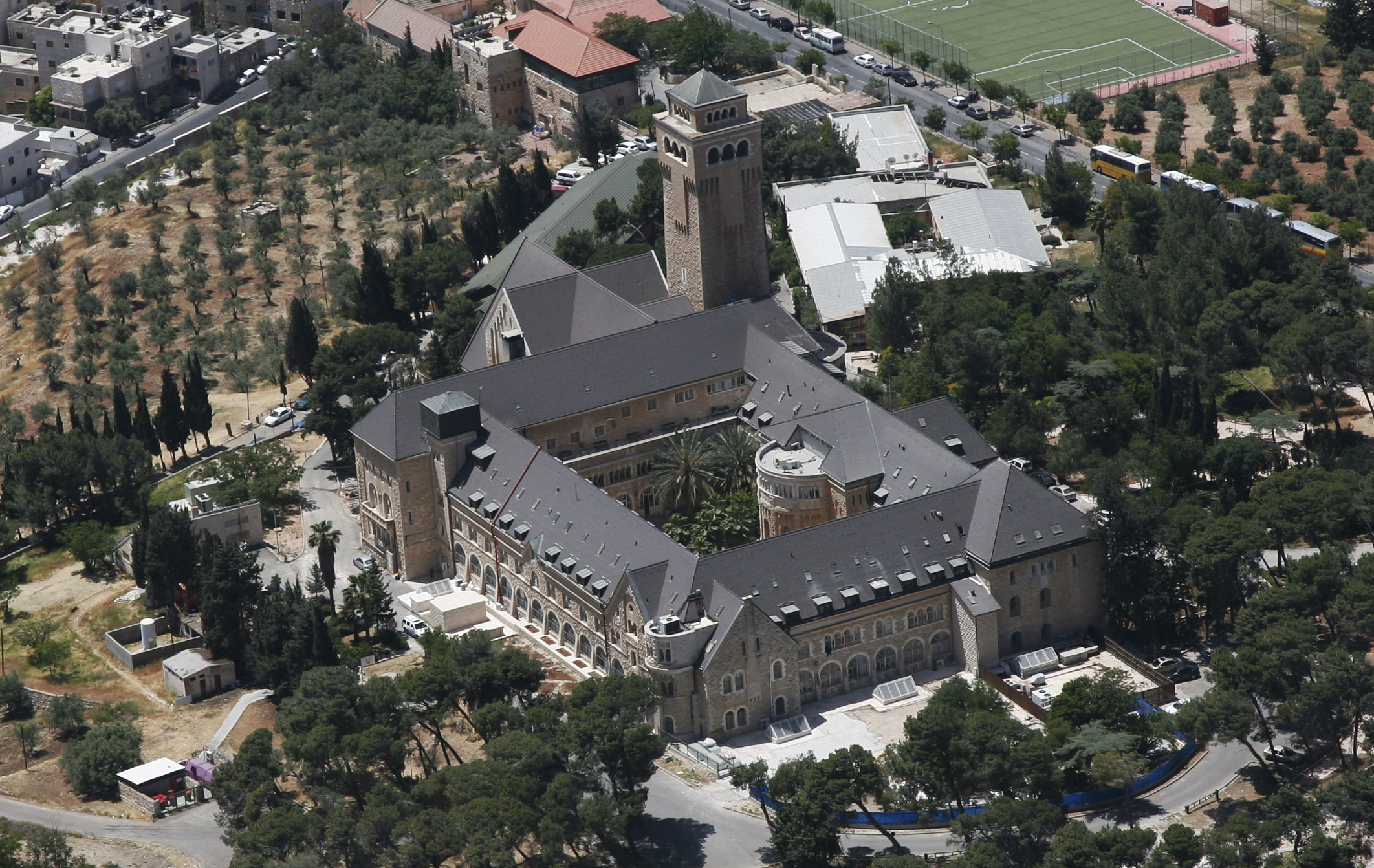
Hôpital Augusta Victoria.

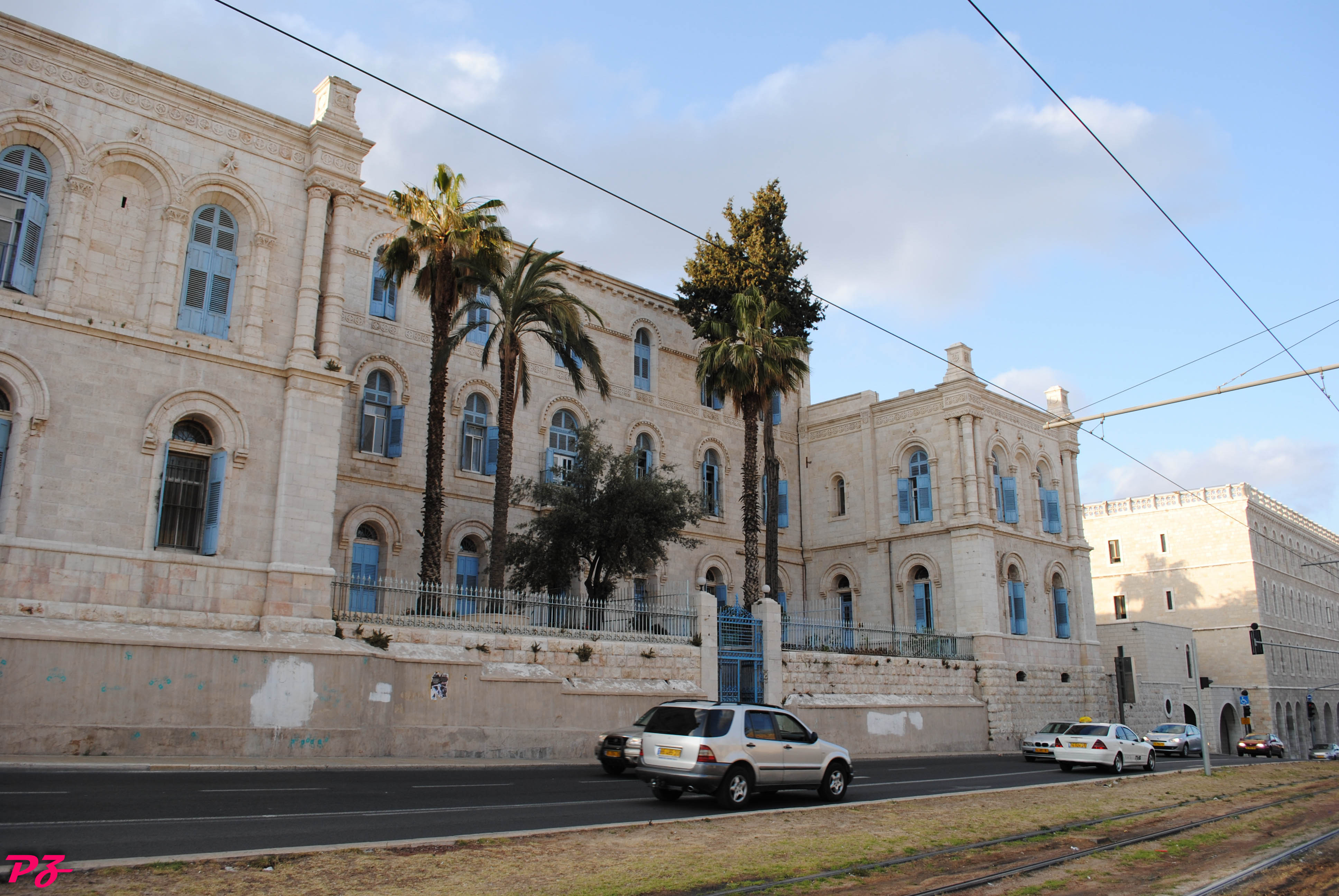
Hôpital St-Louis.

Liste des hôpitaux et centres médicaux de Jérusalem :
- Centre pédiatrique de Réinsertion Alyn
- Hôpital Augusta Victoria
- Hôpital Bikur Holim
- Centre médical Hadassah (Ein Kerem)
- Centre médical Hadassah (mont Scopus)
- Hôpital Hansen
- Hôpital Herzog
- Hôpital Kfar Shaul (hôpital psychiatrique spécialisé dans le « syndrome de Jérusalem »)
- Hôpital de l'université Al-Qods (Muqased)
- Centre médical Shaare Zedek[129]
- Hôpital ophtalmique St. John
- Hôpital St-Joseph
- Hôpital St-Louis (spécialisé aujourd'hui dans les soins gériatriques et palliatifs)[Note 21]
- Hôpital Summit

### Quelques quartiers
La plupart des quartiers de Jérusalem-Ouest ont été construits en deuxième partie du XIXe siècle, quand la Vieille ville n'était plus en mesure de contenir sa population croissante, du fait des différents mouvements migratoires et de son propre développement.

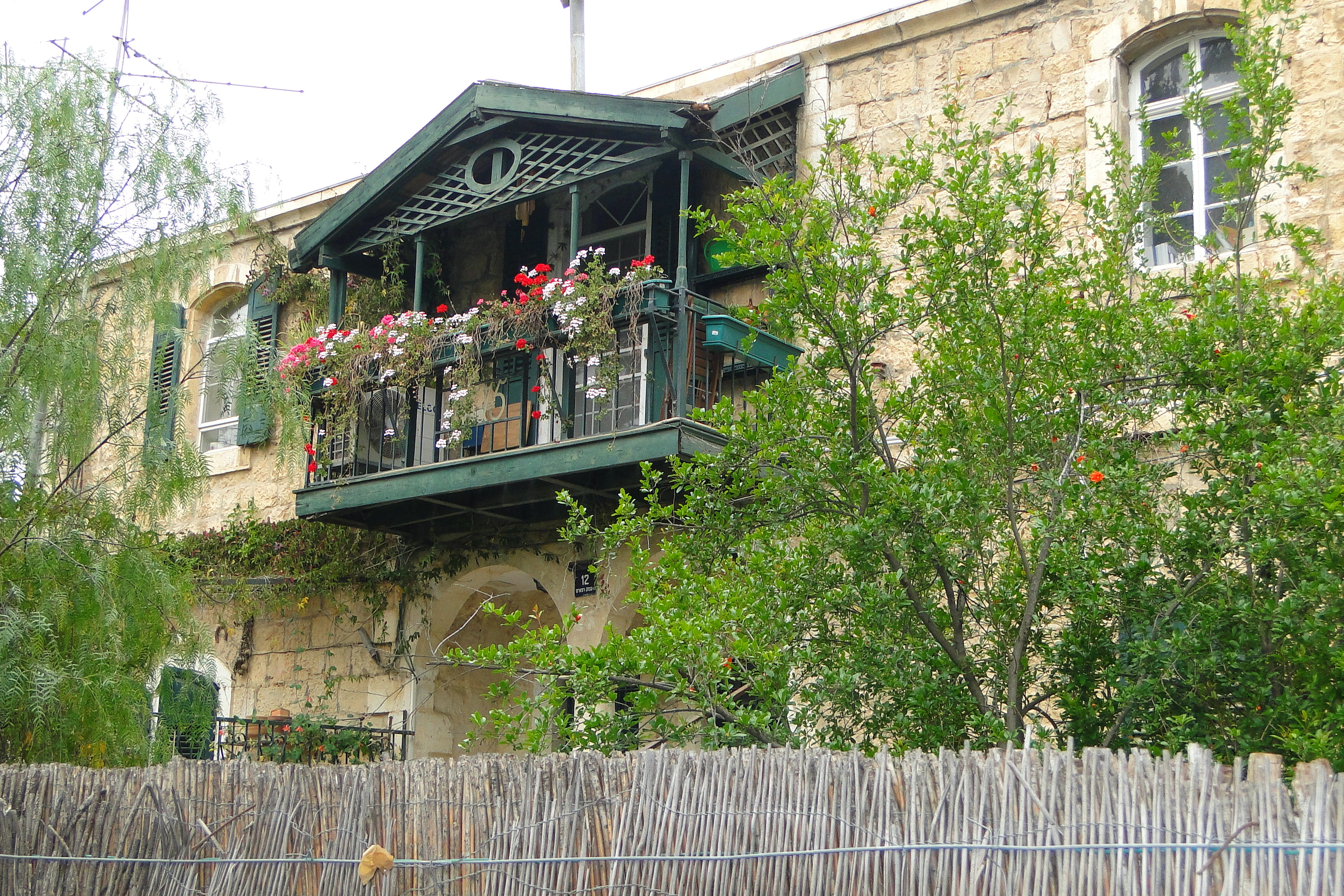
Détail architectural de la German colony, près de la rue Emek Refaïm.

- Le Moshav Ha-Germanit (« Colonie allemande ») est l'un des quartiers les plus huppés de la capitale, situé à son sud-est dans le district de Katamon. Fondé en 1873, il tient son nom des Allemands protestants du mouvement sectaire « Temple Society » en conflit avec l'Église d'État, qui avaient considéré Sion comme leur deuxième patrie pour s'y exiler. Durant la Seconde Guerre mondiale, les descendants de ces Templiers, la plupart devenus nazis, sont expulsés[130],[131]. Aujourd'hui, le quartier a gardé ses agréables maisons aux volets en bois et à toit de tuiles rouges, entourées de jardins, qui sont habitées par une population d'origine plutôt européenne et aisée. L'environnement offre une réelle qualité de vie avec un Musée de la Nature, un ancien monastère arménien, une école d'art dramatique, une piscine olympique, nombre de terrasses ombragées de cafés et de restaurants à dimension humaine.

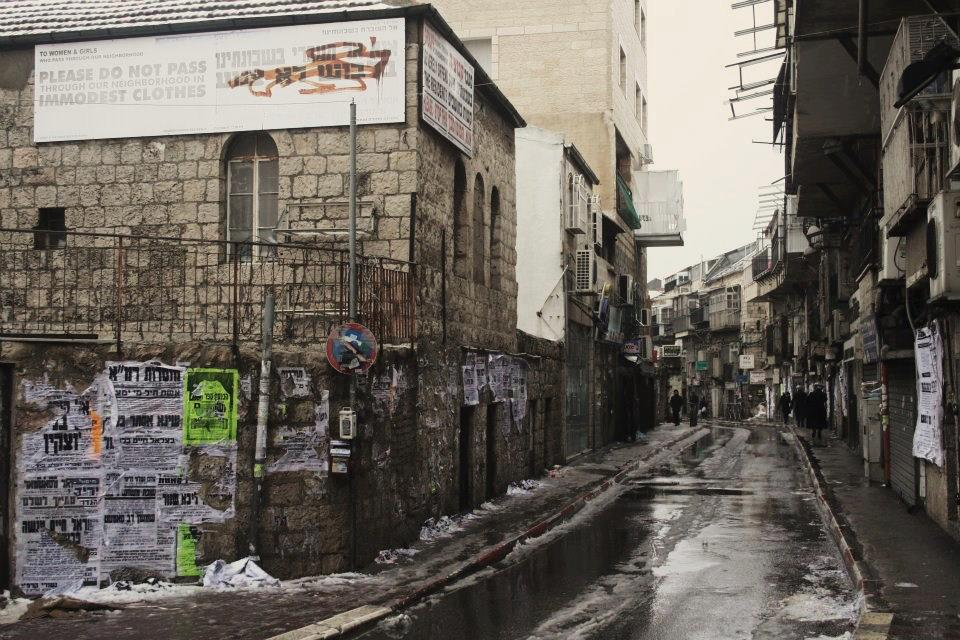
Rue principale du quartier juif ultra-orthodoxe Méa Shéarim.

- Méa Shéarim (lit. « cent portes » ; sens « cent mesures ») est un quartier de Jérusalem situé au nord-ouest de la vieille ville. C'est l'un des cinq premiers quartiers juifs construit en 1874 en dehors de celle-ci. À l'origine, il était beaucoup moins étendu qu'aujourd'hui et ne comportait qu'un bloc de bâtiments qui existe toujours. Le quartier originel était composé de petites maisons de deux pièces pour une dizaine de personnes chacune qui, serrées les unes contre les autres, formaient un rempart naturel. Refermé sur lui-même, le quartier comportait des portes d'accès qui étaient fermées la nuit. Il est très connu car c'est un quartier où vivent exclusivement des Juifs ultra-orthodoxes[132]. La majorité des hommes ne travaillent pas, consacrant leur vie à la seule étude de la Bible, ce qui fait de ce quartier l'un des plus pauvres de Jérusalem[133]. Aux entrées de Méa Shéarim, les habitants du quartier ont installé de nombreux écriteaux destinés aux visiteurs incitant ces derniers à ne pas rentrer dans ce quartier vêtus de manière « indécente »[134].

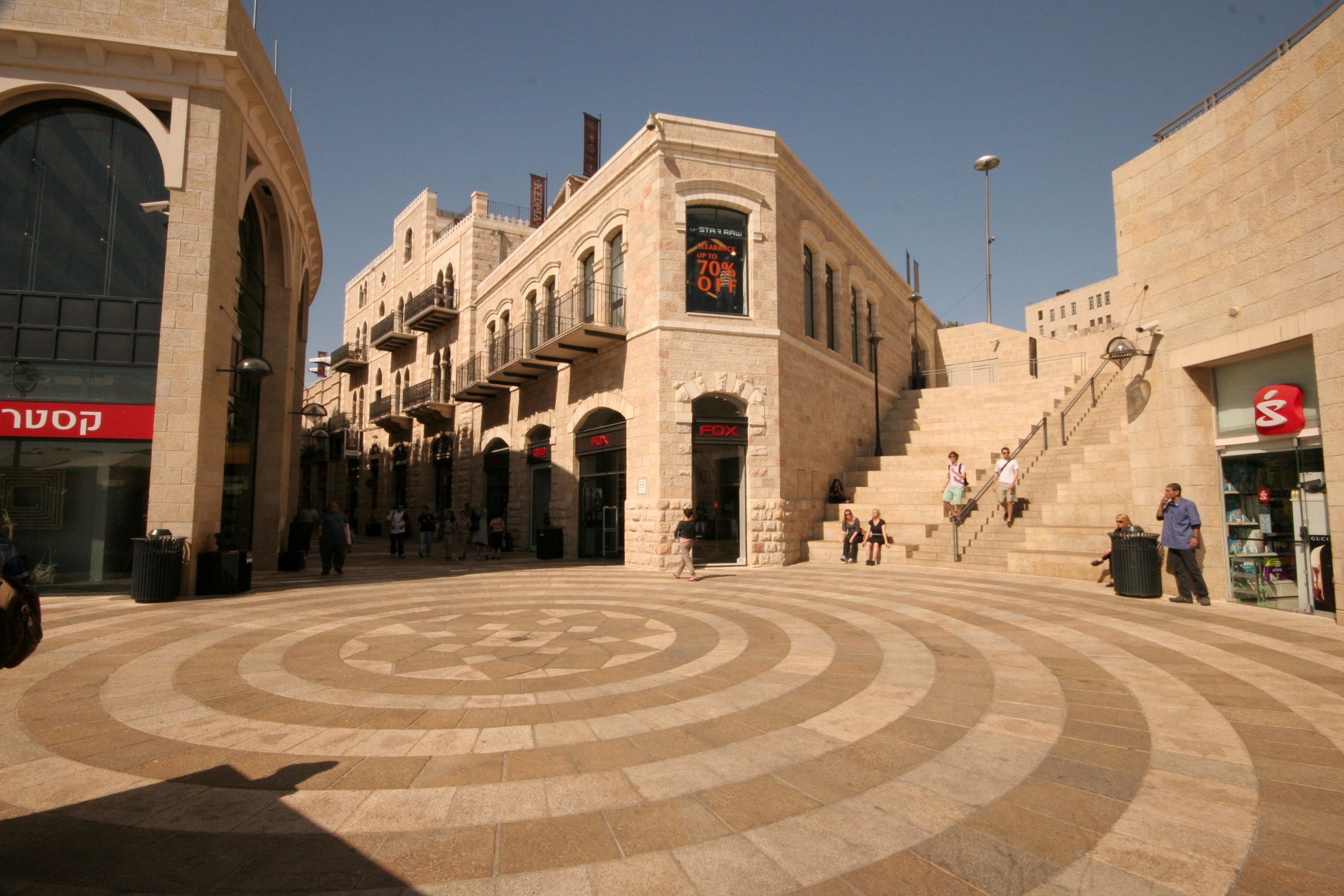
Vue d'une partie du centre commercial de Mamilla.

- Mamilla est un quartier d'habitation et de commerce situé à l'extérieur ouest de la porte de Jaffa. Avant la guerre des Six Jours, il figurait une sorte de zone-frontière et l'endroit était délaissé par les pouvoirs publics. Après 1967, il bénéficie d'un vaste programme de réhabilitation et rénovation urbaines achevées en 2007 sous la houlette du célèbre architecte israélien, Moshé Safdie. Ce concepteur respecte l'empreinte du XIXe siècle en intégrant à ce nouvel espace de vie un grand nombre de structures historiques restaurées à l'identique et de nouvelles dans le même esprit, en utilisant une pierre de Jérusalem vieillie. Entre autres, s'y trouvent un secteur résidentiel dit « David village », une longue allée piétonne pavée au sein d'un centre commercial à ciel ouvert, bordée des vitrines de magasins d'enseignes locales ou internationales, et de restaurants attirant nombre de visiteurs qui bénéficient à son extrémité d'une vue spectaculaire sur la vieille ville, la Tour de David à proximité et le mont Sion. Ce quartier permet aussi la visite de l'antique piscine de Mamilla au centre de l'ancien cimetière musulman sur une partie duquel le futur musée de la Tolérance ouvre ses portes et fait l'objet d'une polémique internationale. L'endroit offre en outre des parcs verdoyants, des centres culturels (comme le Musée de la musique hébraïque, le Musée Nahon d'art juif italien ou le centre événementiel de la Création juive, Beit Avi Chaï) qui côtoient l'ancien Palace Hotel ottoman Art déco devenu le luxueux Waldorf Astoria ou le fameux hôtel King David, l'hôpital gériatrique français St-Louis[Note 21],[135] construit en 1881 et ayant permis une percée dans les murailles de la vieille ville, dite « Porte Neuve » à l'époque ottomane, le monastère des Sœurs du Rosaire fondé en 1880 et accueillant les pèlerins depuis 1960, ou le Consulat de France.

### Sport

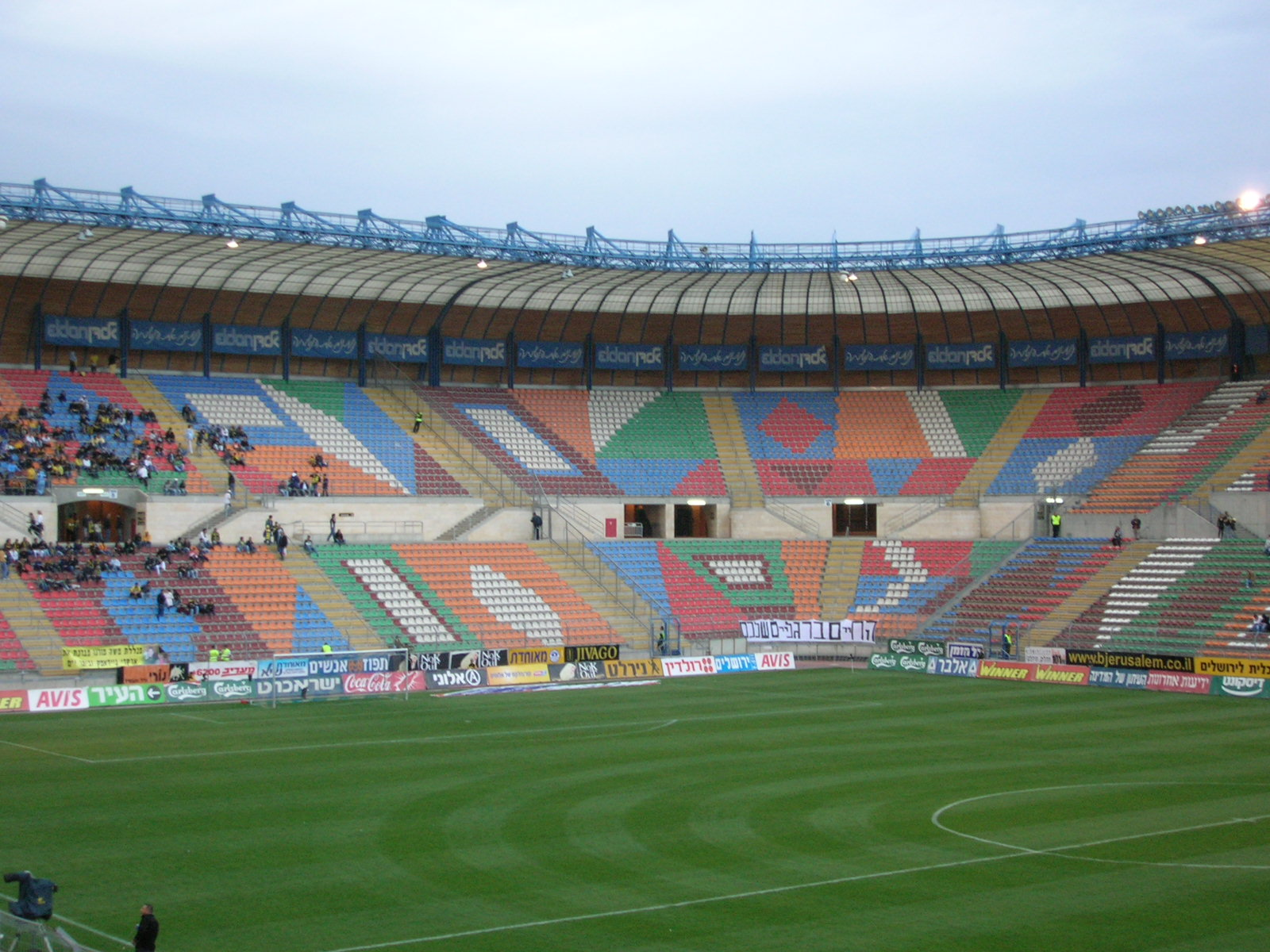
Stade Teddy Kollek.

Les deux sports les plus populaires sont le football et le basket-ball. Le Beitar Jérusalem Football Club, dans le championnat d'Israël de football, est le plus connu en Israël, ayant été vainqueur cinq fois de la coupe d'Israël de football. Jérusalem compte une autre équipe de football, le Hapoel Katamon F.C., vainqueur une seule fois de la coupe d'Israël de football, qui est en troisième division, la liga Artzit.
En basket-ball, le Hapoel Jérusalem joue dans la première division. Le club a gagné le championnat d'Israël de basket-ball trois fois, et la coupe ULEB en 2004. Inauguré en 1992, le stade Teddy Kollek est le plus grand stade de football de Jérusalem avec une capacité de 21 000 places.
Le marathon de Jérusalem a été créé en 2011 malgré quelques protestations. Le huitième marathon s'est tenu en mars 2018 avec une participation de 35 000 concurrents dont 4 000 étrangers. Le parcours commençait près de la Knesset pour continuer vers le marché de Mahané Yehuda, le mont Scopus, la Vieille Ville, la tour de David. L'invité d'honneur était l'Éthiopien Haile Gebrselassie.

## Institutions israéliennes

### Institutions nationales d'Israël
Jérusalem est le siège de plusieurs institutions de l'État d'Israël, notamment la Knesset (assemblée nationale) et la Cour suprême, les bureaux du Premier ministre et différents ministères.
Le cimetière national d'Israël, avec notamment les tombeaux de Theodor Herzl et de sa famille, se trouve sur le mont Herzl, à l'ouest de la ville.
La Bibliothèque nationale d'Israël se trouve dans les locaux de l'université hébraïque, sur le site de Guivat Ram.

### Institutions universitaires
On y trouve aussi des institutions universitaires, dont certaines antérieures à la création d'Israël :
- l'université hébraïque de Jérusalem, fondée en 1918, avec quatre sites, dont trois (mont Scopus, Guivat Ram et Ein Kerem) dans la municipalité de Jérusalem ;
- le centre Yad Ben-Zvi (recherche historique et archéologique), fondé en 1947, situé dans le quartier de Réhavia

On peut noter la présence de l'École biblique et archéologique française de Jérusalem, fondée en 1890 et située dans la vieille ville.

### Autres
C'est à Jérusalem que se trouve le plus grand centre mondial pour la mémoire de la Shoah, Yad Vashem, situé sur le mont Herzl.
Jérusalem est aussi le siège de l'Organisation sioniste mondiale et les congrès sionistes mondiaux y ont lieu depuis 1951, alors qu'auparavant la ville la plus fréquente était Bâle, lieu du premier congrès en 1897.

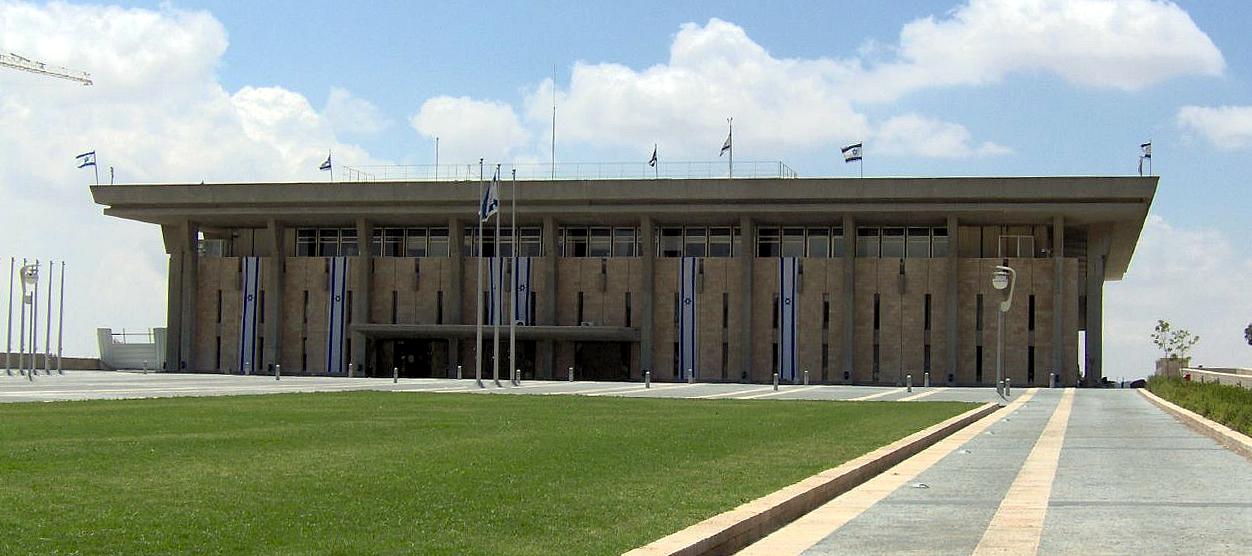
La Knesset, Parlement israélien situé à Jérusalem.
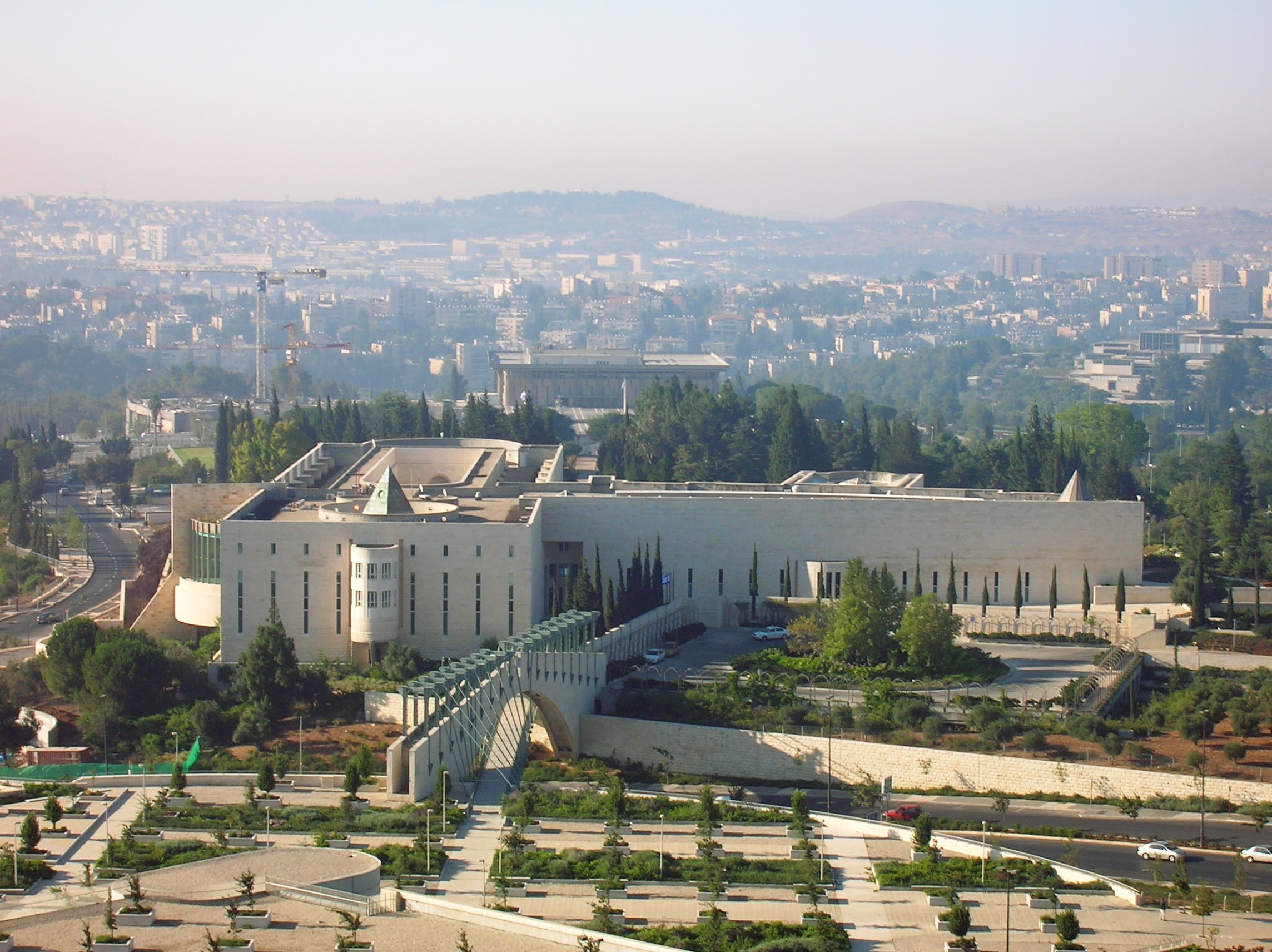
Cour suprême d'Israël.
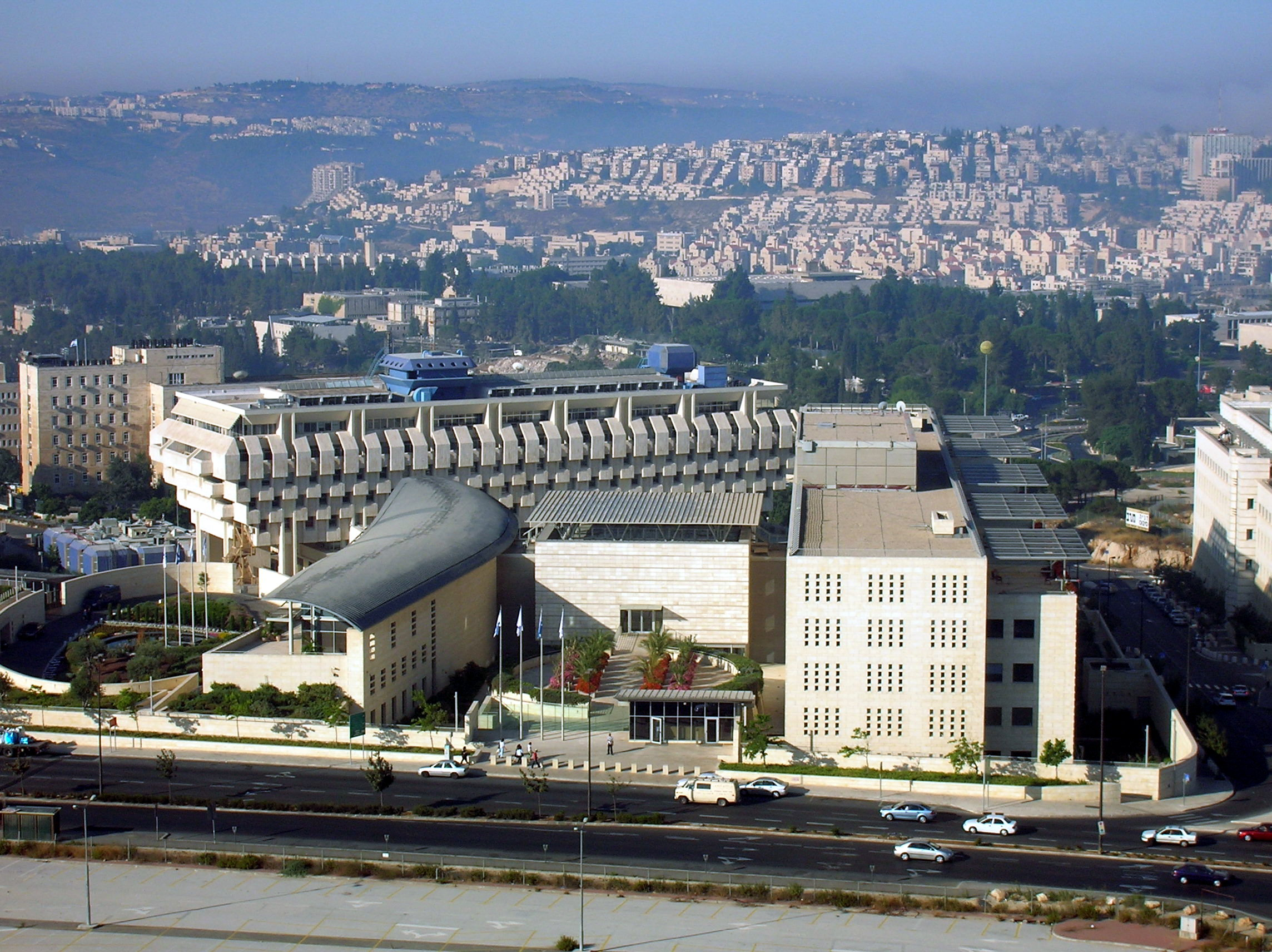
Ministère des Affaires étrangères.
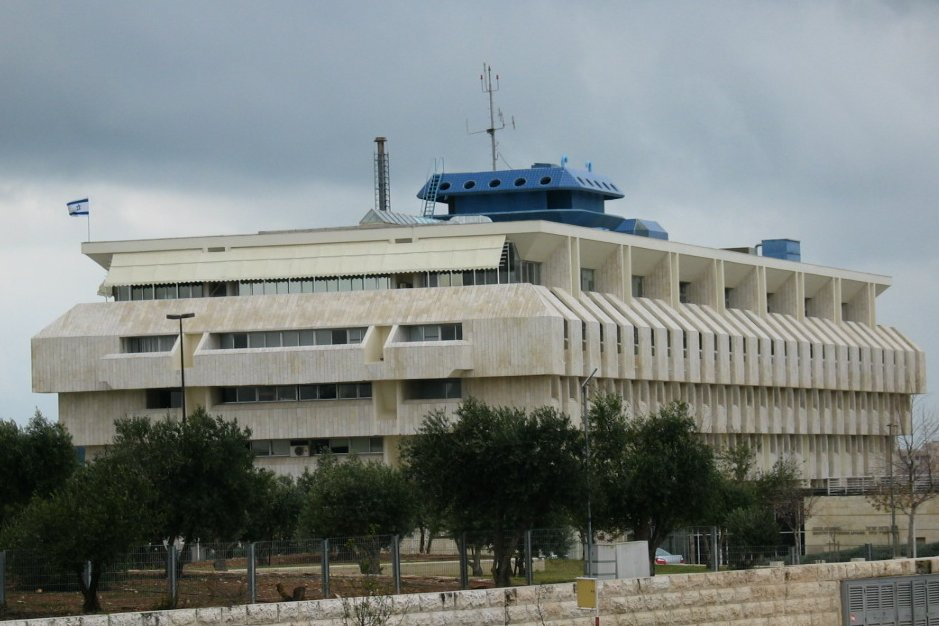
Banque d’Israël.
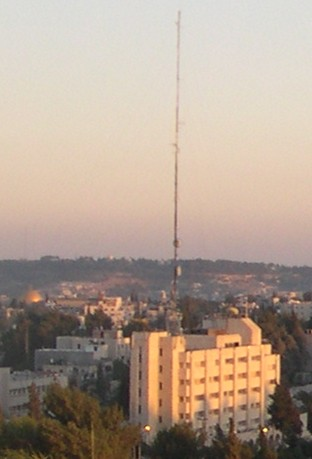
Siège national de la police.
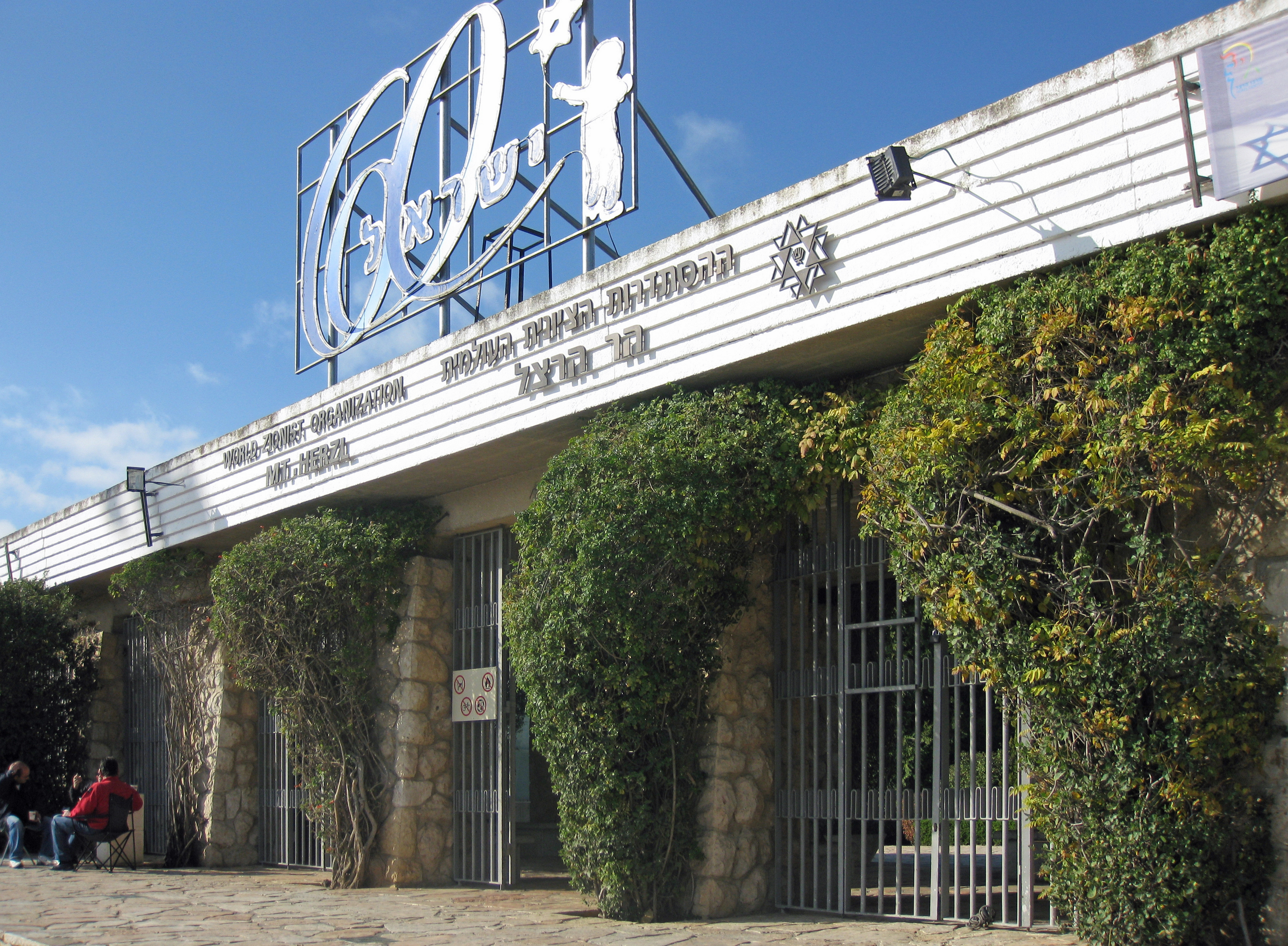
Sur le mont Herzl se trouve le cimetière national d'Israël.

## Transports

### Transport aérien
L'aéroport le plus proche est celui d'Atarot, au nord de Jérusalem (31° 51′ 53″ N, 35° 13′ 09″ E), qui a été utilisé pour les vols intérieurs israéliens jusqu'en octobre 2000 notamment pour les vols vers Eilat, et est désormais placé sous le contrôle de Tsahal en raison de sa proximité géographique avec les territoires autonomes palestiniens. Depuis lors, les vols ont été transférés vers l'aéroport Ben Gourion, proche de Tel Aviv à une quarantaine de kilomètres au nord-ouest.

### Transports routiers
La coopérative d'autobus Egged, deuxième plus grande compagnie d'autobus dans le monde, dessert la plupart des localités autour de Jérusalem et gère les services d'autocars vers le reste du pays depuis la gare routière centrale sur la rue Jaffa, près de l'entrée ouest de Jérusalem.
La gare routière de Jérusalem-Est se situe rue du Sultan Suleiman, proche de la porte de Damas. Elle dessert les localités palestiniennes de Cisjordanie.

Transports à Jérusalem
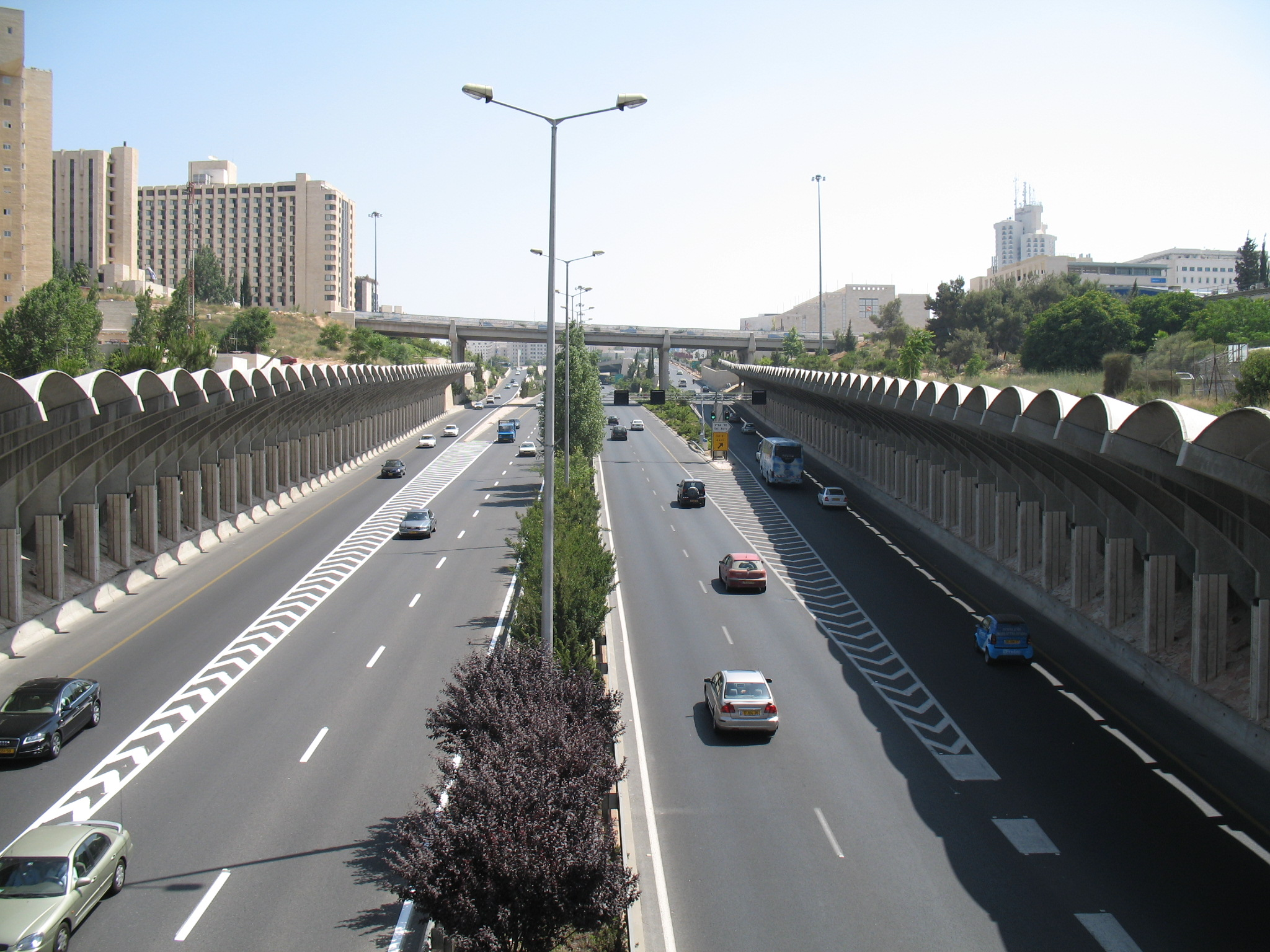
Autoroute Begin.
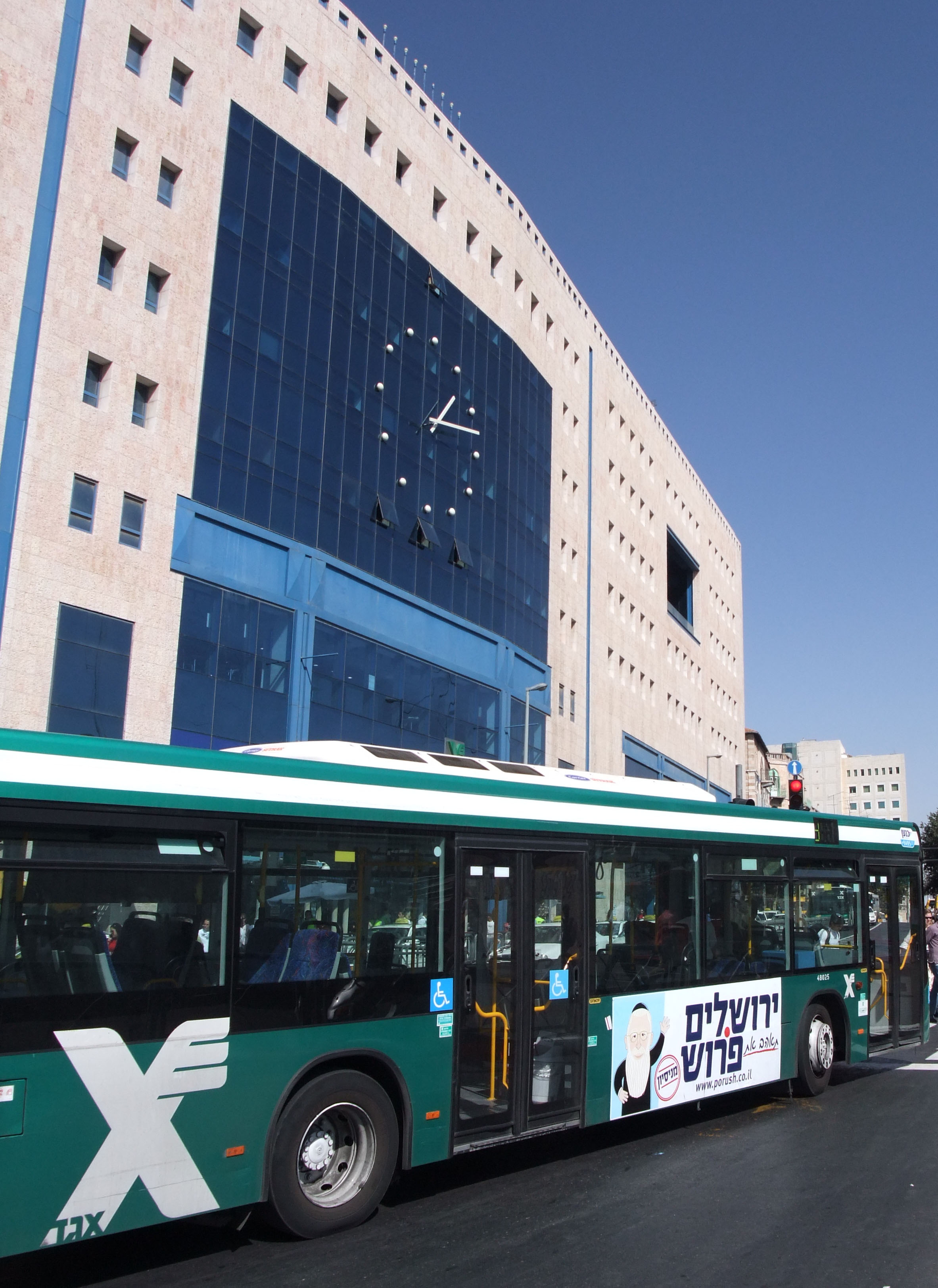
Gare routière de Jérusalem-Ouest.
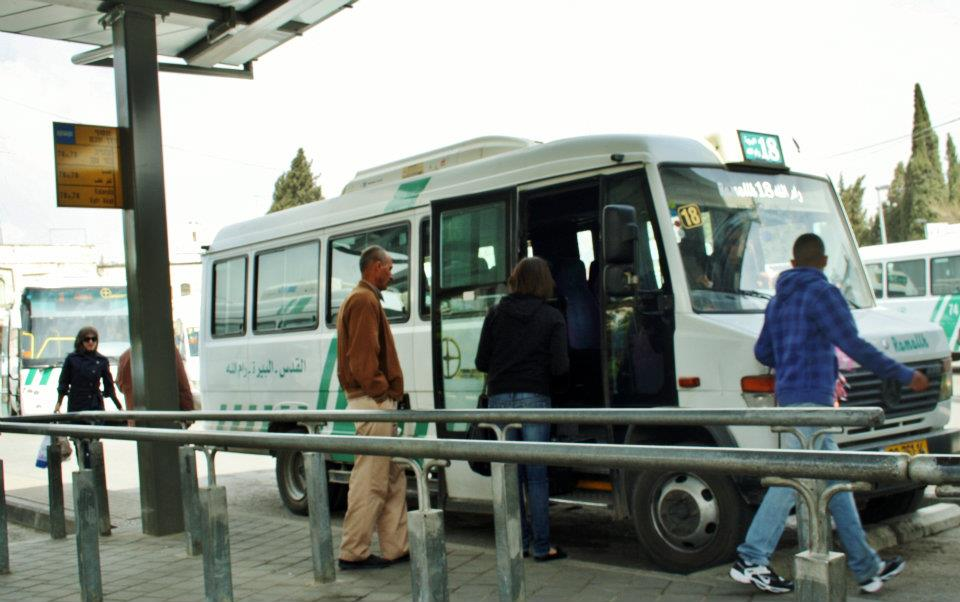
Gare routière de Jérusalem-Est.

### Transports ferroviaires
Jérusalem est relié par le chemin de fer à Tel Aviv depuis 1892 (ancienne ligne de Jaffa à Jerusalem (en)). Son service a été interrompu en 1998 en raison du mauvais état des infrastructures qui furent alors rénovées. Elle a été rouverte dans sa totalité en avril 2005, avec l'inauguration de la nouvelle gare de Jérusalem Malha, située dans le sud de la ville.
Une seconde ligne abusivement qualifiée de liaison à grande vitesse en provenance de Tel Aviv, la ligne de chemin de fer Tel Aviv–Jérusalem, au nord de cette première ligne, est ouverte en 2018. Elle est électrifiée et utilise plusieurs longs tunnels pour permettre le passage à grande vitesse des trains de la côte à la région montagneuse de Jérusalem. Les trains font terminus dans la gare souterraine de Binyanei HaUma nommée Yitzhak Navon située sous la gare routière centrale. Le trajet de Tel Aviv à Jérusalem prend environ 28 minutes.

### Tramway
La première ligne de tramway, ouverte le 19 août 2011 et prolongée le 27 février 2025 sur 22,5 km, dessert 35 stations depuis Neve Yaakov au nord-est jusqu'au Centre médical Hadassah à Ein Kerem au sud-ouest. Cette ligne est équipée de rames Citadis, construites par Alstom et de rames Urbos, construites par CAF.
Choisie pour exploiter cette ligne dans le cadre du consortium CityPass, la société Veolia Transport s'est trouvée confrontée à des critiques et s'est retirée dès 2010. L’exploitation est assurée par le groupe israélien de transports Egged.

Transports à Jérusalem
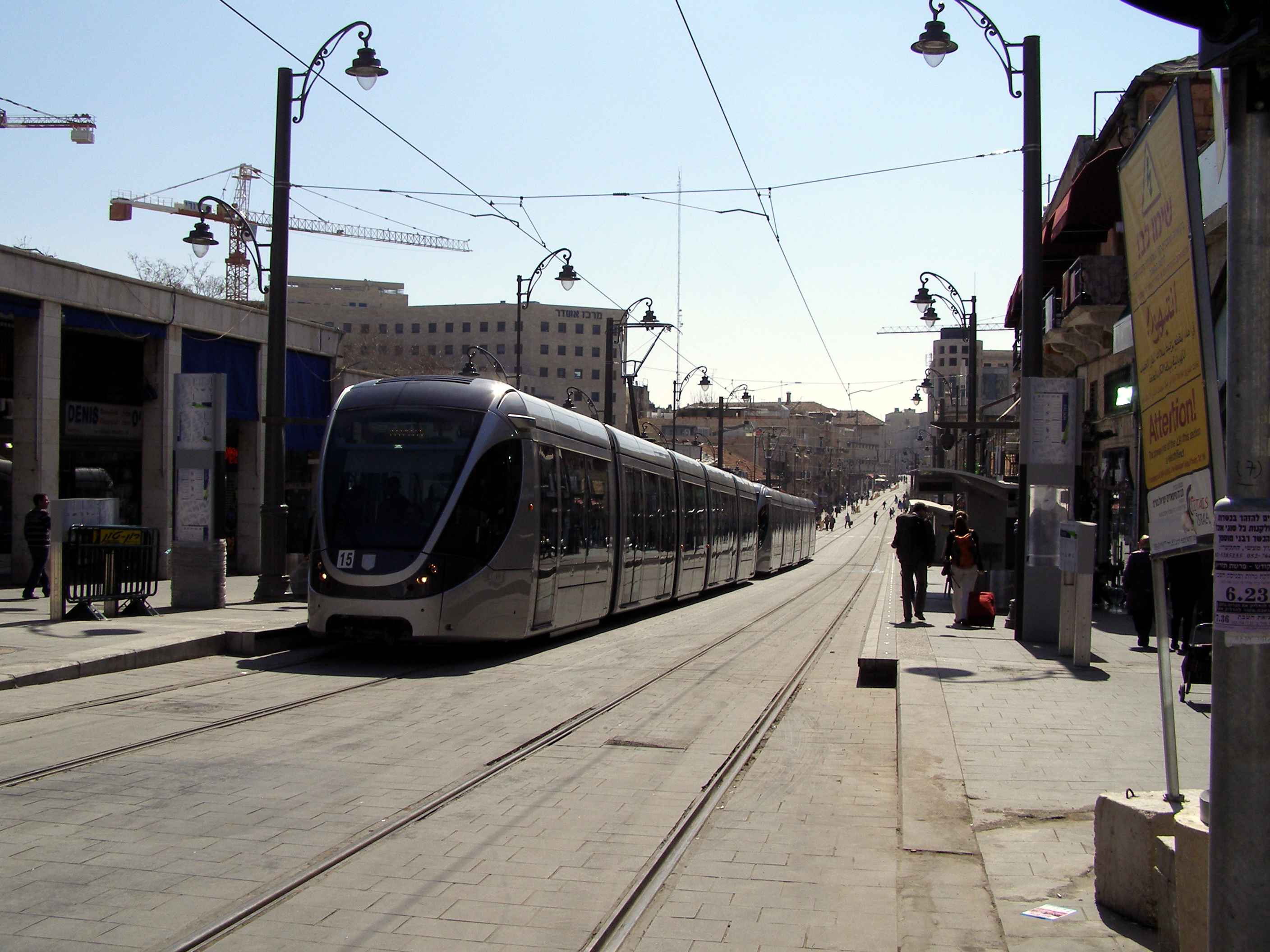
Le tramway de Jérusalem dans la rue Jaffa.
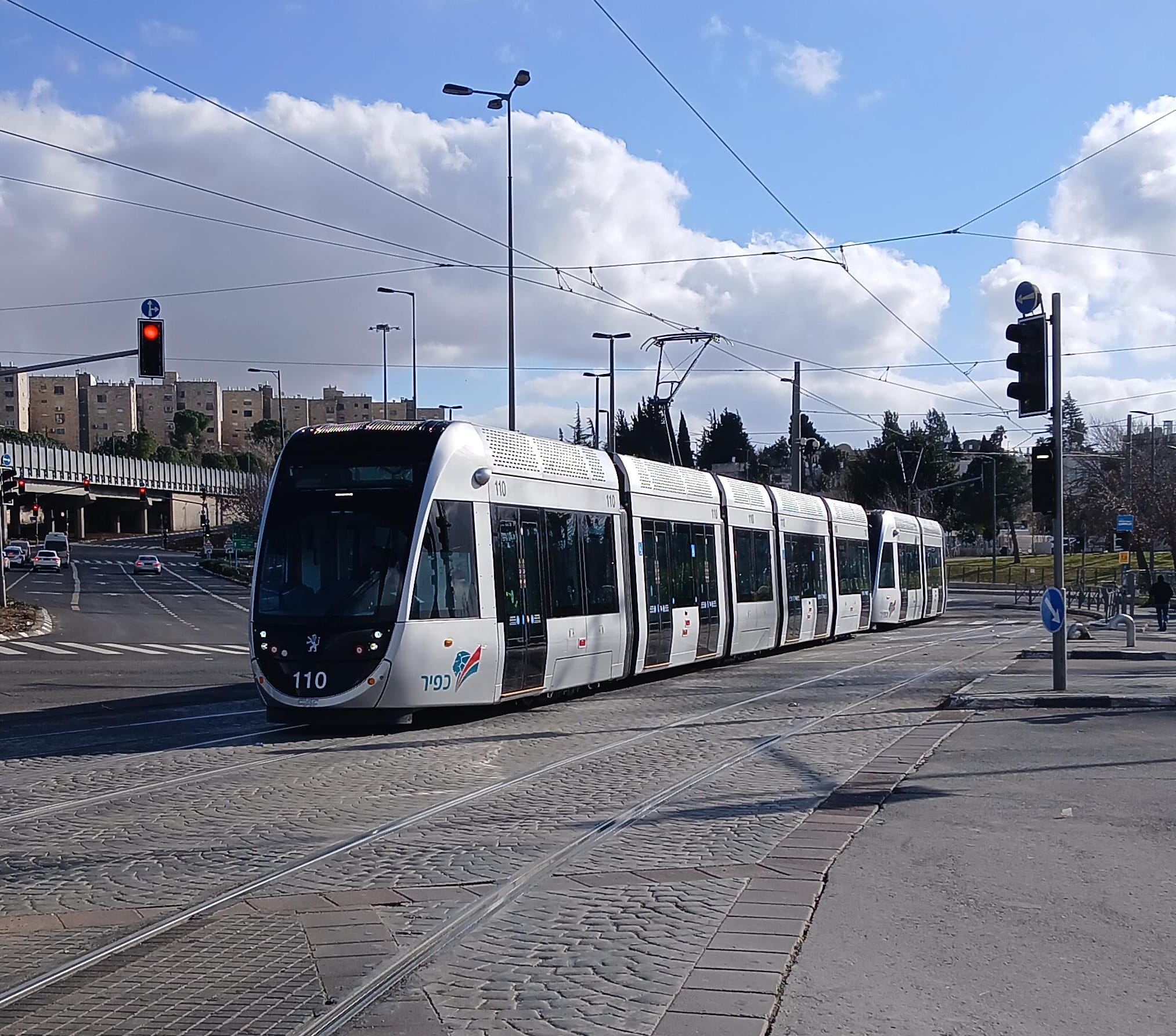
Le nouveau matériel roulant CAF Urbos 100 en service a Jérusalem.
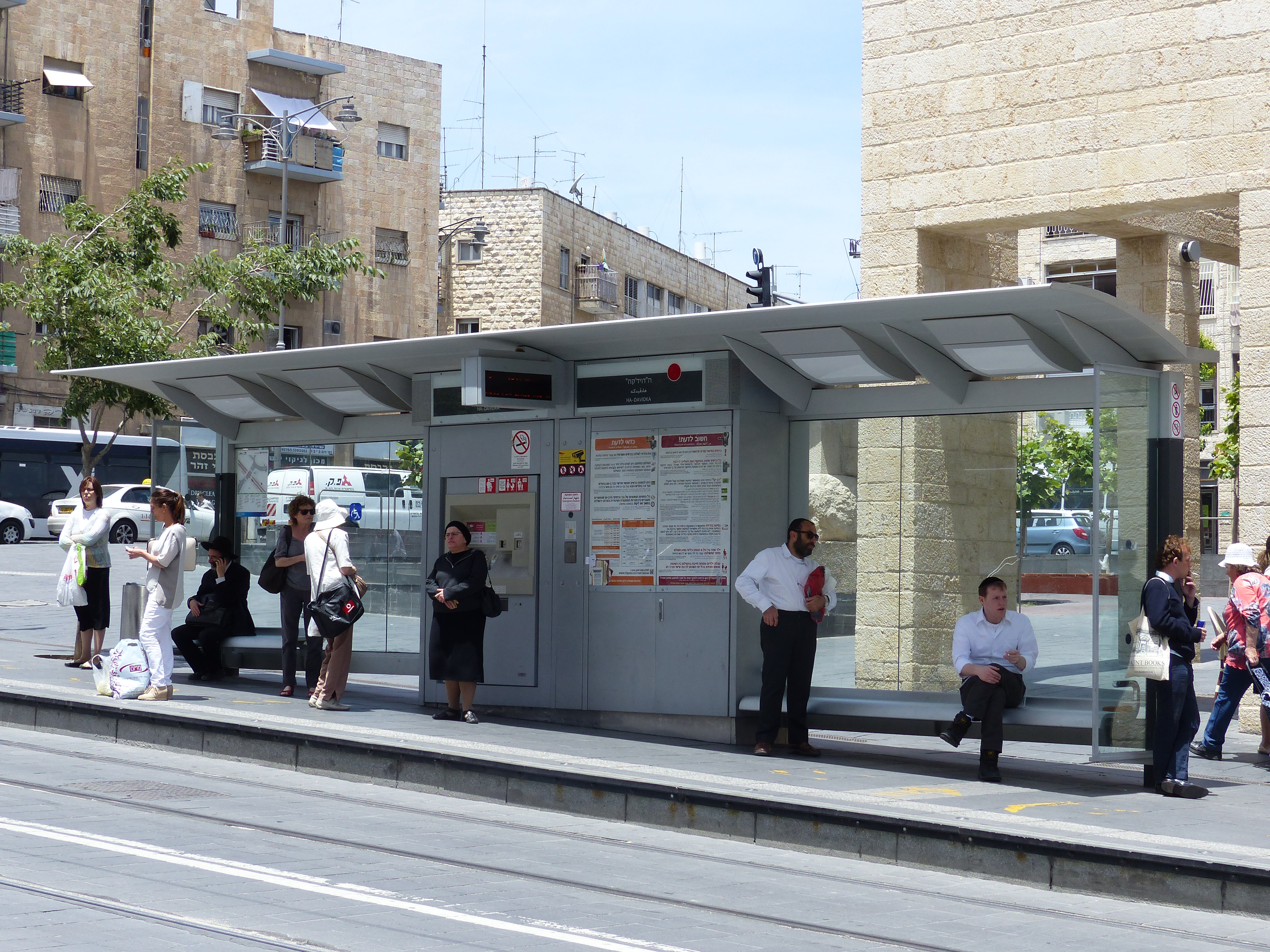
Mobilier urbain de la station Ha-Davidka, avec abri et distributeur de billets.

## Jumelages
- New York (États-Unis) depuis 1993[144],[145]
- Prague (Tchéquie)[146]
- Ayabe (Japon) depuis le 9 février 2000[147]

### Jérusalem-Est
- Fès (Maroc) depuis 1982[148] (avec l'Autorité palestinienne)
- Rabat (Maroc) depuis 2012[149] (avec l'Autorité palestinienne)

## Blason et drapeau israélien de Jérusalem
Le lion en posture rampante (dressé sur ses pattes arrière), représente le Lion de Juda, l'arrière-plan représente le Mur occidental et les rameaux d'olivier représentent la paix. L'inscription du cimier est le mot Jérusalem en hébreu (ירושלים, Yerushaláyim).[réf. nécessaire]

Blason israélien de Jérusalem.
Drapeau israélien de Jérusalem
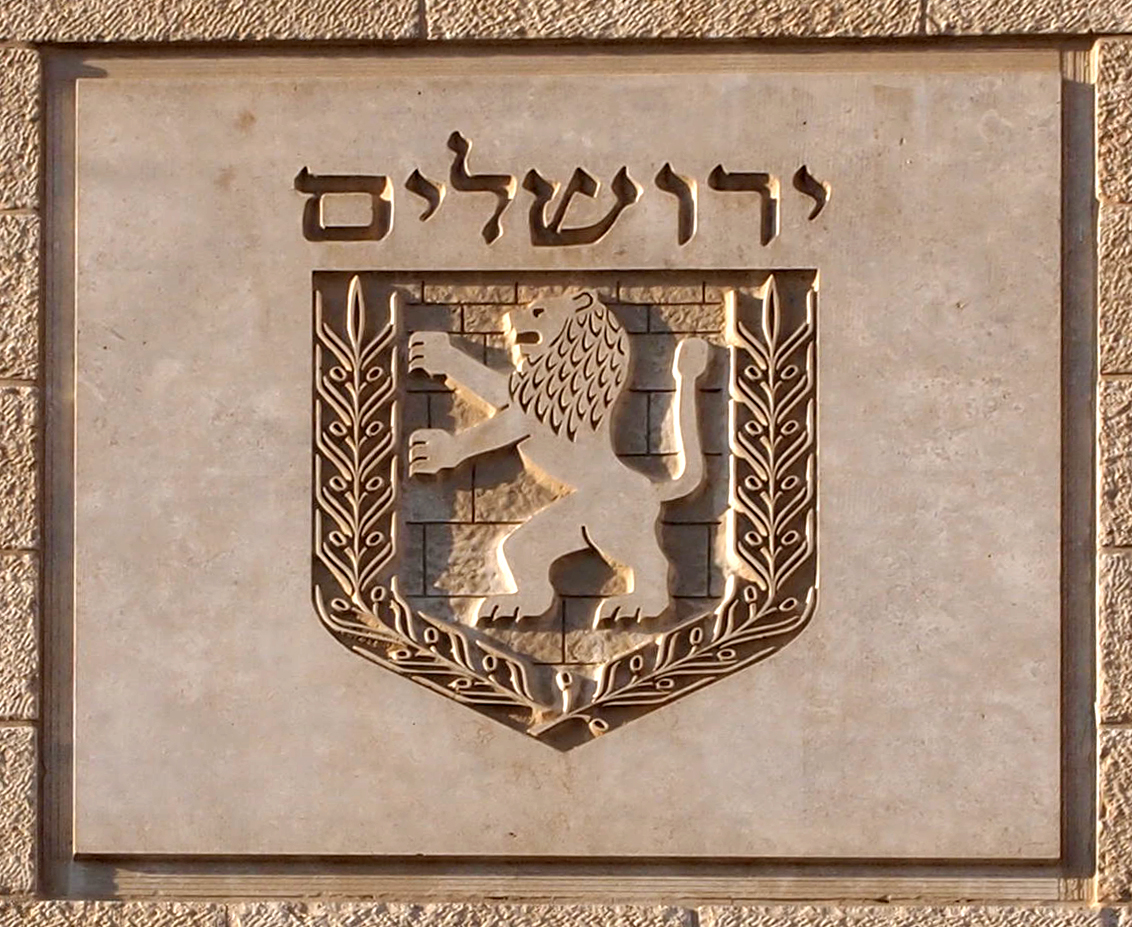
Intaille de l'emblème israélien de Jérusalem.

## Jérusalem comme centre du monde (axis mundi)

Cartes plaçant Jérusalem au centre du monde
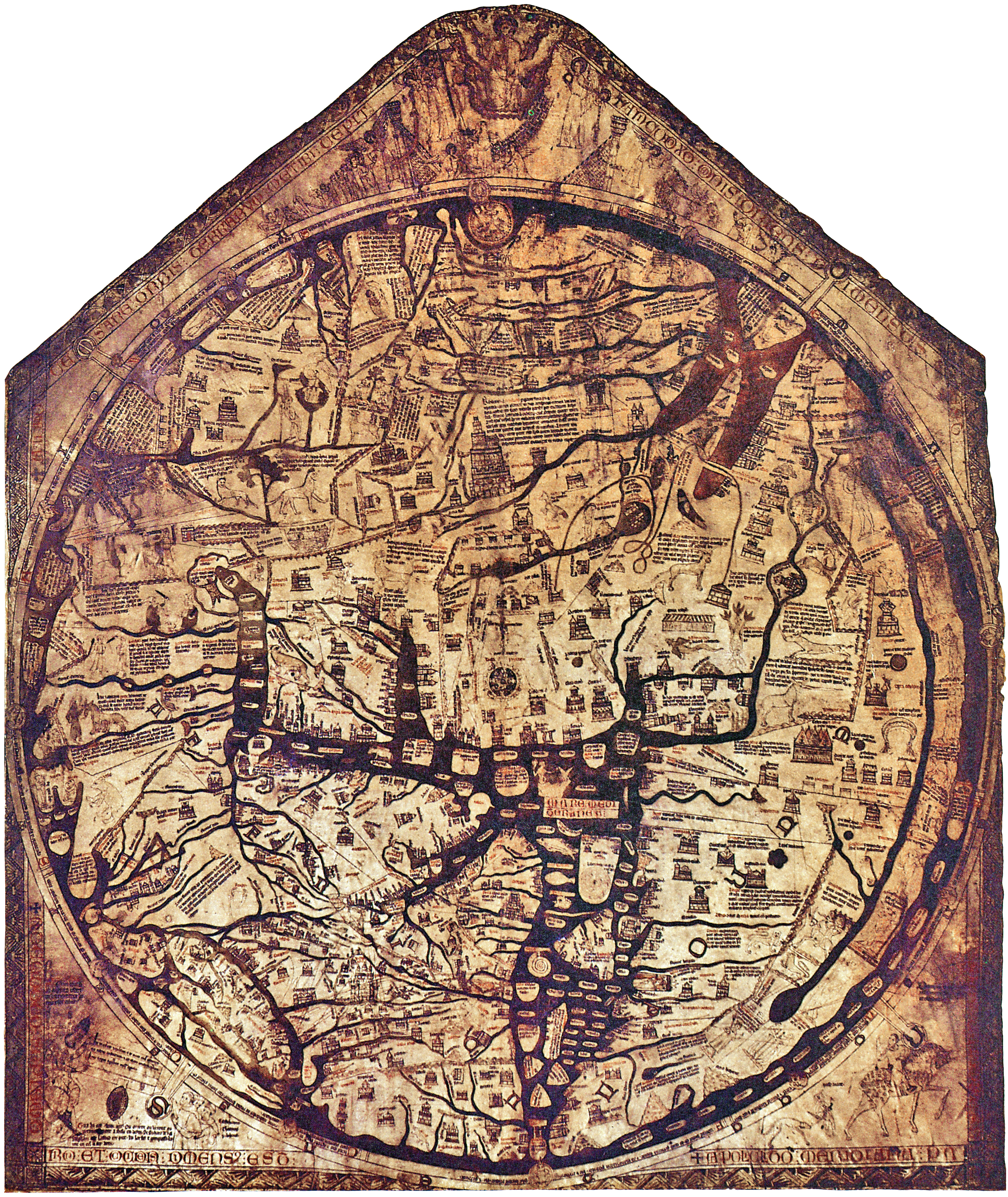
Mappa mundi de Hereford (1280), dans laquelle Jérusalem est surmontée d'une croix. Cathédrale de Hereford, Royaume-Uni
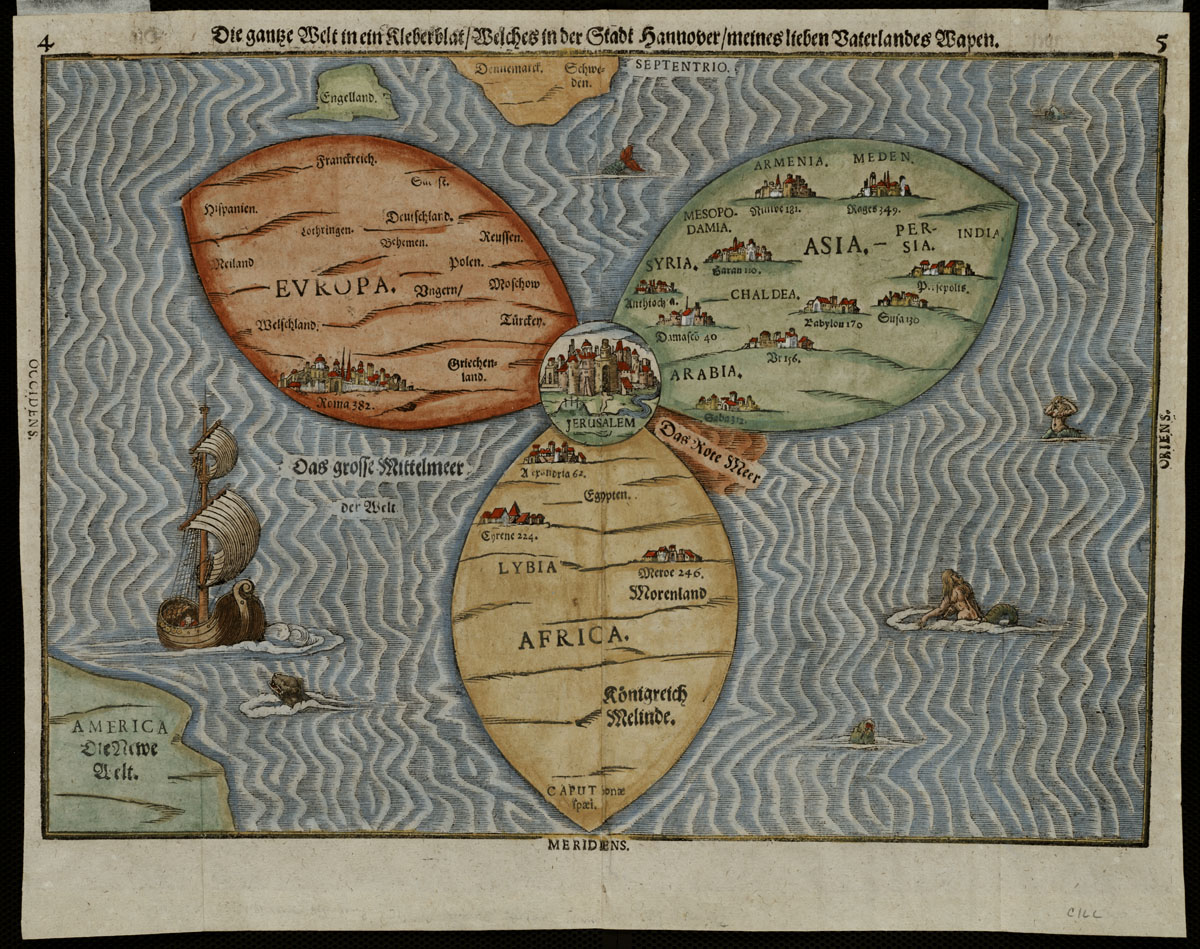
Jérusalem au centre de la « carte du trèfle » du théologien allemand Heinrich Bünting, extraite de son livre Itinerarium Sacrae Scripturae, Magdebourg, 1581.